# Praga
Praga (en checo: Prahaⓘ) es la capital de la República Checa y de la región de Bohemia. Situada a orillas del río Moldava, tiene aproximadamente 1,36 millones de habitantes, lo que la convierte en la ciudad más poblada del país y la séptima de Europa Central. El área metropolitana de Praga cuenta con una población de 2,7 millones de habitantes. Su belleza y patrimonio histórico la convierten en una de las veinte ciudades más visitadas del mundo.
Praga fue fundada a fines del siglo IX, convirtiéndose en una de las capitales más importantes de Europa en los siglos XVIII y XIX. Antigua capital del Reino de Bohemia y de Checoslovaquia, en el siglo XX sufrió los efectos de las dos guerras mundiales y de la dictadura nazi. Tras la Segunda Guerra Mundial quedó dentro de la esfera de influencia soviética. Tras la Revolución de terciopelo y la caída del Muro de Berlín la ciudad se ha ido adaptando a la economía de mercado. Praga, cuyo casco histórico fue declarado Patrimonio de la Humanidad en 1992, es considerada una ciudad global de «clase Alfa -», a la altura de Boston, Viena o Múnich.

## Etimología
Según las leyendas de la princesa Libuše vio muchas profecías de su castillo Libušín, que se encuentra en el centro de Bohemia. En una profecía, se le dijo, ella preveía la gloria de Praga. Un día ella tuvo una visión: 

Veo una gran ciudad, cuya gloria se tocan las estrellas! Veo un lugar en medio de un bosque donde un empinado acantilado se eleva sobre el río Moldava. Hay un hombre, que es el trabajo umbral (prah) de la casa. Un castillo llamado Praga (Praha) que se construyó allí. Así como los príncipes y los duques encorvarse delante de un umbral, que se inclinará al castillo a la ciudad y en torno a ella. Será honrado, privilegiado con gran renombre y alabanza por todo el mundo.

Otros historiadores afirman que el nombre de la capital tiene su origen en la palabra eslava Prga, que significa «harina tostada», debido a la aridez del lugar elegido para construir el Castillo de Praga.
Por último algunos opinan que el origen es la palabra checa Prahy, que significa «rápidos», por los rápidos del río Moldava, a cuyas orillas se asienta la ciudad.

## Historia

### Prehistoria y Edad Antigua
Los primeros vestigios en el lugar que hoy ocupa Praga datan del Paleolítico. El primer asentamiento estable se considera que fue el de la tribu celta, hacia el siglo VI a. C. se estableció al sur de la actual Praga. La población se denominaba Závist. Posteriormente esta tribu fue reemplazada por el pueblo germánico y más adelante por los eslavos, que permanecieron desde el siglo IV, aunque durante un período fueron dominados por los ávaros.

### Edad Media

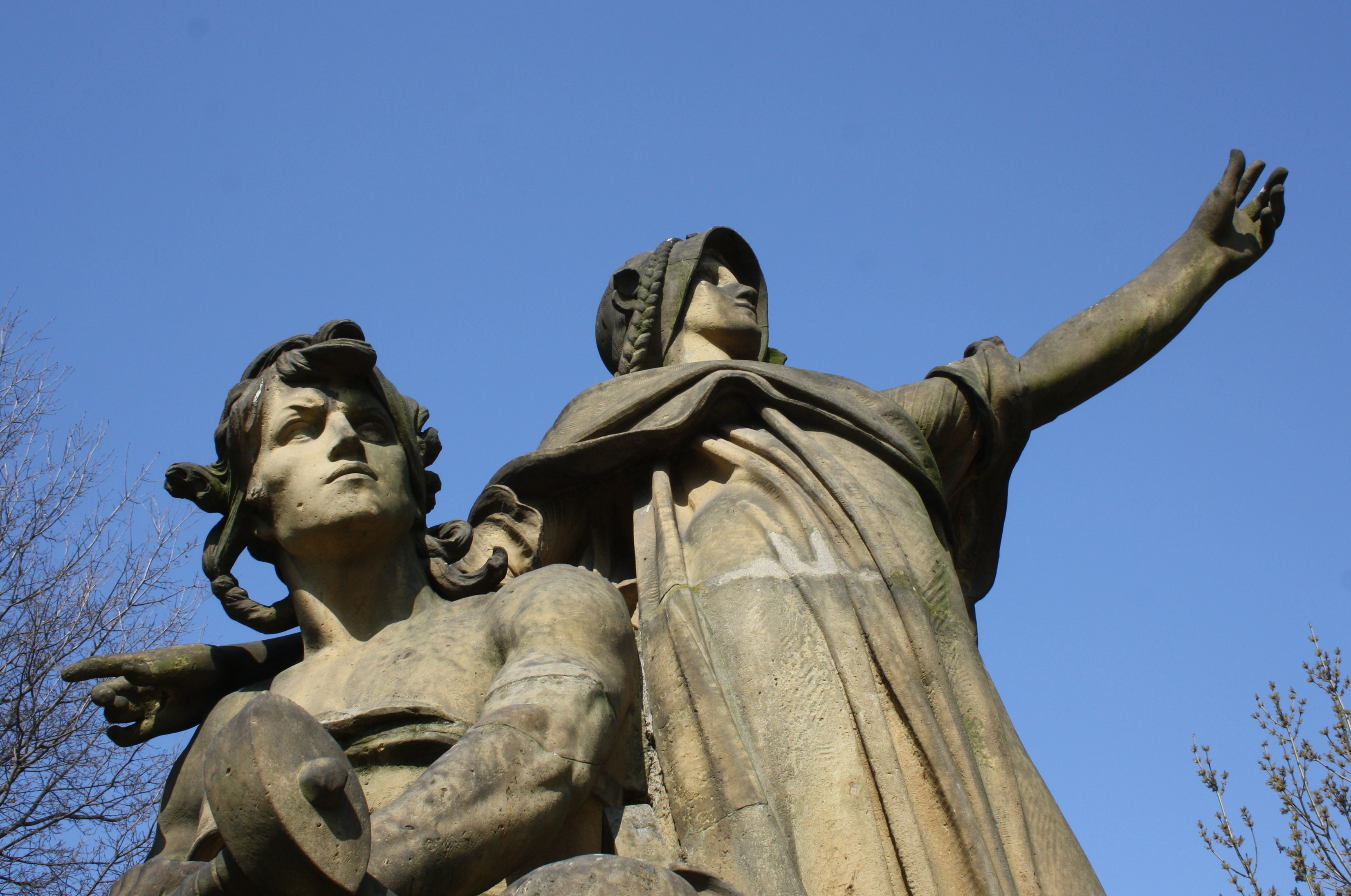
Libuše y Přemysl, fundadores legendarios de la ciudad.

Fue fundada en la última parte del siglo IX con la construcción del castillo en la ribera derecha del río Moldava. Según la leyenda por Libuše, quien se casó posteriormente con Přemysl e inició la dinastía Přemyslida. Este castillo es conocido como Vyšehrad y no es el actual Castillo de Praga, que se erigió en el lado opuesto del río.
Praga muy pronto se convirtió en el asentamiento de los reyes de Bohemia, algunos de los cuales reinaron como emperadores del Sacro Imperio Romano. En el siglo XIII el rey Otakar II funda el barrio de Malá Strana (lado pequeño), que se asienta en el lado opuesto del río.
La ciudad floreció durante el siglo XIV bajo el reinado de Carlos IV, quien ordenó la construcción de la Nueva ciudad, unió los núcleos urbanos en ambas márgenes del río a través del famoso Puente Carlos (que sustituye a un puente anterior del siglo XII que se derrumbó en 1342) y propició la construcción de la primera Universidad de Europa central. En el siglo XV, debido a agitaciones políticas y religiosas entre Jan Hus y el rey Segismundo se desarrollaron las guerras husitas.

### Edad Moderna
Bohemia entró a formar parte de los dominios de los Habsburgo en 1526, por lo que Praga fue capital de una provincia austríaca. A principios del siglo XVII la elección de Fernando II, católico, como rey de Bohemia causó ira entre los nobles bohemios, de confesión protestante. Cuando Fernando II envió dos concejales católicos para preparar su llegada a Praga, estos fueron secuestrados y arrojados por una ventana del castillo, lo que se conoce como la Defenestración de Praga. Estos hechos desembocaron en la guerra de los Treinta Años, cuya consecuencia principal fue la soberanía de las provincias alemanas, a pesar de permanecer bajo el Imperio Germánico.

### SiglosXVIIIyXIX

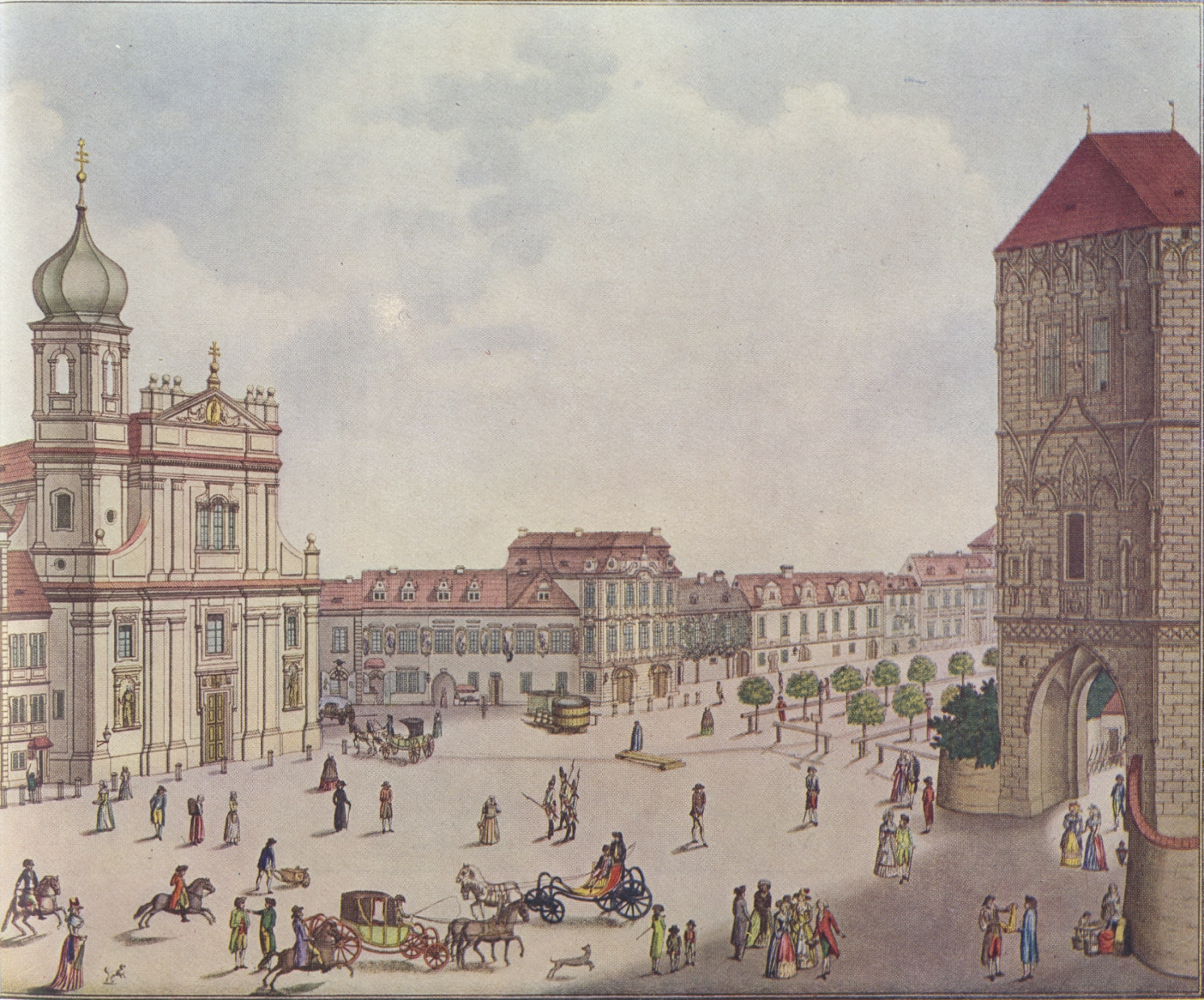
Praga a finales del

En el siglo XVIII y primera mitad del XIX, Praga gozó de un gran crecimiento económico, que atrajo a mercaderes y nobles de toda Europa. La ciudad se desarrolló rápidamente y se construyeron iglesias y palacios, muchos según el nuevo estilo del Barroco.
Durante la dominación austrohúngara, en el siglo XIX se convirtió en el centro del nacionalismo checo y su actividad cultural e intelectual fue brillante, construyéndose el Museo Nacional, el Teatro Estatal y el Rudolfinum.

### SiglosXXyXXI
En 1918, como consecuencia de la Primera Guerra Mundial, se fundó Checoslovaquia, y el nuevo presidente de la república Tomáš Masaryk hizo de Praga la sede de su gobierno y capital del Estado checo. Entre 1939 y 1945 el ejército de Hitler ocupó Praga. La ciudad, hasta el momento de carácter multiétnico, asistió a la persecución nazi del pueblo judío. Muchos fueron capturados y enviados a campos de concentración, donde la mayoría fueron exterminados. En 1945 el ejército estadounidense bombardeó la ciudad al confundirla con Dresde, causando la furia de los checos. Pocos días más tarde el ejército soviético liberó la ciudad y los ciudadanos checos se tomaron la venganza por su mano, causando la muerte de ciudadanos de origen alemán.
Tras la Segunda Guerra Mundial, Checoslovaquia pasó a formar parte del bloque comunista, bajo la protección de la Unión Soviética. En 1968 estalló la Primavera de Praga, un movimiento que pretendía reformar el inmovilista socialismo soviético, que fue duramente reprimida con la invasión de los ejércitos del Pacto de Varsovia.

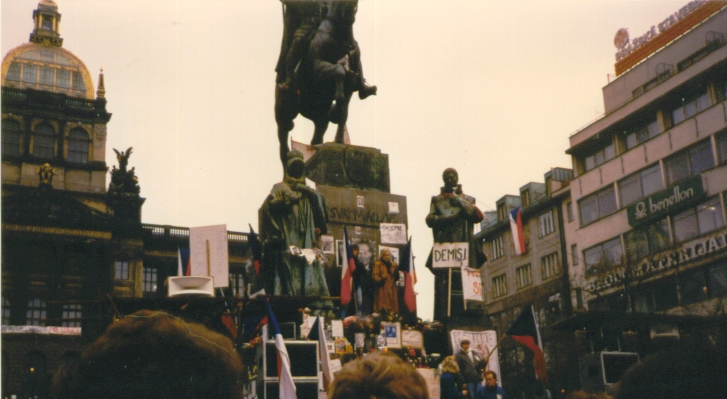
La Revolución de Terciopelo provocó la caída del régimen comunista.

En diciembre de 1988, el líder soviético Mijaíl Gorbachov anunció la llamada doctrina Sinatra, la cual establecía que la doctrina Brezhnev sería abandonada y que los países de la Europa del Este podrían hacer lo que consideraran conveniente. A finales de 1989, con la caída del muro de Berlín, Praga abandonó el socialismo. Praga fue el centro de la Revolución de Terciopelo que propició la caída del comunismo en el país. La vigencia de la doctrina Sinatra contribuyó a acelerar los cambios que terminaron por hacer colapsar a los gobiernos socialistas prosoviéticos de la Europa del Este a finales de 1989 e inicios de 1990. Los ahora nuevos gobiernos prooccidentales de la Europa oriental fueron fervientes partidarios de la pronta disolución del Pacto de Varsovia y de la Comecon. La disolución oficial del Pacto de Varsovia terminó siendo aceptada de forma pacífica por la Unión Soviética y se formalizó en la reunión de Praga el 1 de julio de 1991.
Dos años después, en 1993, se decidió pacíficamente la disolución de Checoslovaquia y su división en la República Checa y Eslovaquia. Praga pasó a ser la capital de la República Checa, tal y como recoge la Constitución del país. En septiembre de 2000 las protestas de Praga contra la globalización durante la cumbre del Fondo Monetario Internacional y el Banco Mundial derivaron en una guerrilla urbana contra la policía. Más de 15 000 manifestantes participaron en una de las mayores protestas de la historia contra la globalización y el capitalismo. En agosto de 2002 el río Moldava se desbordó con un caudal superior a los 5100 m³/s causando graves daños en la ciudad, que necesitó dos años para recuperarse.

## Geografía

### Ubicación

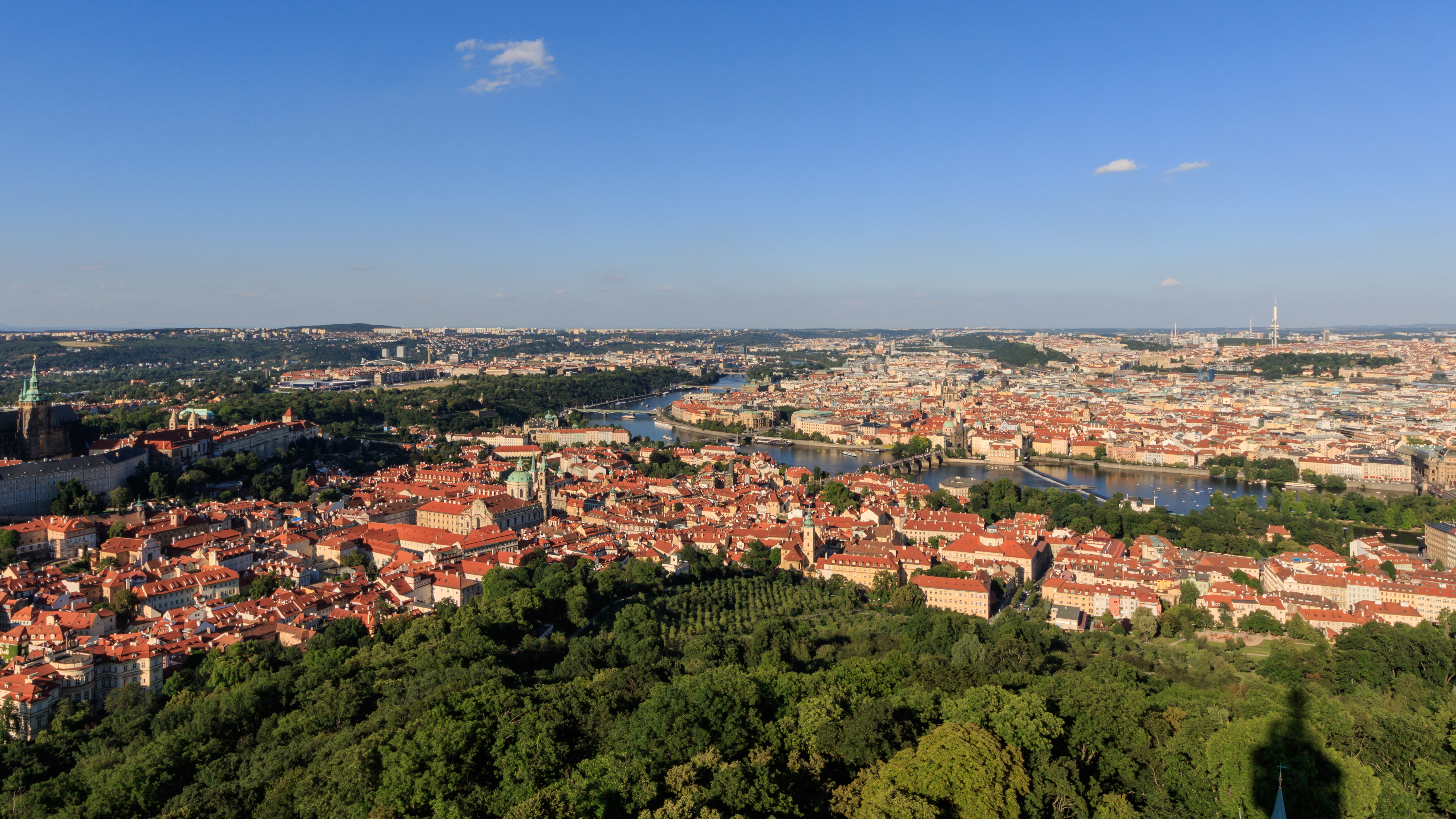
Vista general de la ciudad

Praga se encuentra en el corazón de Europa, a menos de 500 kilómetros de los mares Báltico, del Norte y Adriático. Sus coordenadas son 50 grados norte de latitud y 14 grados este de longitud. Pertenece a la Bohemia Central y ocupa principalmente la región de Poberounská soustava y en su extremo noreste una pequeña parte del área de Česká tabule.
Dentro de la República Checa, la ciudad de Praga está ligeramente desplazada al noroeste del centro geográfico del país. La erosión y los procesos de sedimentación en ambos márgenes del río Moldava son los principales causantes del relieve de la ciudad. Alrededor del río y sus afluentes hay unas pendientes relativamente escarpadas que terminan en forma de planicie al alcanzar cierta altura. Las pendientes pronunciadas se producen en la ribera occidental del Moldava. La altitud máxima de la ciudad es de 399 metros, en el barrio de Zličín, al oeste de la ciudad, y la altitud mínima es de 177 metros al borde septentrional de la ciudad, donde el río la abandona. Por tanto la diferencia máxima de altitud es de 222 metros en un área relativamente pequeña.

### Hidrografía

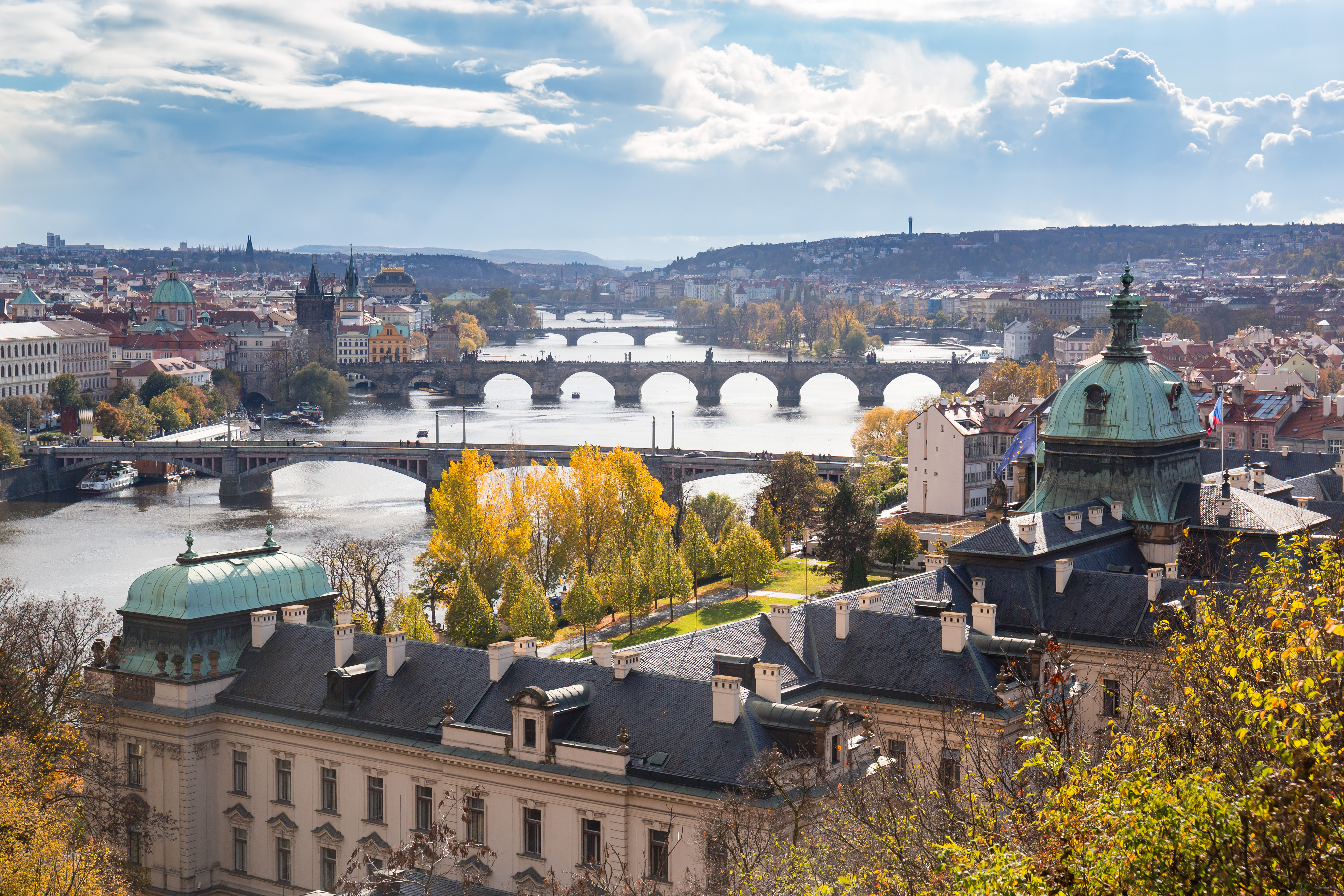
Paso del río Moldava por la ciudad

El río Moldava (Vltava en checo) atraviesa Praga, dividiendo la ciudad de sur a norte. El Moldava es un río muy caudaloso, incluso aún más que el río Elba (Labe en checo), a pesar de que es afluente de este último.

### Clima

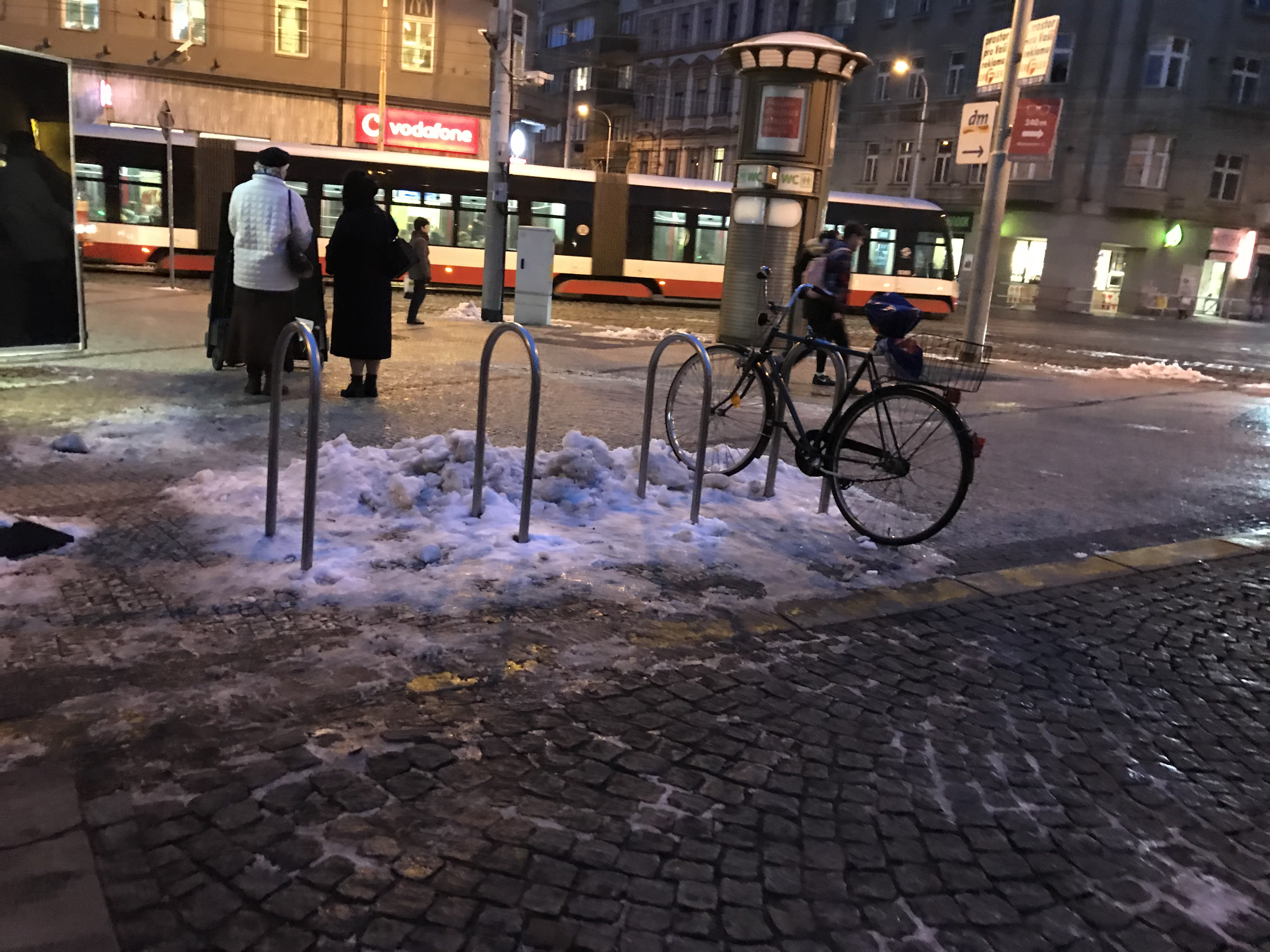
Calle con nieve en febrero.

El clima de Praga es semicontinental. La temperatura media anual es de 10 grados centígrados. El invierno es riguroso aunque no excesivamente severo y relativamente seco, siendo la temperatura media en los meses de invierno aproximadamente de cero grados.
La primavera es fresca al principio y se vuelve templada y húmeda según se acerca el verano, alcanzando los 18grados en junio de media y sobrepasando los 80 mm de precipitación. El verano no es excesivamente cálido, ligeramente por debajo de los 20 grados de media en los meses de julio y agosto, aunque es habitual superar los 25 grados de máxima. Las precipitaciones alcanzan su punto máximo en julio y empiezan a descender en el mes de septiembre.
El otoño de Praga es templado y moderadamente seco, con precipitaciones similares a las del invierno y la primavera, aunque el mes de noviembre es bastante frío, con menos de tres grados centígrados de media.
| Parámetros climáticos promedio de Praga (normales 1981–2010, extremos 1775-presente) | Parámetros climáticos promedio de Praga (normales 1981–2010, extremos 1775-presente) | Parámetros climáticos promedio de Praga (normales 1981–2010, extremos 1775-presente) | Parámetros climáticos promedio de Praga (normales 1981–2010, extremos 1775-presente) | Parámetros climáticos promedio de Praga (normales 1981–2010, extremos 1775-presente) | Parámetros climáticos promedio de Praga (normales 1981–2010, extremos 1775-presente) | Parámetros climáticos promedio de Praga (normales 1981–2010, extremos 1775-presente) | Parámetros climáticos promedio de Praga (normales 1981–2010, extremos 1775-presente) | Parámetros climáticos promedio de Praga (normales 1981–2010, extremos 1775-presente) | Parámetros climáticos promedio de Praga (normales 1981–2010, extremos 1775-presente) | Parámetros climáticos promedio de Praga (normales 1981–2010, extremos 1775-presente) | Parámetros climáticos promedio de Praga (normales 1981–2010, extremos 1775-presente) | Parámetros climáticos promedio de Praga (normales 1981–2010, extremos 1775-presente) | Parámetros climáticos promedio de Praga (normales 1981–2010, extremos 1775-presente) |
| Mes                                                                                  | Ene.                                                                                 | Feb.                                                                                 | Mar.                                                                                 | Abr.                                                                                 | May.                                                                                 | Jun.                                                                                 | Jul.                                                                                 | Ago.                                                                                 | Sep.                                                                                 | Oct.                                                                                 | Nov.                                                                                 | Dic.                                                                                 | Anual                                                                                |
| ------------------------------------------------------------------------------------ | ------------------------------------------------------------------------------------ | ------------------------------------------------------------------------------------ | ------------------------------------------------------------------------------------ | ------------------------------------------------------------------------------------ | ------------------------------------------------------------------------------------ | ------------------------------------------------------------------------------------ | ------------------------------------------------------------------------------------ | ------------------------------------------------------------------------------------ | ------------------------------------------------------------------------------------ | ------------------------------------------------------------------------------------ | ------------------------------------------------------------------------------------ | ------------------------------------------------------------------------------------ | ------------------------------------------------------------------------------------ |
| Temp. máx. abs. (°C)                                                                 | 17.4                                                                                 | 19.2                                                                                 | 22.5                                                                                 | 28.8                                                                                 | 32.5                                                                                 | 37.9                                                                                 | 37.8                                                                                 | 37.4                                                                                 | 33.1                                                                                 | 27.0                                                                                 | 19.5                                                                                 | 17.4                                                                                 | 37.9                                                                                 |
| Temp. máx. media (°C)                                                                | 2.6                                                                                  | 4.4                                                                                  | 9.1                                                                                  | 15.1                                                                                 | 20.3                                                                                 | 22.8                                                                                 | 25.3                                                                                 | 25.1                                                                                 | 19.9                                                                                 | 14.2                                                                                 | 7.2                                                                                  | 3.4                                                                                  | 14.1                                                                                 |
| Temp. media (°C)                                                                     | 0.1                                                                                  | 1.3                                                                                  | 5.3                                                                                  | 10.1                                                                                 | 15.0                                                                                 | 17.8                                                                                 | 19.9                                                                                 | 19.6                                                                                 | 15.2                                                                                 | 10.3                                                                                 | 4.6                                                                                  | 1.1                                                                                  | 10                                                                                   |
| Temp. mín. media (°C)                                                                | −2.4                                                                                 | −1.8                                                                                 | 1.5                                                                                  | 5.1                                                                                  | 9.7                                                                                  | 12.7                                                                                 | 14.5                                                                                 | 14.2                                                                                 | 10.5                                                                                 | 6.4                                                                                  | 2.1                                                                                  | −1.1                                                                                 | 6                                                                                    |
| Temp. mín. abs. (°C)                                                                 | −27.5                                                                                | −27.1                                                                                | −27.6                                                                                | −8.0                                                                                 | −2.3                                                                                 | 1.9                                                                                  | 6.7                                                                                  | 6.4                                                                                  | 0.7                                                                                  | −7.5                                                                                 | −16.9                                                                                | −24.8                                                                                | −27.6                                                                                |
| Precipitación total (mm)                                                             | 34                                                                                   | 30                                                                                   | 40                                                                                   | 34                                                                                   | 63                                                                                   | 70                                                                                   | 82                                                                                   | 75                                                                                   | 47                                                                                   | 34                                                                                   | 40                                                                                   | 38                                                                                   | 587                                                                                  |
| Días de precipitaciones (≥ 1 mm)                                                     | 5.7                                                                                  | 5.2                                                                                  | 6.6                                                                                  | 5.8                                                                                  | 8.5                                                                                  | 9.4                                                                                  | 8.9                                                                                  | 8.4                                                                                  | 7.3                                                                                  | 5.5                                                                                  | 7.1                                                                                  | 5.9                                                                                  | 84.3                                                                                 |
| Horas de sol                                                                         | 50.0                                                                                 | 72.4                                                                                 | 124.7                                                                                | 167.6                                                                                | 214.0                                                                                | 218.3                                                                                | 226.2                                                                                | 212.3                                                                                | 161.0                                                                                | 120.8                                                                                | 53.9                                                                                 | 46.7                                                                                 | 1667.9                                                                               |
| Humedad relativa (%)                                                                 | 86                                                                                   | 83                                                                                   | 77                                                                                   | 69                                                                                   | 70                                                                                   | 71                                                                                   | 70                                                                                   | 71                                                                                   | 76                                                                                   | 81                                                                                   | 87                                                                                   | 88                                                                                   | 77                                                                                   |
| Fuente: World Meteorological Organization NOAA                                       |                                                                                      |                                                                                      |                                                                                      |                                                                                      |                                                                                      |                                                                                      |                                                                                      |                                                                                      |                                                                                      |                                                                                      |                                                                                      |                                                                                      |                                                                                      |

## Demografía
| Año                | 1230 | 1370   | 1600   | 1804   | 1837    | 1850    | 1880    | 1900    | 1925    | 1950      | 1980      | 1991      | 2001      |
| ------------------ | ---- | ------ | ------ | ------ | ------- | ------- | ------- | ------- | ------- | --------- | --------- | --------- | --------- |
| Población de Praga | 4000 | 40.000 | 60.000 | 90.000 | 105.500 | 118.000 | 162.000 | 201.600 | 718.300 | 931.500   | 1.171.342 | 1.214.174 | 1.169.106 |
| Suma de Municipios |      |        |        |        |         | 128.000 | 349.574 | 559.435 |         | 1.057.570 | 1.182.186 | 1.214.174 | 1.169.106 |

A inicios del siglo XX siguió el crecimiento demográfico, alcanzando los 850 000 habitantes en el año 1930. Uno de los motivos fue la independencia de la República Checa y la designación de Praga como capital del nuevo Estado, así como por la absorción de los municipios colindantes a la capital en 1922 (37 municipios que sumaban más de 430 000 habitantes).
La población de Praga es de aproximadamente 1 200 000 habitantes, lo que supone algo más del 10% de la población del país. La ciudad tuvo una explosión demográfica durante el siglo XIX debido a su florecimiento económico y cultural. Si incluimos los suburbios que por entonces no formaban parte de Praga, la población pasó de poco más de 157 000 habitantes en 1850 a más de 500 000 en el año 1900.
La primera ampliación de la ciudad ocurrió en 1850 cuando Praga absorbió el municipio de Josefov. En 1883 y 1884 se integraron dos nuevos municipios y otro en 1901.
Se realizaron nuevas ampliaciones 1960 (3 municipios), 1968 (25 municipios que sumaban cerca de 70 000 ciudadanos), 1974 (37 municipios y cerca de 65 000 habitantes), y en 1987 y 1988 llegaron las dos últimas ampliaciones (Černý Most y Kamýk), que sumaron otros 30 000 habitantes. Desde entonces creció de forma moderada hasta los años 1980, y a partir de dicho momento la población se ha estabilizado.
La población praguense está envejeciendo a un ritmo superior al del resto del país, debido a la inmigración de ciudadanos en edad de trabajar y el descenso del índice de natalidad. De este modo, el porcentaje de habitantes en edad de jubilación no ha crecido en los últimos años.
La prosperidad económica a inicios del siglo XXI con la apertura a la Unión Europea, la instalación de nuevas multinacionales y los salarios más elevados han atraído la población productiva del resto del país. También ha provocado un aumento de la inmigración, aunque el porcentaje de extranjeros es aún moderado. Según datos del año 2006 el 8.77% de la población de Praga era extranjera. Analizando el país de origen, destacan los ucranianos, que representan el 34.3% de los inmigrantes, los eslovacos, que representan el 15.7% y los rusos, que son el 9.5% de los extranjeros.

## Gobierno

### Capitalidad
La Constitución checa, aprobada por 172 votos de los 198 totales por el Parlamento checo, el 16 de diciembre de 1992, establece que la capital del Estado checo es Praga. La ciudad fue previamente capital del reino de Bohemia en la Edad Media y desde 1918 hasta la creación del nuevo Estado checo fue la capital de Checoslovaquia.

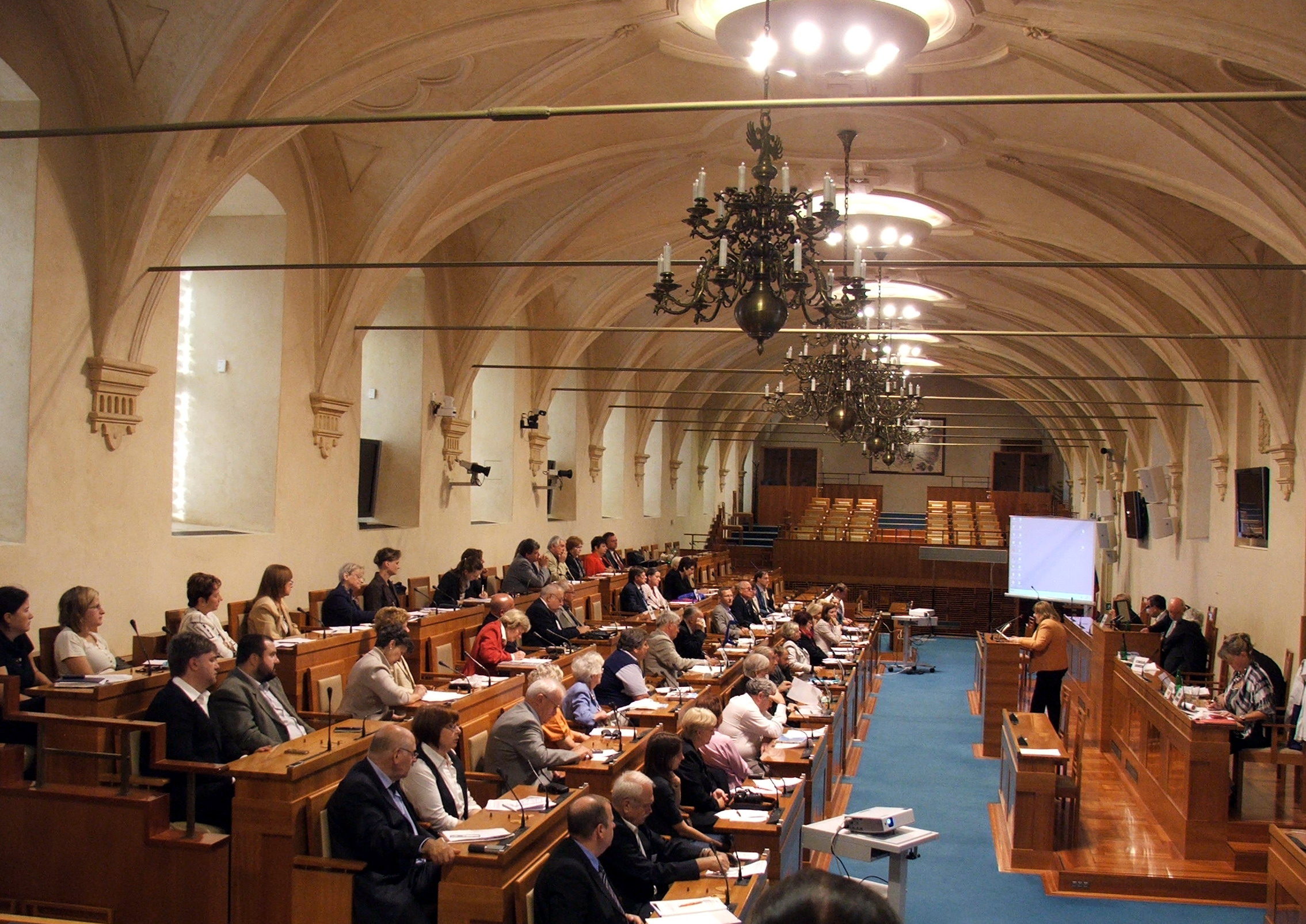
Palacio Wallenstein, sede del Senado de la República Checa.

Como capital del Estado, Praga es la residencia del presidente de la República, así como la sede de las dos cámaras del Parlamento: la Cámara de diputados y El Senado.

### Gobierno local
De acuerdo con el Acta del Consejo Nacional Checo de la Ciudad Capital de Praga del año 2000 la ciudad forma una ciudad-estado. Esto implica que varias de las competencias del Estado son transferidas a la ciudad.
El máximo dirigente de la capital es el alcalde. La ciudad está administrada por tres entidades: La Asamblea de la Ciudad de Praga, formada por 70 representantes, el Consejo de la Ciudad de Praga, compuesto por 11 miembros de la Asamblea, y el Ayuntamiento de Praga. Las elecciones se realizan cada 4 años. El Ayuntamiento de Praga, con sus correspondientes departamentos y secciones, alberga el poder ejecutivo de la ciudad.
El alcalde actual de Praga es Tomáš Hudeček, del partido TOP 09. Fue elegido por primera vez en 2013.

### Organización político-administrativa

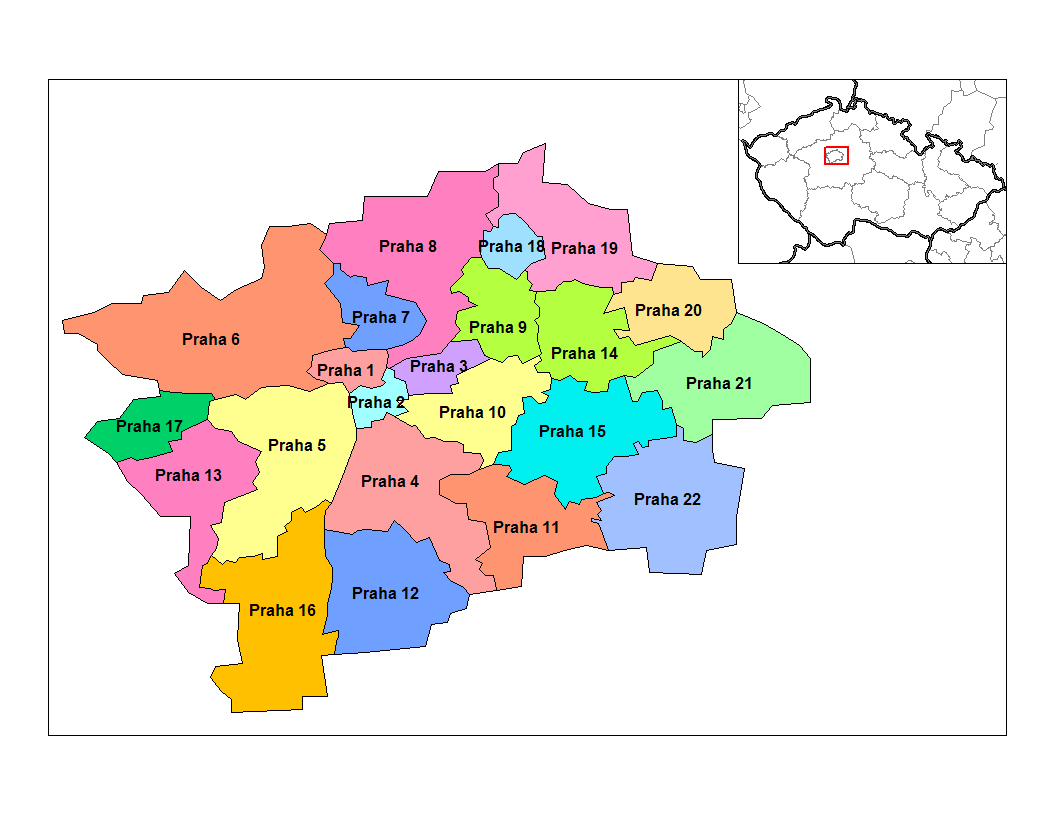
Mapa administrativo de Praga.

Desde 2001 Praga se divide administrativamente en 22 distritos, que están numerados del 1 al 22. En los rótulos donde aparece el nombre de las calles se puede ver el número de distrito al que pertenece la vía. A su vez estos 22 distritos se dividen en 57 municipalidades, de las que tan solo 4 pertenecen al Praga histórico (Staré Město, Nové Město, Malá Strana y Hradčany). Cada una de ellas tiene sus propios representantes electos y competencias:
- Praha 1: Staré Město, Malá Strana, Hradčany
- Praha 2: Nové Město, Vinohrady
- Praha 3: Žižkov
- Praha 4: Kunratice, Modřany
- Praha 5: Slivenec, Smíchov
- Praha 6: Lysolaje, Nebušice, Přední Kopanina, Suchdol
- Praha 7: Troja, Holešovice
- Praha 8: Březiněves, Ďáblice, Dolní Chabry, Horní Chabry
- Praha 9: Prosek, Vysočany
- Praha 10: Hostivař, Strašnice, Vršovice
- Praha 11: Křeslice, Šeberov, Újezd, Chodov, Háje
- Praha 12: Libuš, Modřany
- Praha 13: Řeporyje, Stodůlky, Butovice
- Praha 14: Dolní Počernice
- Praha 15: Dolní Měcholupy, Dubeč, Petrovice, Štěrboholy
- Praha 16: Radotín, Lipence, Lochkov, Velká Chuchle, Zbraslav
- Praha 17: Řepy, Zličín
- Praha 18: Letňany
- Praha 19: Kbely, Čakovice, Satalice, Vinoř
- Praha 20: Horní Počernice
- Praha 21: Újezd nad Lesy, Běchovice, Klánovice, Koloděje
- Praha 22: Uhříněves, Benice, Kolovraty, Královice, Nedvězí

## Economía

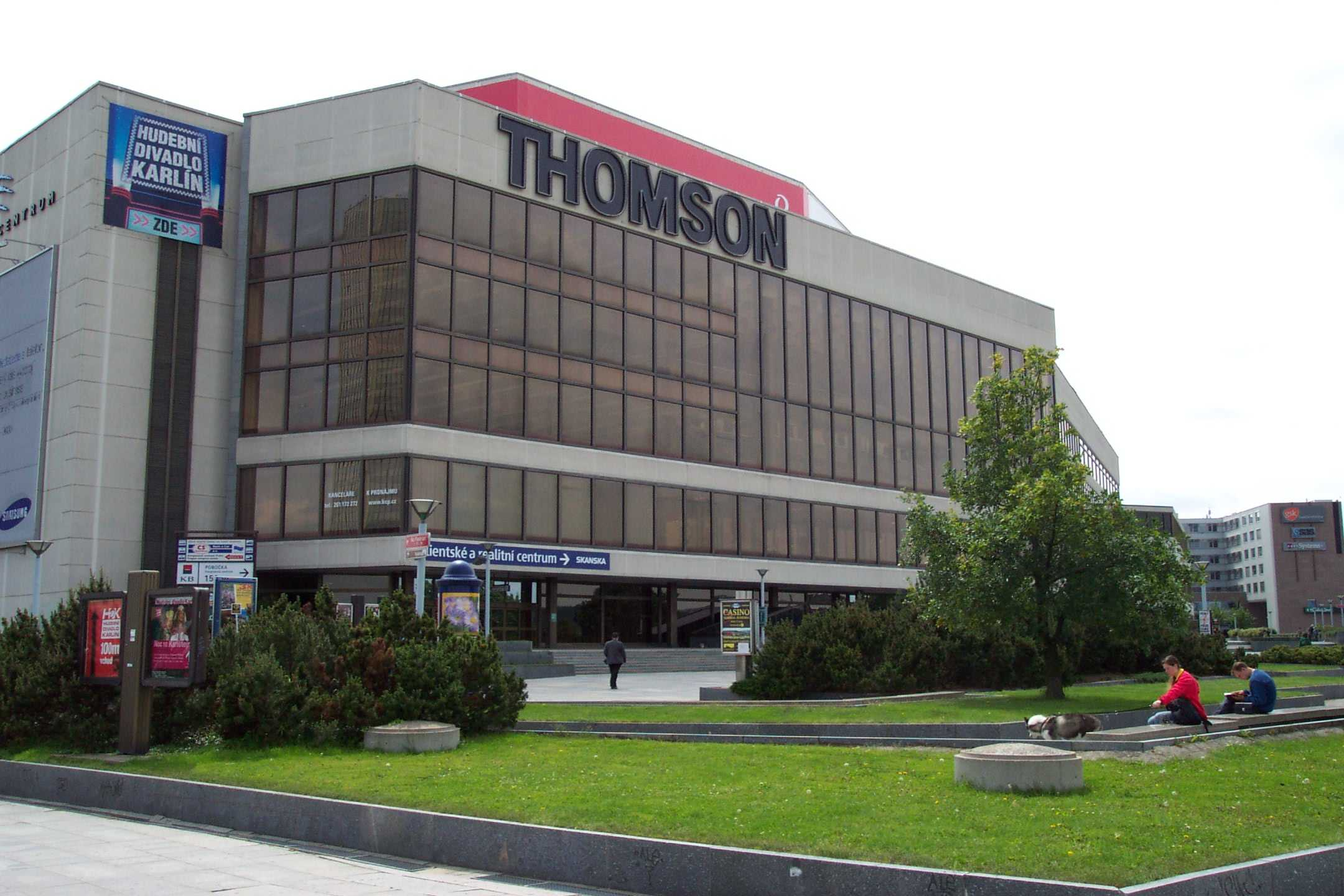
Centro de congresos de la ciudad de Praga, en el barrio de Vyšehrad.

La moneda oficial del país es la corona checa (Česká Koruna), que se divide en 100 hellers (haléř). Sus abreviaturas son Kč. y h, respectivamente.
El PIB per cápita de Praga es más del doble que el de la República Checa. Alcanzó los 38 400 dólares (PPA) en 2006, lo que supone más de un 50% por encima de la media de la Unión Europea para ese año. Esto la sitúa como la undécima región más rica de la Unión. Praga es el centro económico del país. Además de ser la capital del país, la mayoría de las instituciones financieras y de las empresas transnacionales tienen sede en la ciudad. Estos, entre otros motivos, hacen posible que Praga represente cerca del 25% del PIB checo. Sin embargo, el crecimiento del PIB en Praga es menor que el de la media nacional desde 2001.

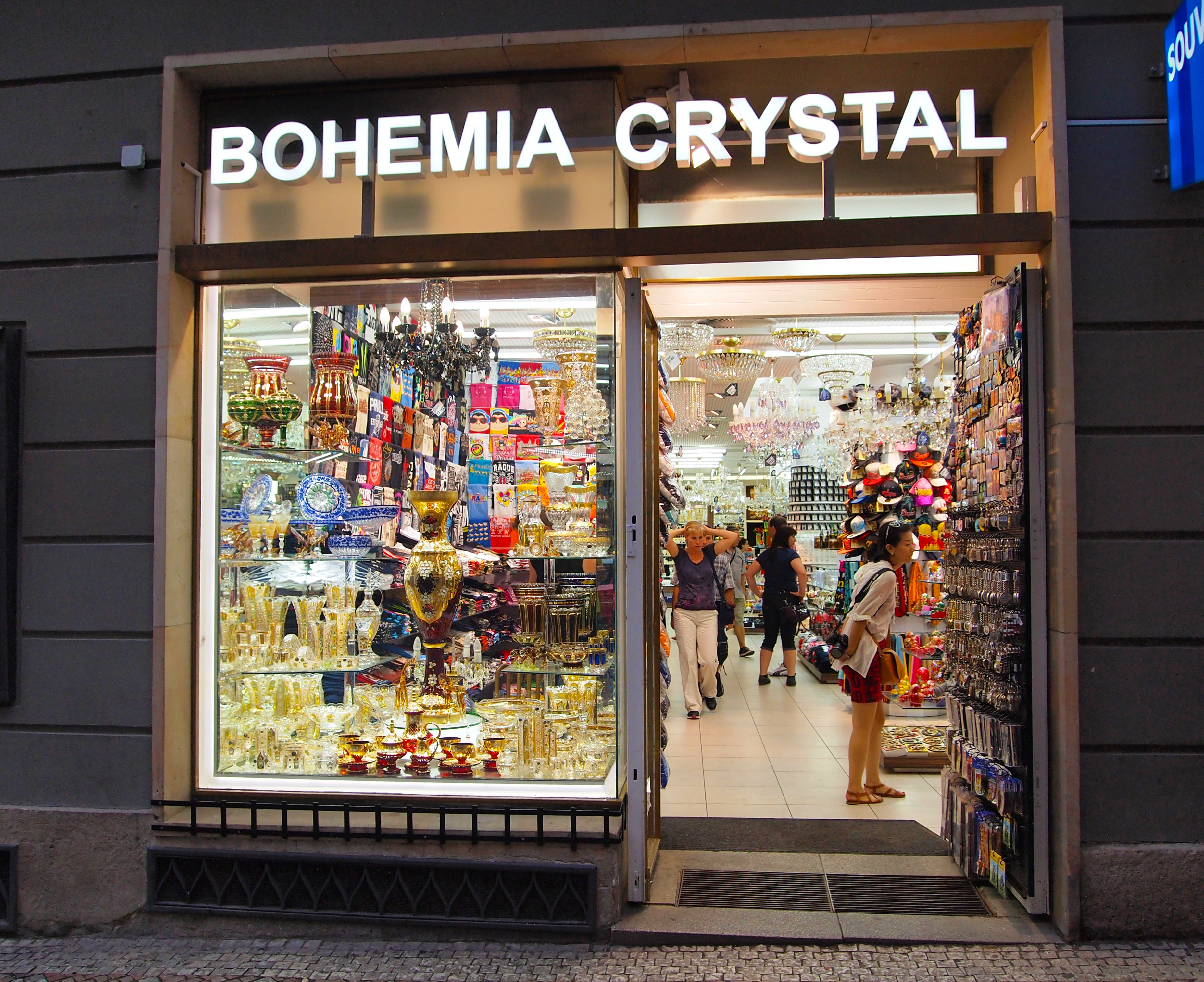
Comercio praguense

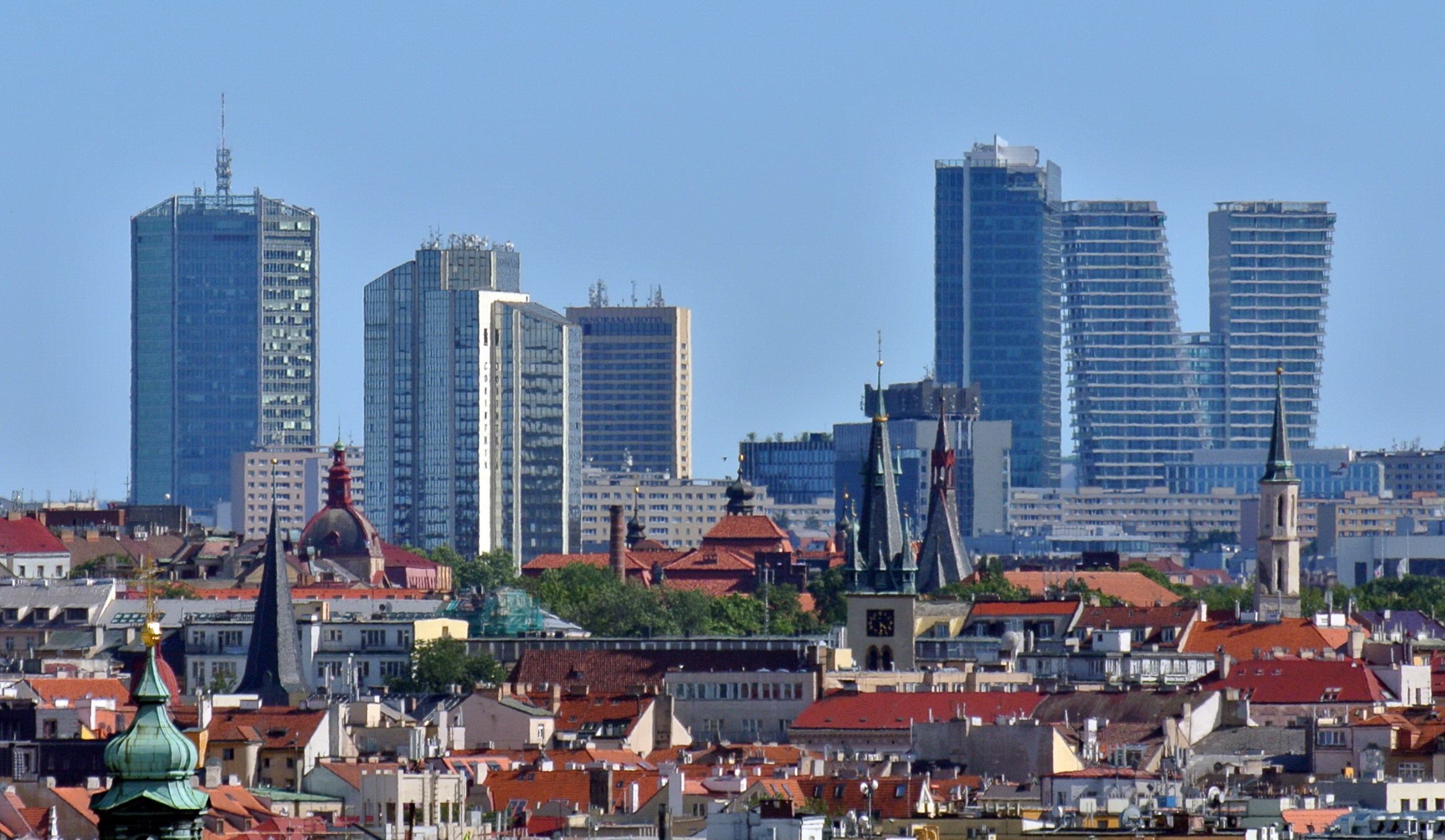
Rascacielos en el distrito de Pankrác

Praga ha sido capaz de absorber la fuerza de trabajo tanto nacional como internacional atraída por la prosperidad de la ciudad. En el año 2001 Praga concentraba aproximadamente el 20% de los puestos vacantes de trabajo de la República Checa, lo cual es especialmente significativo si se compara con el poco más del 10% que representa la población de Praga sobre la población total. La demanda de trabajadores era de 726 000 personas mientras la población activa de la ciudad era de tan solo 600 000. La tasa de desempleo en Praga es aproximadamente la mitad que la del país. Su posición central en Europa, además de un nivel de precios más bajo que el de la Europa Occidental, contribuyen a que muchas compañías internacionales la elijan como su sede europea.
La distribución sectorial de la ciudad sigue una marcada tendencia hacia el sector terciario. En 2006 el 82% del valor añadido creado en la ciudad se debía al sector servicios. En el otro lado de la balanza está el sector industrial, cuyo peso es significativamente inferior al del resto del país. Otro sector que ha crecido en la primera década del siglo XXI es la construcción, con más de un 50% de incremento entre 2001 y 2006 en término de valor de las casas construidas.
Desde la Revolución de Terciopelo, la ciudad saca provecho de su belleza arquitectónica en el sector del turismo. En el año 2005, 6.4 millones de turistas visitaron la República Checa, de los que una gran mayoría pasaron por Praga. Más del 90% de las plazas hoteleras fueron ocupadas por turistas extranjeros. No obstante, solo el 41% de las plazas disponibles se hallaba en hoteles de cuatro o cinco estrellas en 2006.

## Educación

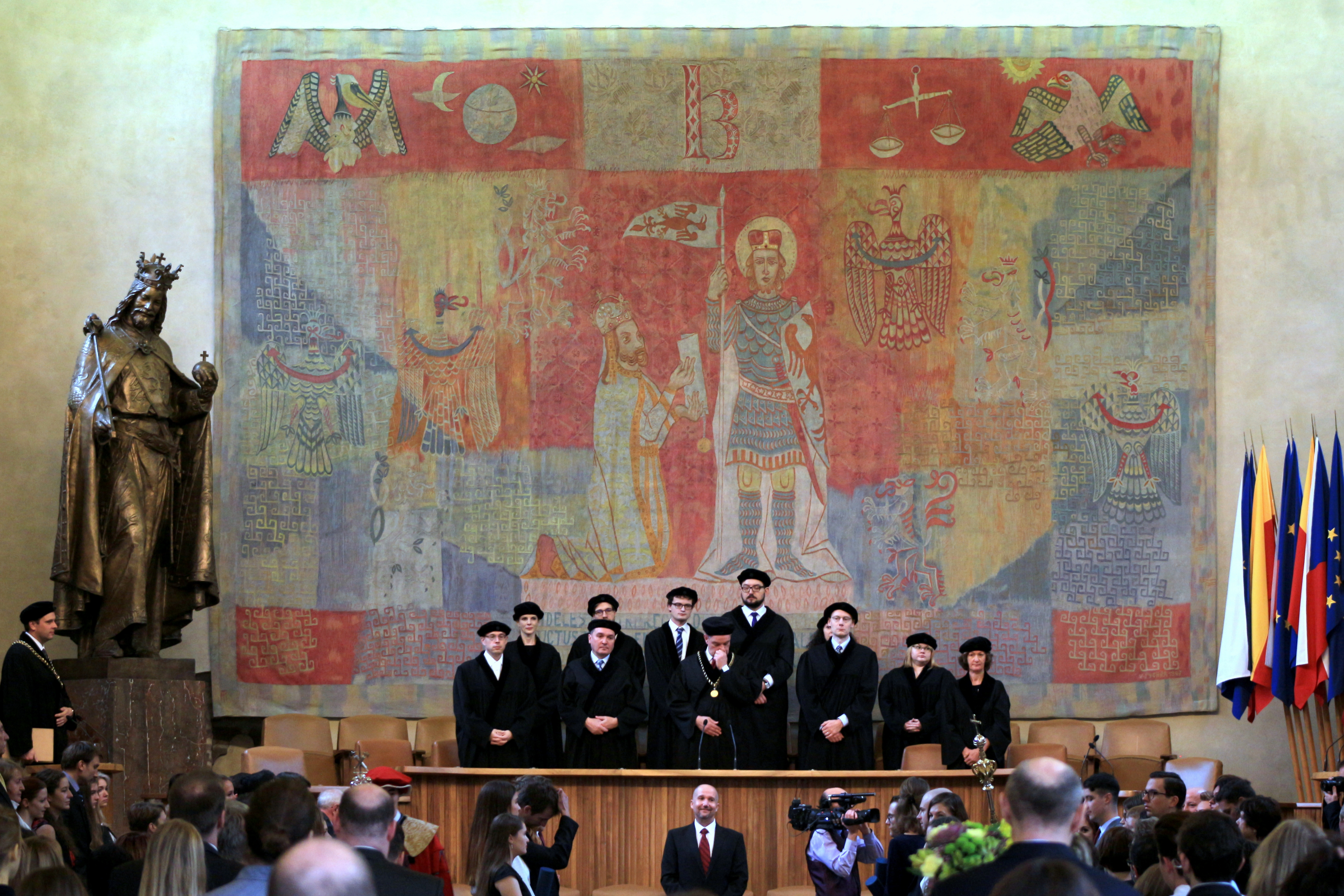
Edificio histórico de la Universidad Carolina

Praga concentra las principales universidades del país. En 2006 contaba con diez centros universitarios y treinta y ocho facultades, en los que estaban inscritos 87 500 estudiantes, además de 11 500 cursando estudios de posgrado. También contaba con una gran cantidad de escuelas de educación secundaria, entre las que destacan las de gramática y de estudios técnicos. Entre las universidades destaca la prestigiosa Universidad Carolina, la más antigua de Centroeuropa.
Las estadísticas señalan el buen nivel de la educación praguense. En 2001 el 56% de la población ha completado los estudios secundarios, lo que sitúa a Praga entre las primeras clasificadas según este indicador. Respecto a la población que tiene estudios universitarios, el porcentaje baja hasta el 12%, por lo que Praga desciende varios puestos en la clasificación, pero se sitúa todavía por delante de la mayoría de las ciudades europeas. El 39% de la población menor de cuatro años asiste a algún centro preescolar.

## Cultura

El centro histórico de Praga es Patrimonio de la Humanidad desde 1992

Tradicionalmente Praga ha sido uno de los centros culturales más importantes de la Europa Central. Tras la caída del comunismo, recuperó su tradición y festeja centenares de eventos como festivales de cine, música o literatura. La actividad teatral y operística de la ciudad presenta una enorme oferta durante todo el año. El Teatro Negro, el Teatro Nacional de Praga y el Teatro del ballet Nacional son algunos de los más famosos atractivos culturales.

### Arquitectura

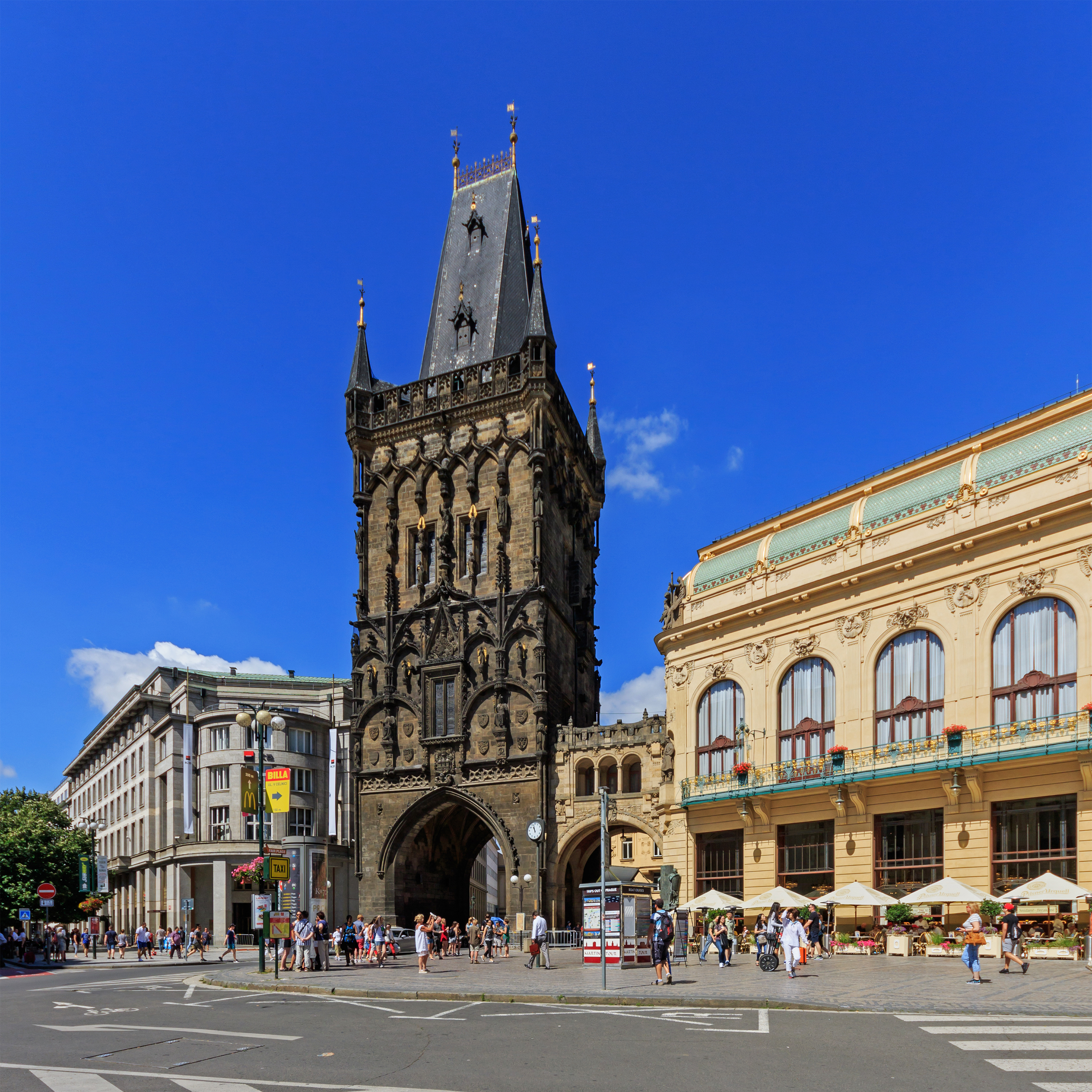
Variedad arquitectónica: Komerční banka, Torre de la Pólvora y Casa municipal.

Rainer Maria Rilke describe su ciudad natal como un «poema épico de la arquitectura». Presenta un patrimonio arquitectónico excepcional, consecuencia de su rica historia que le permite tener grandes representaciones de diversos estilos arquitectónicos.
Los barrios de Staré Město, Malá Strana y Hradčany reúnen palacios de gran valor artístico. Ya en el siglo X Praga era un importante centro comercial. En esa época existía un obispado, dos conventos de gran tamaño y una comunidad judía que habitaba en casas de piedra. En el siglo XIII comienza a utilizarse la piedra para las grandes construcciones para en el XIV, gracias a la influencia del rey Carlos IV, desarrollarse un estudiado diseño de Praga utilizando principalmente el estilo gótico que la convirtió en una ciudad hermosa y en centro político-cultural de Europa. De esta época son el edificio del Arzobispado y la Catedral de San Vito. Con los Habsburgo llega el renacimiento con construcciones tan originales como el Palacete de la Estrella y tan hermosos como el Palacio de la Familia Schwarzenberg o la Casa del Minuto. Tras la guerra de los Treinta Años llegó un periodo de decadencia para renacer bajo los influjos del barroco, con muestras tan interesantes como la Residencia de Verano de la Familia Sternberken Troja o el Palacio Clam-Gallas.

#### Arquitectura medieval

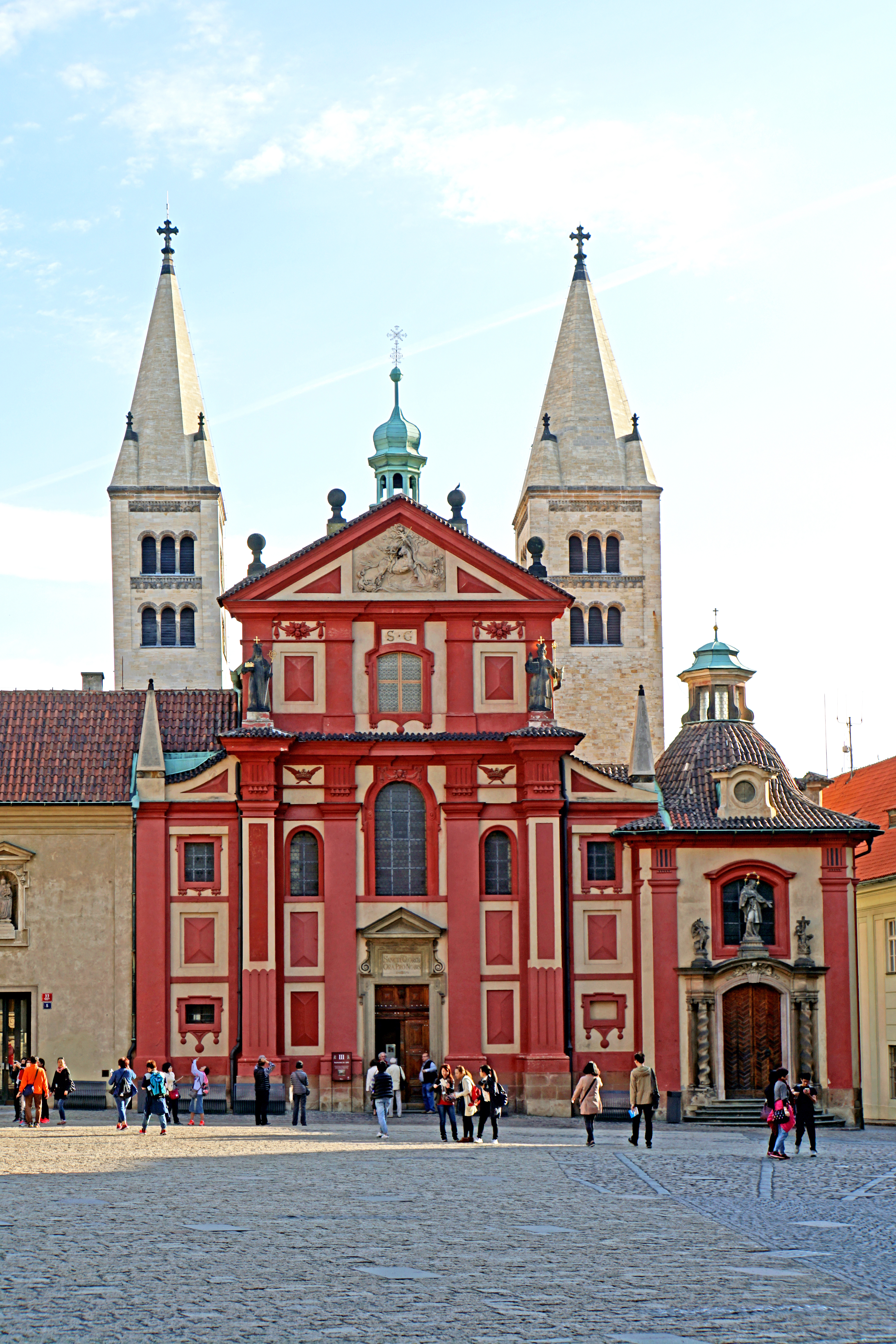
Basílica de San Jorge.

La ciudad tiene varios testimonios notables de arquitectura medieval. Los restos románicos son raros: si en el siglo XII cada barrio tenía su iglesia y sus hermosas residencias de piedra caliza, de este período solo quedan los sótanos abovedados de construcciones posteriores, ya que el nivel del suelo se elevó en el siglo XIII contra las inundaciones. Sin embargo, el palacio de la Ciudad Vieja, también llamado Casa de los señores de Kunštát y Poděbrady, es uno de los testimonios más bellos, junto con la basílica de San Jorge, una obra maestra del arte románico construida alrededor del 920 y reconstruida en el siglo XII. Agréguense también las tres rotondas, Sainte-Croix, Saint-Martin y Saint-Longin
El convento de Santa Inés es uno de los testigos más antiguos de la arquitectura gótica, probablemente llegado de Borgoña hacia 1230, poco antes de la construcción de la Sinagoga Vieja-Nueva. Bajo el reinado de Carlos IV de Luxemburgo (1346-1378), luego emperador, y de su hijo Wenceslao IV (r. 1363-1419), la ciudad floreció. La primera piedra de la catedral de San Vito se colocó en la colina del Hradschin, el puente de Carlos cruza el Vltava durante más de 500 m, la antigua fortaleza románica fue reemplazada por un vasto conjunto real gótico, todo en el marco de un proyecto de planificación urbana concertado, sin duda uno de los más ambiciosos e importantes de la Europa medieval.
«Puente de piedra» hasta 1870, el puente Carlos es el emblema de la ciudad y es su obra gótica más famosa. Dañado varias veces, especialmente en 1890 cuando se derrumbaron tres arcos, está rodeado por tres torres. La primera de ellos, conocida como la Vieja Ciudad, terminada hacia 1380, ha tenido múltiples usos, tanto simbólicos como defensivos; las otras, ubicadas en Malá Strana, datan de 1130 para la más antigua y de 1464 para la más reciente, conocida como la torre alta. El puente Carlos alberga una auténtica estatuaria: treinta estatuas y grupos de esculturas, en su mayoría barrocas, adornan cada pilona. La mayoría son, por tanto, posteriores a la construcción del puente alrededor de tres siglos, entre los siglos XVII y XVIII. Son el resultado de encargos de instituciones, órdenes religiosas o incluso particulares. La más famosa de ellos representa a san Juan Nepomuceno, mártir arrojado desde el puente en 1393.

Arquitectura medieval en Praga
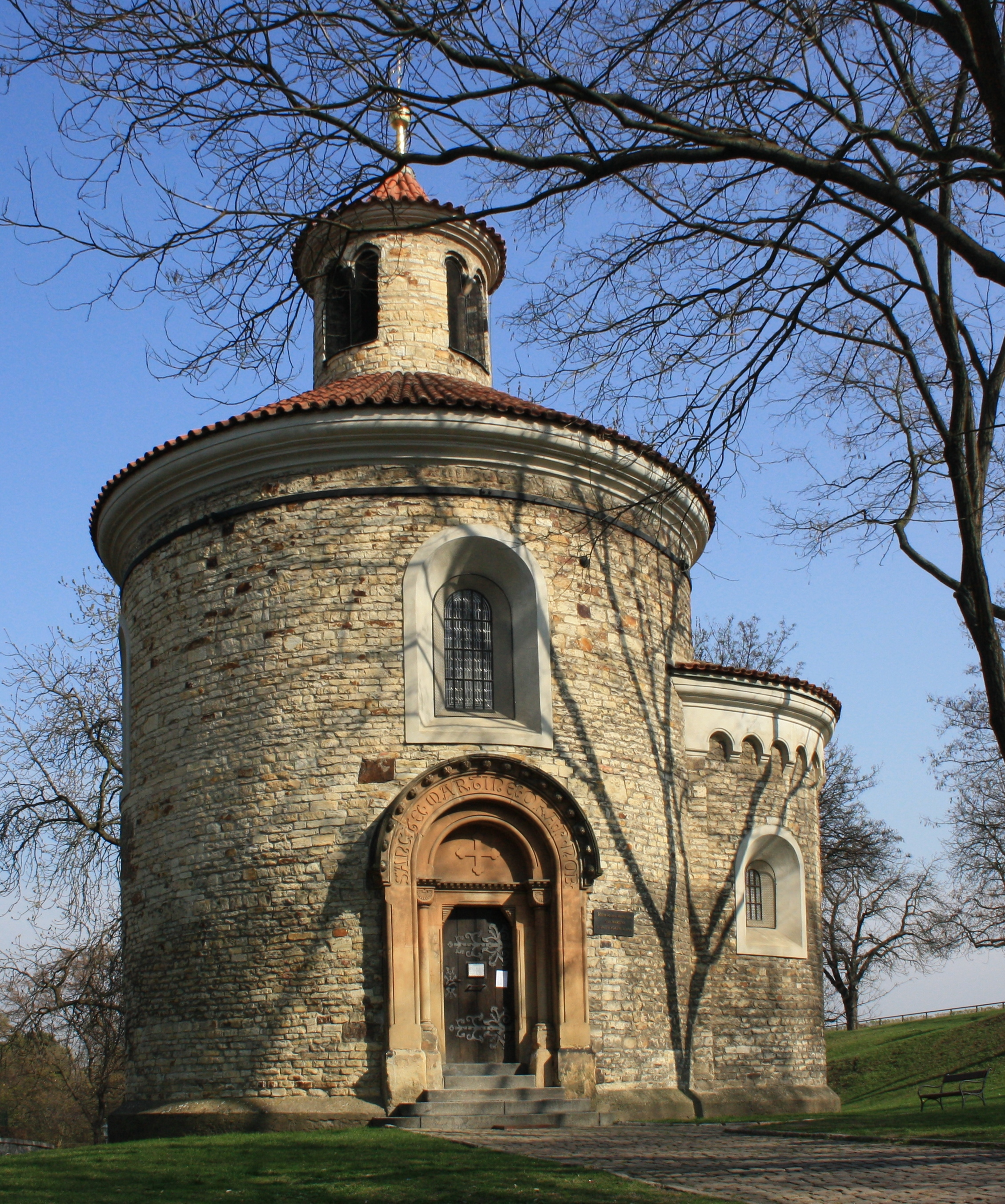
Rotonda Saint-Martin
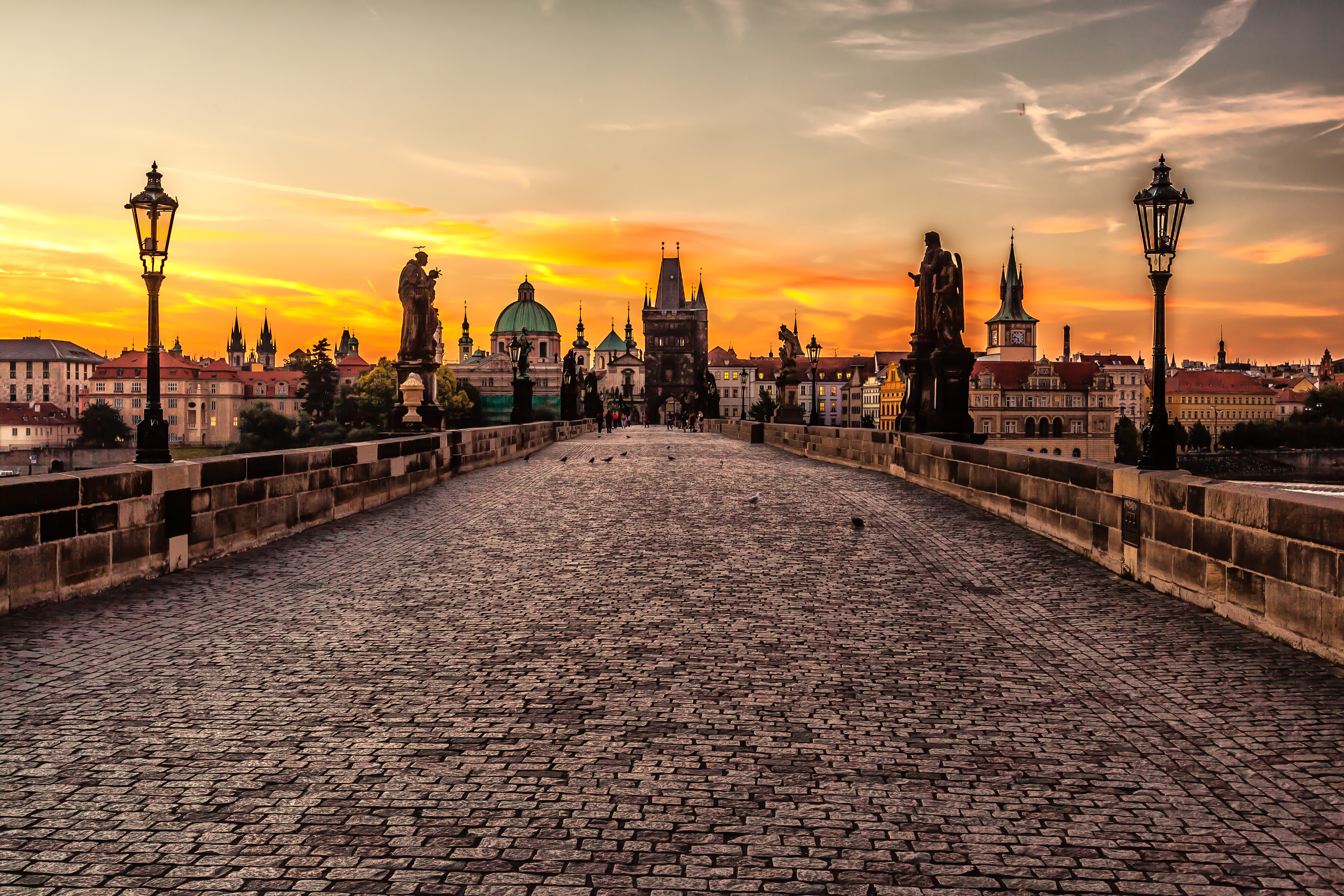
Puente Carlos
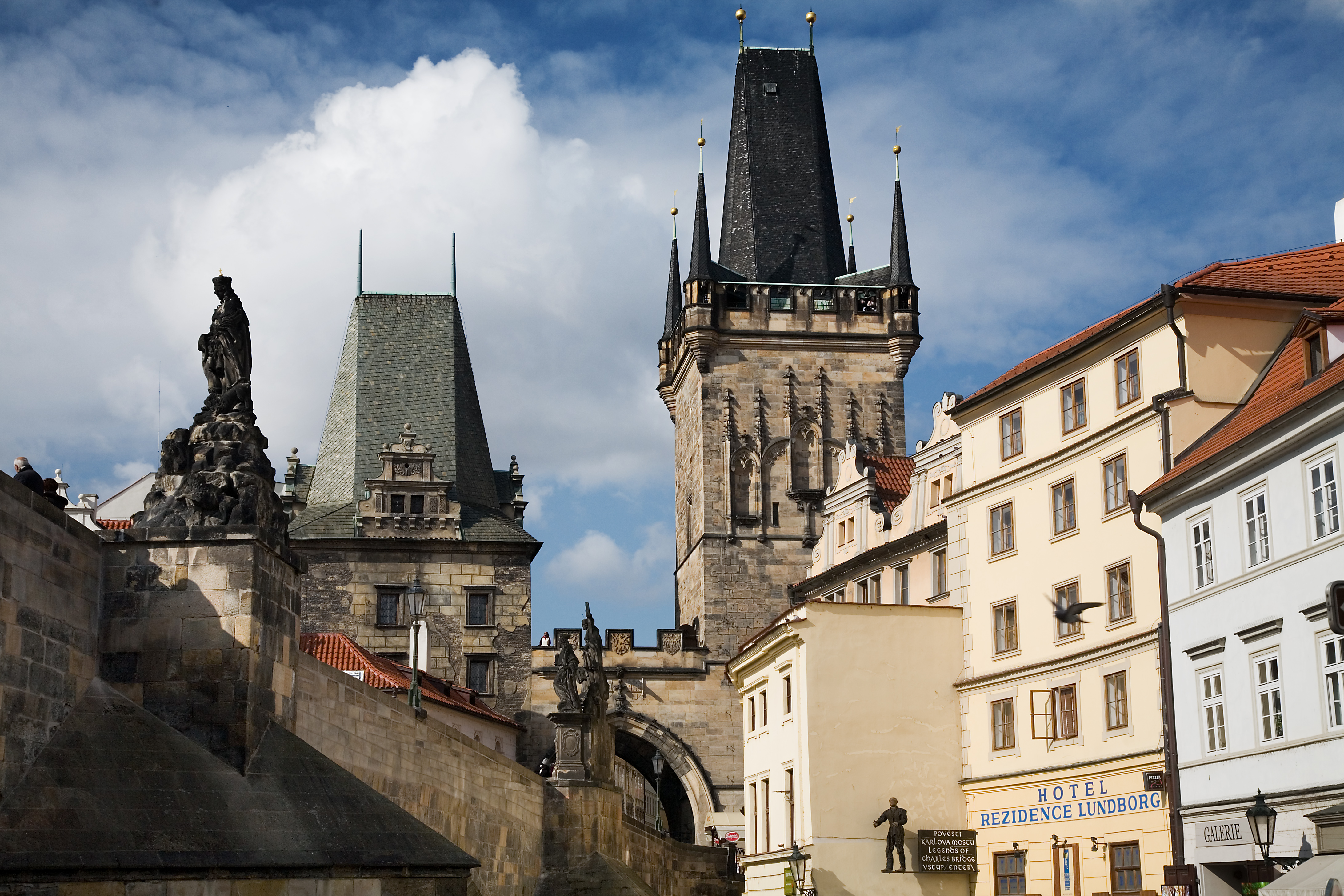
Torres de Malá Strana
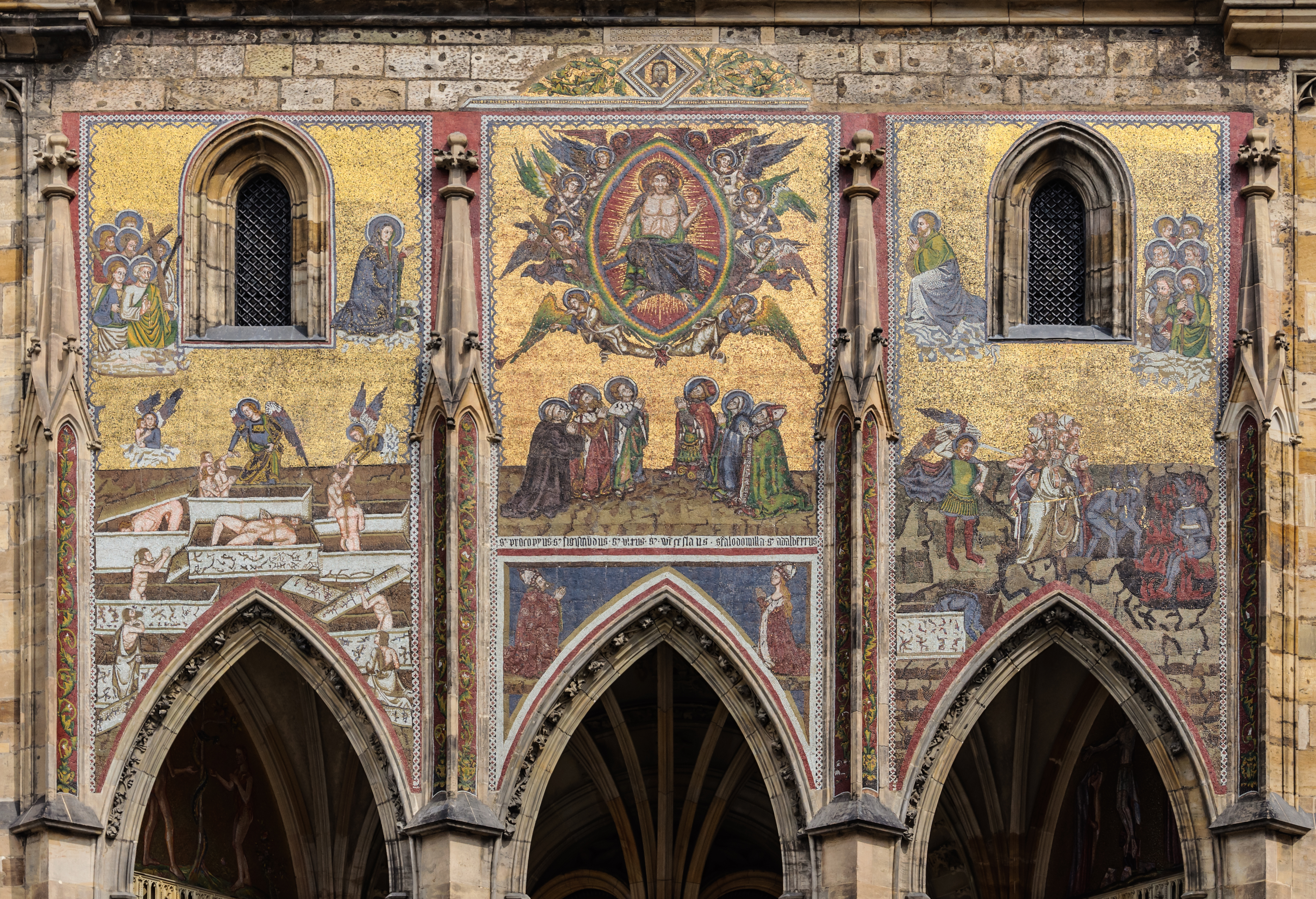
Puerta dorada  de la catedral (detalle)

#### Arquitectura renacentista y barroca

Arquitectura renacentista en Praga
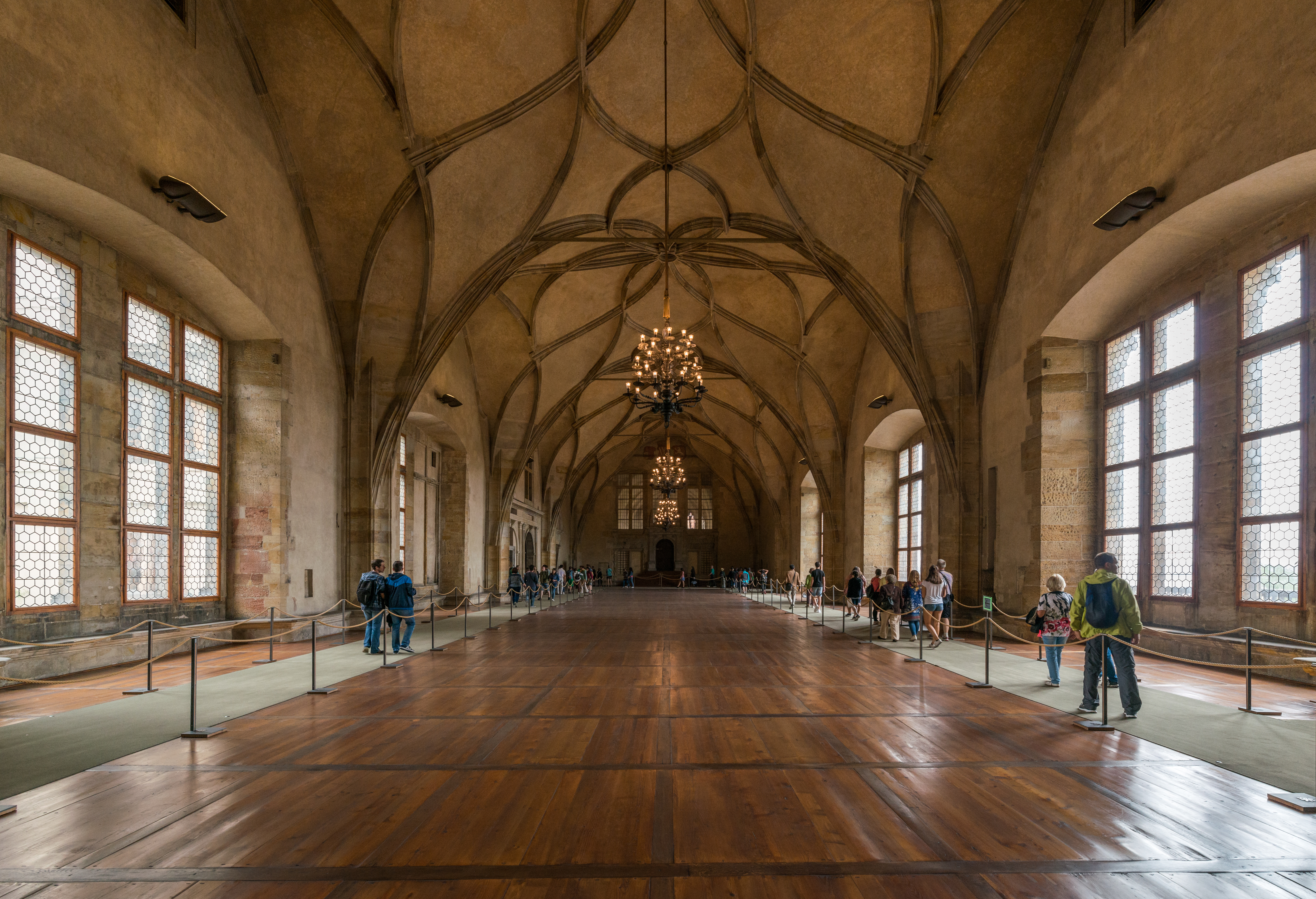
Sala Vladislav
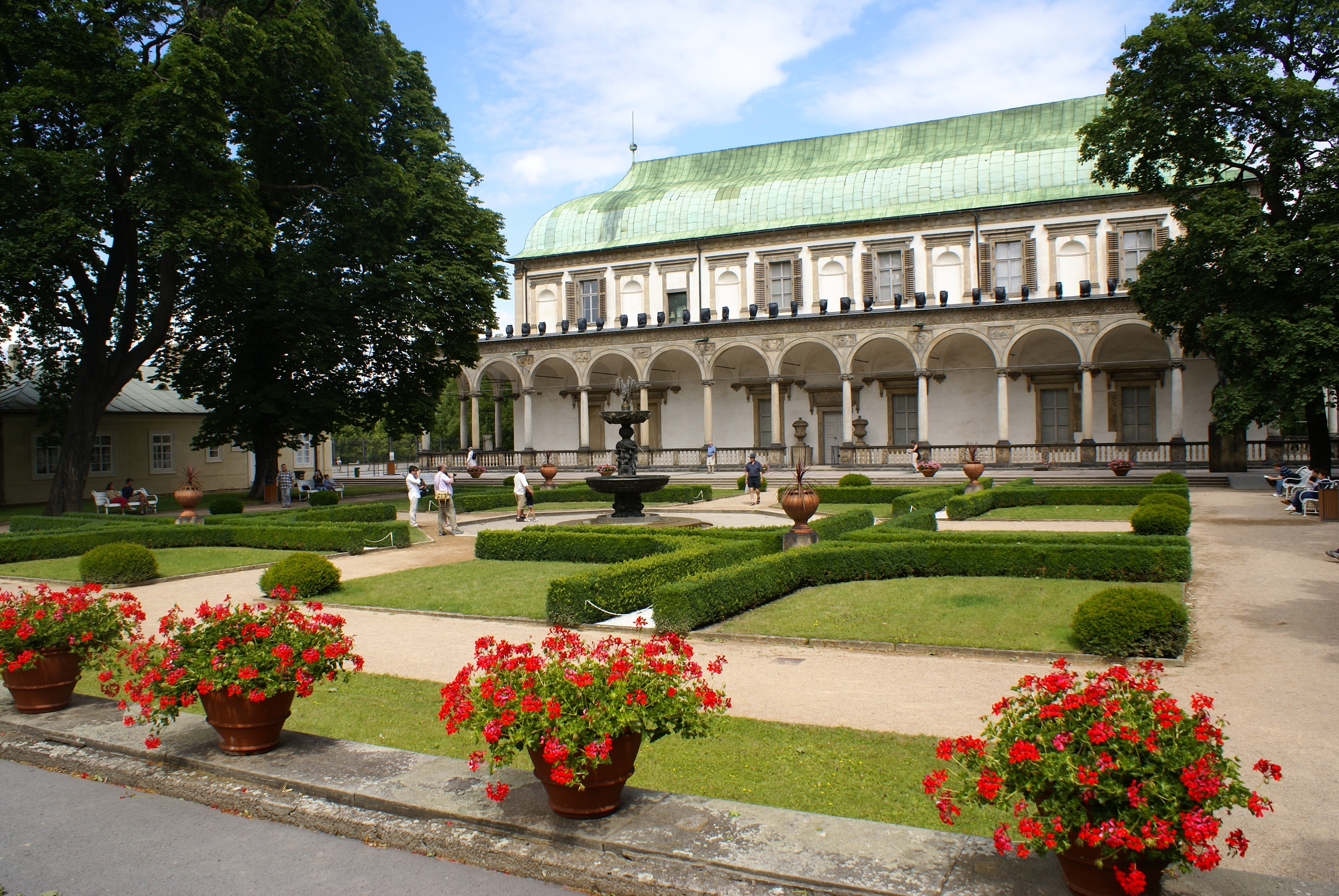
Belvedere de la reina Ana
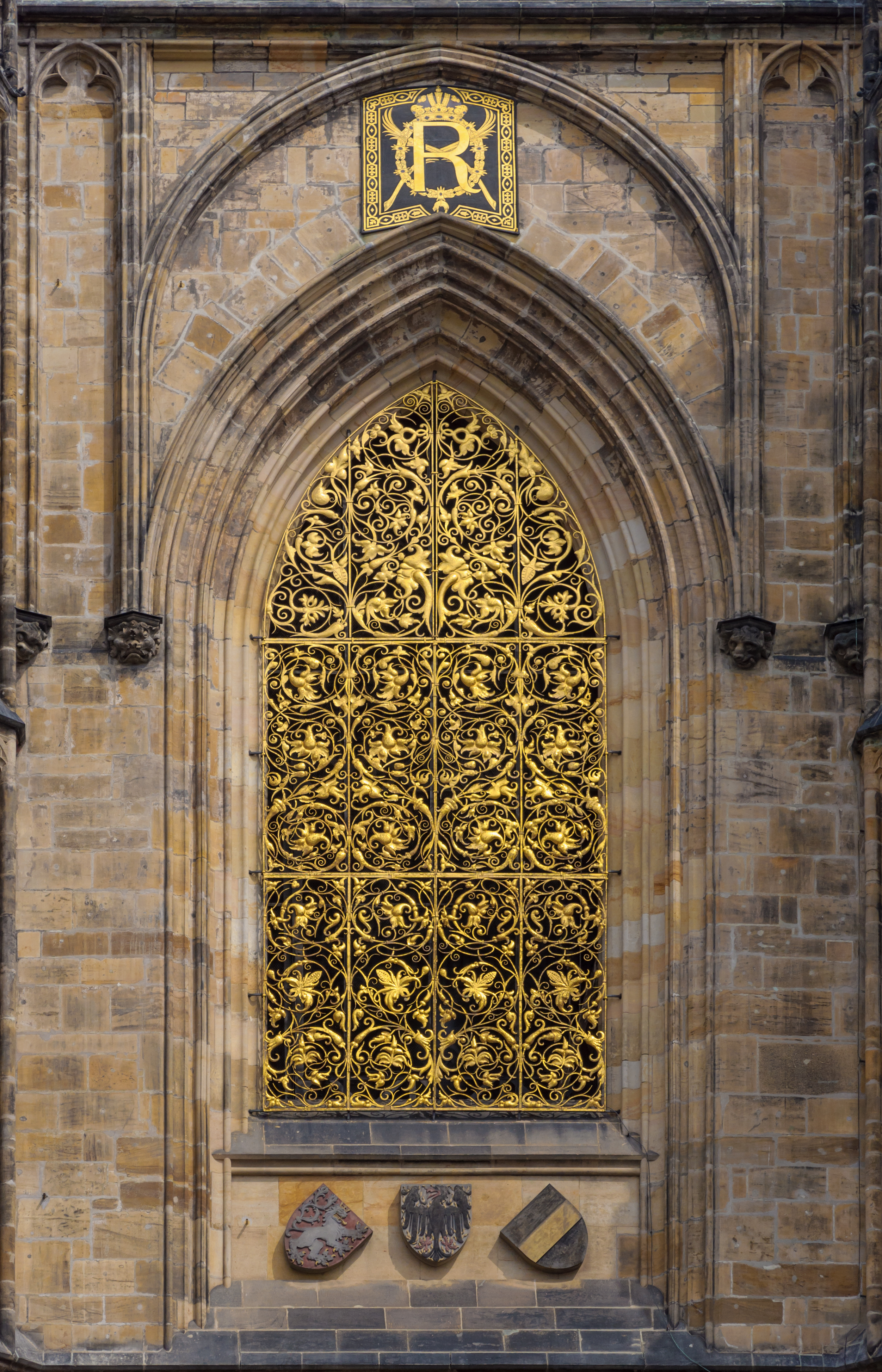
Torre sur de la catedral (detalle)
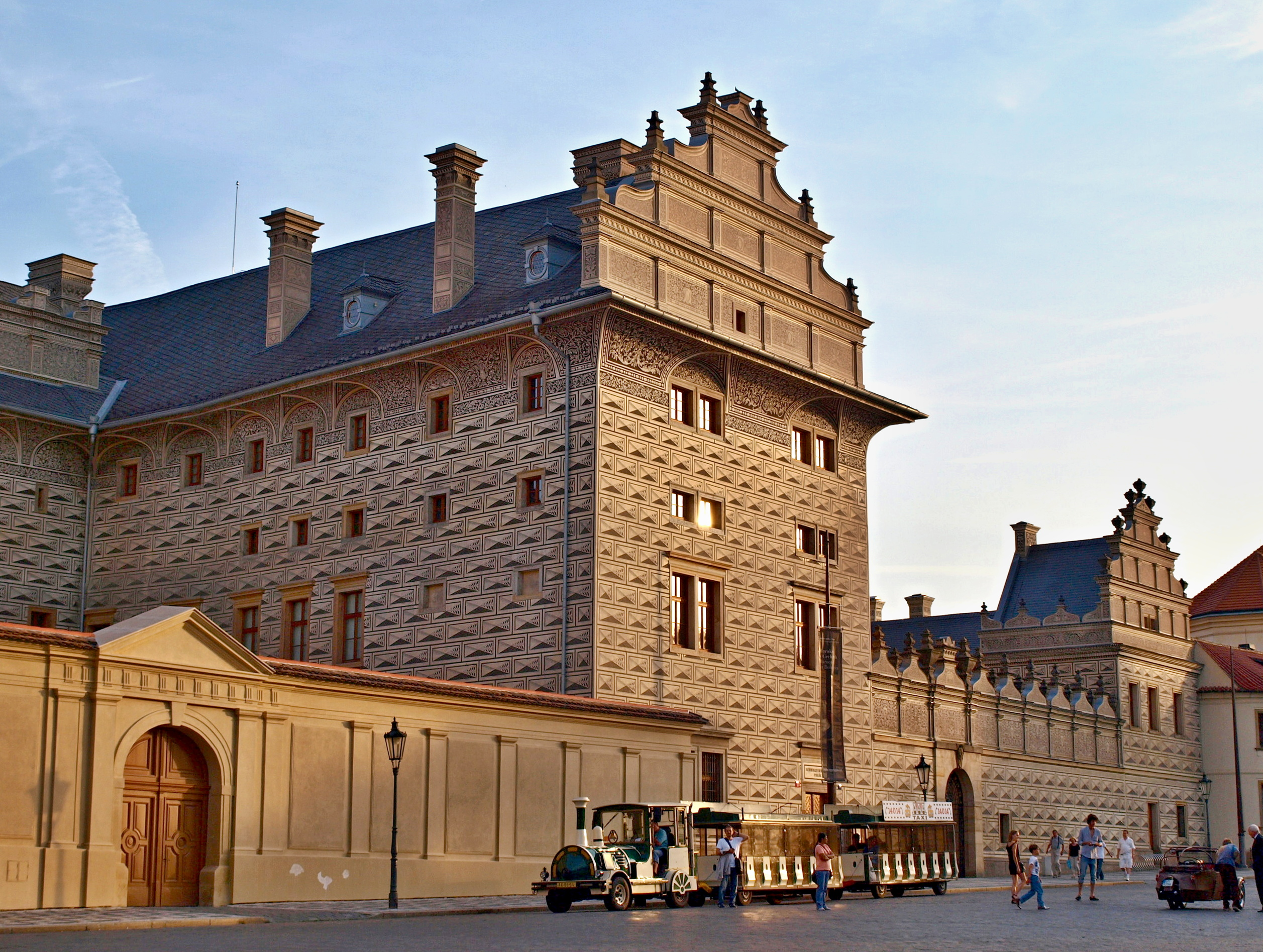
Palacio Schwarzenberg.
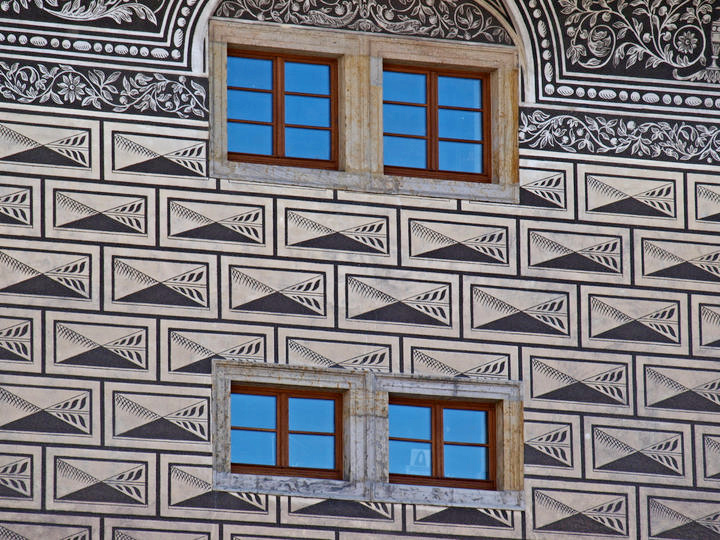
Palacio Schwarzenberg (detalle)

La sala Vladislas del Castillo de Praga, obra del arquitecto Benedikt Rejt, testimonia el paso entre la arquitectura gótica y la renacentista, con sus bóvedas, entrelazados y contrafuertes góticos asociados a grandes ventanales típicos del Renacimiento. Este estilo se volvió más autónomo con la construcción del belvedere de la reina Ana, iniciado en 1535: un edificio armonioso rodeado de arcadas, en un conjunto típico de la arquitectura del norte de Italia. Bajo el reinado del emperador Rodolfo II, que instaló su corte en Praga en 1583 frente al avance otomano, la ciudad se convirtió en un importante centro artístico. Más visible en pintura y escultura, esta influencia renacentista se siente también en la arquitectura, en particular a través de la aristocracia que adoptó ese nuevo estilo para la construcción o renovación de sus palacios: así, las fachadas góticas de Malá Strana fueron adornadas con ornamentos renacentistas antes de que emerja un estilo típicamente bohemio a base de altos piñones, esgrafiados y voluta s, cuyo ejemplo ideal es el Palacio de Schwarzenberg, cuya construcción abarcó desde 1545 hasta 1573. Destaca, además de sus proporciones y su integración en el lugar de Hradčany, por sus frontones dentados, su cornisa a la italiana decorada con lunetos o su decoración de esgrafiados en blanco y negro imitando los patrones en punta de diamantes.
Aunque profundamente marcada por la arquitectura barroca, Praga solo vio este movimiento artístico imponerse tardíamente. La corte imperial se resistía y el contexto político frenaba tal desarrollo artístico: la batalla de la Montaña Blanca —y más en general la guerra de los Treinta Años—, son parte de un período de recatolización forzada y violenta con el que el barroco está fuertemente asociado y por lo tanto rechazado. Sin embargo, gradualmente se impuso y se mezcló con las tradiciones arquitectónicas locales. Palacios, conventos e iglesias se reorganizan audazmente; vienen artistas de toda Europa para unirse a este movimiento. Hacia 1700, el barroco bohemio alcanzó su apogeo. Sus testimonios son, cronológicamente, la iglesia de San Salvador del Clementinum; la puerta Matías del castillo (1614); el palacio Wallenstein que mezcla Renacimiento y barroco y su sala terrena; el palacio de Černín; o el castillo de Troja, cuya inspiraciónes más francesa que italiana, a diferencia de obras anteriores.

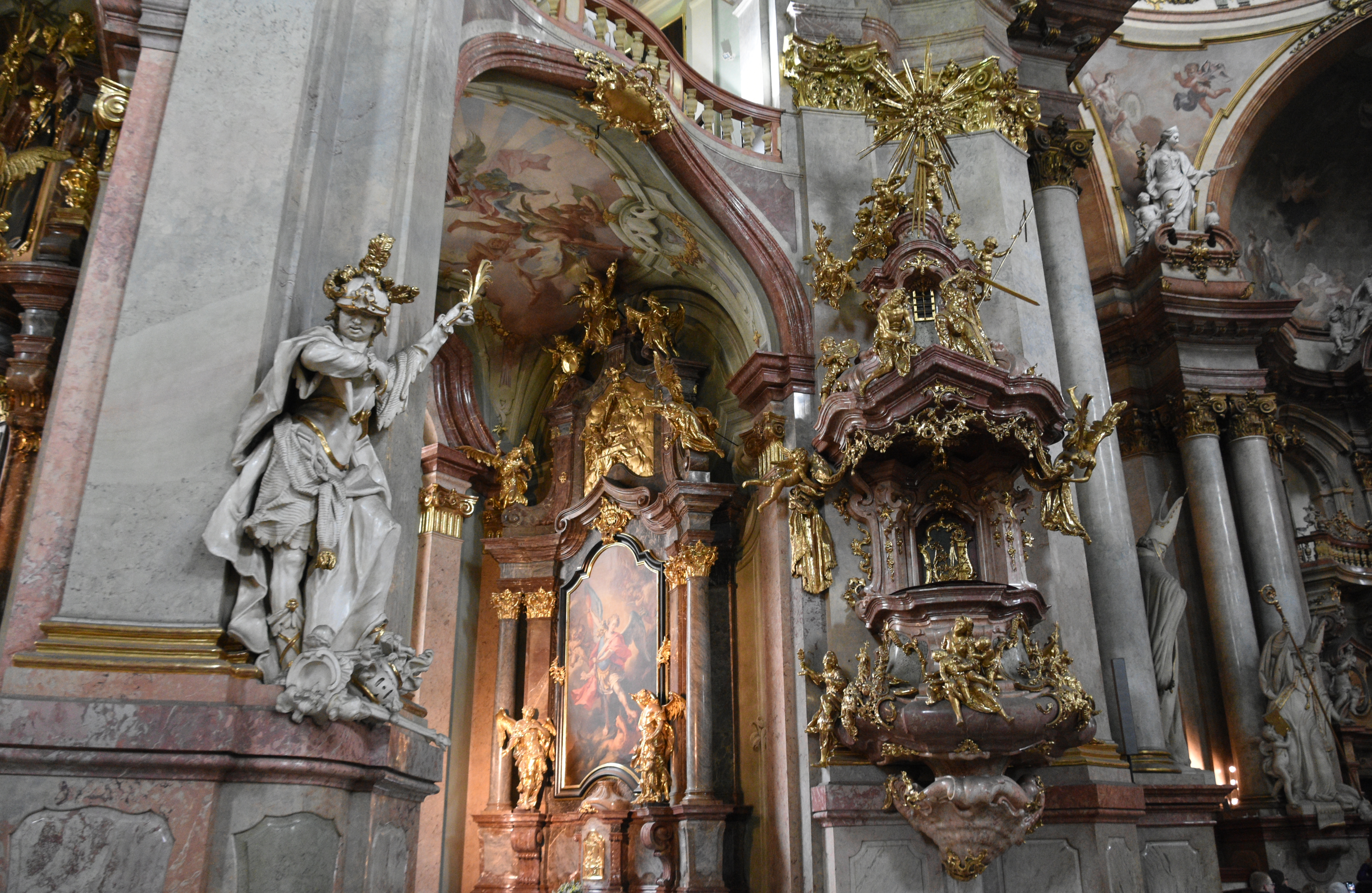
Interior de la iglesia de San Nicolás

El barroco triunfó a finales del siglo XVII con la construcción de la iglesia de San Nicolás en Malá Strana, una de las iglesias barrocas más grandes de Europa Central con una cúpula de 74 m de altura. Obra maestra del barroco tardío, San Nicolás se identifica en la ciudad por su campanario y su cúpula de igual altura pero que ofrece una perspectiva asimétrica y contrastada; el interior del edificio es espectacular, teatral —tal como los jesuitas concebían el estímulo de la fe—, hasta volverse opresivo: la iglesia está llena de frescos, estatuas, molduras, dorados, pinturas, incluido un techo de 1500 m², la Apoteosis de San Nicolás de Johann Lukas Kracker, uno de los más importantes del mundo.
Los jardines bajo el Castillo, un complejo de cinco jardines barrocos en terrazas, se extienden hasta la cima de la colina Hradčany: los jardines Ledebour, grande y pequeño jardines Palffy, Kolowrat y Fürstenberg. Antiguamente destinados al cultivo de la vid y a huertos, esta treintena de terrazas se fue acondicionando paulatinamente a la sombra de los palacios que allí se construyeron a finales del siglo XVII. Ofrecen vistas de la ciudad, en medio de parterres y de entrelazados de plantas, fuentes, estatuas ... comunicándose por sus 22 tramos de escaleras.

Arquitectura barroca en Praga
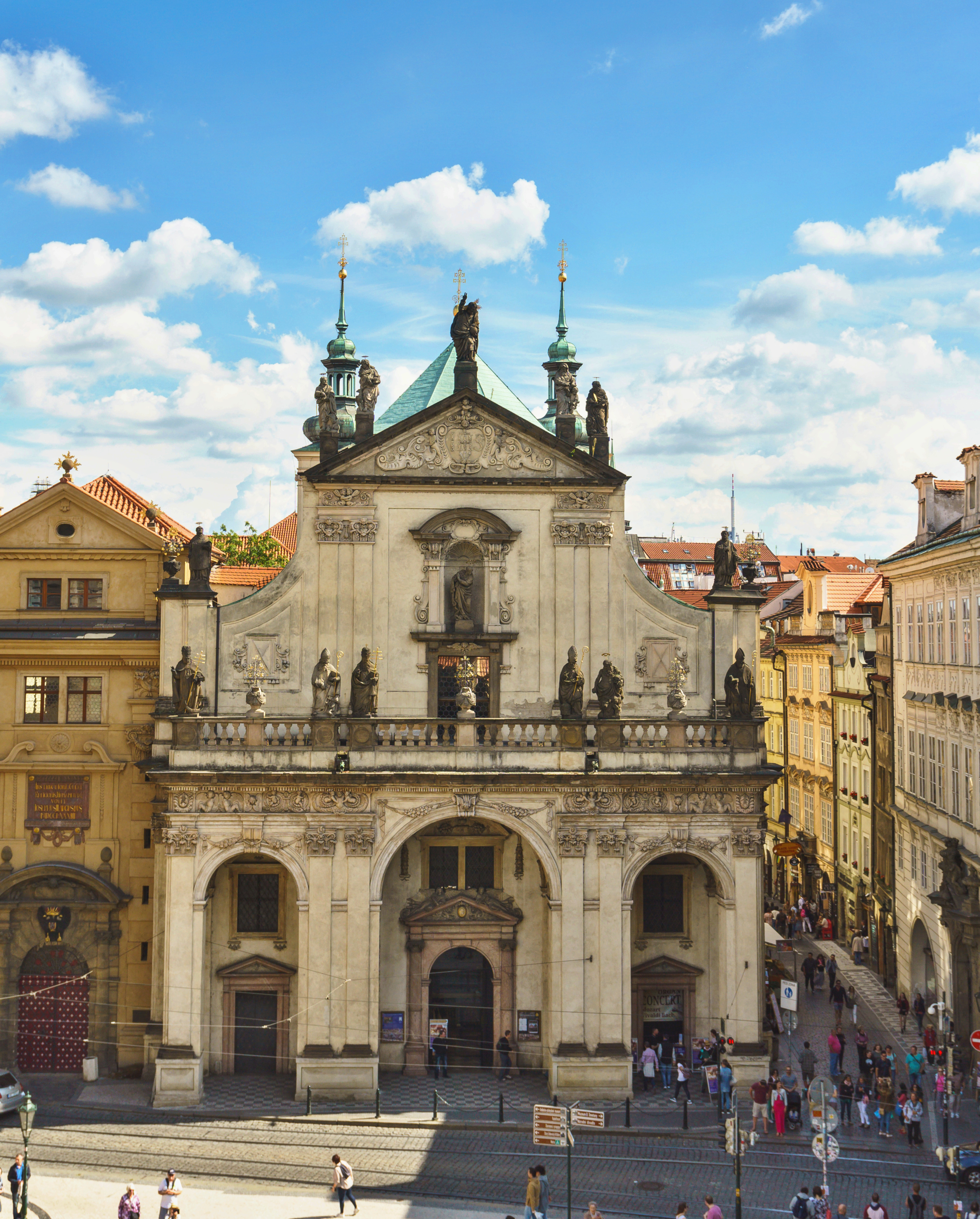
Iglesia de San Salvador
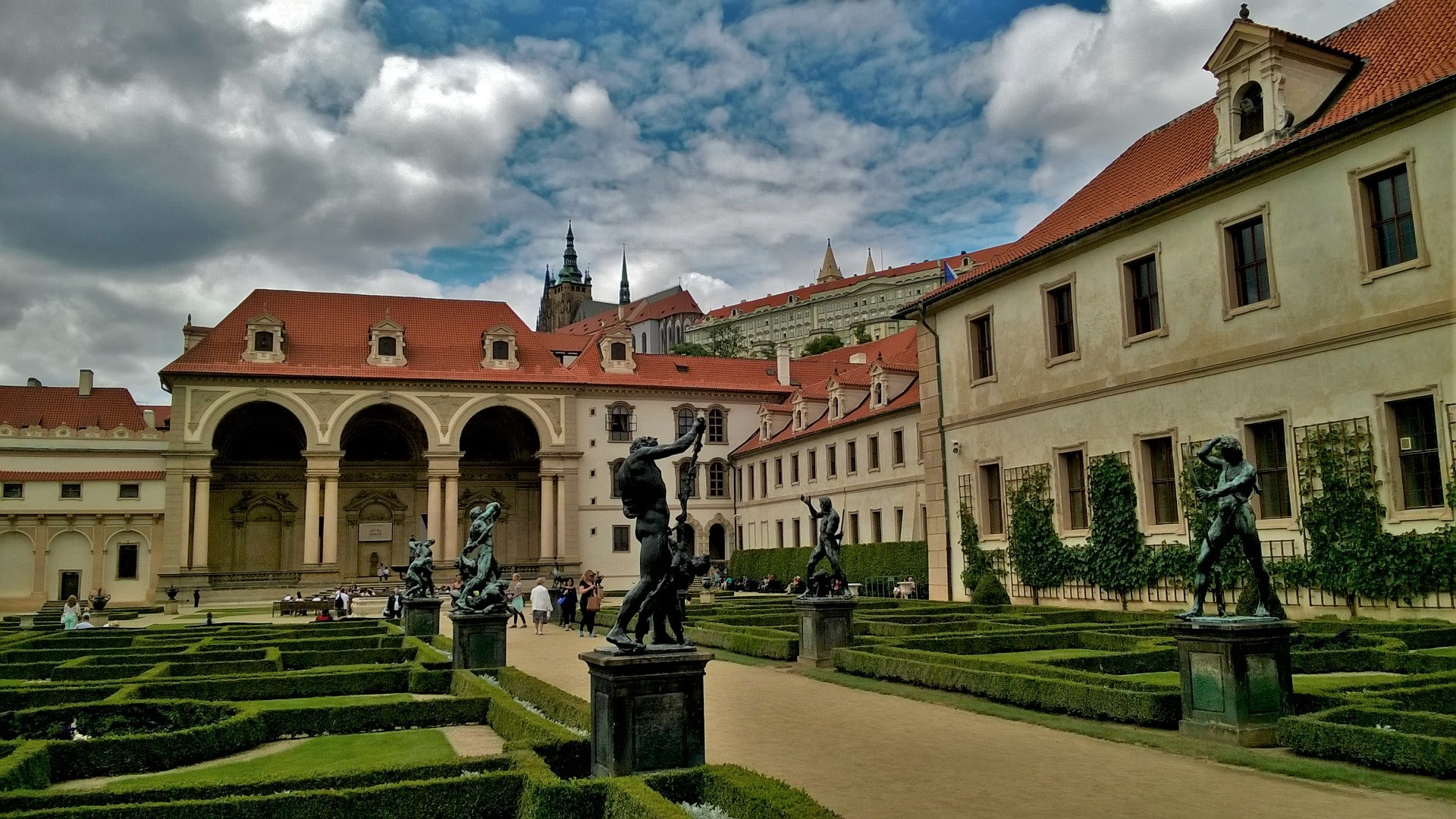
Palacio Wallenstein
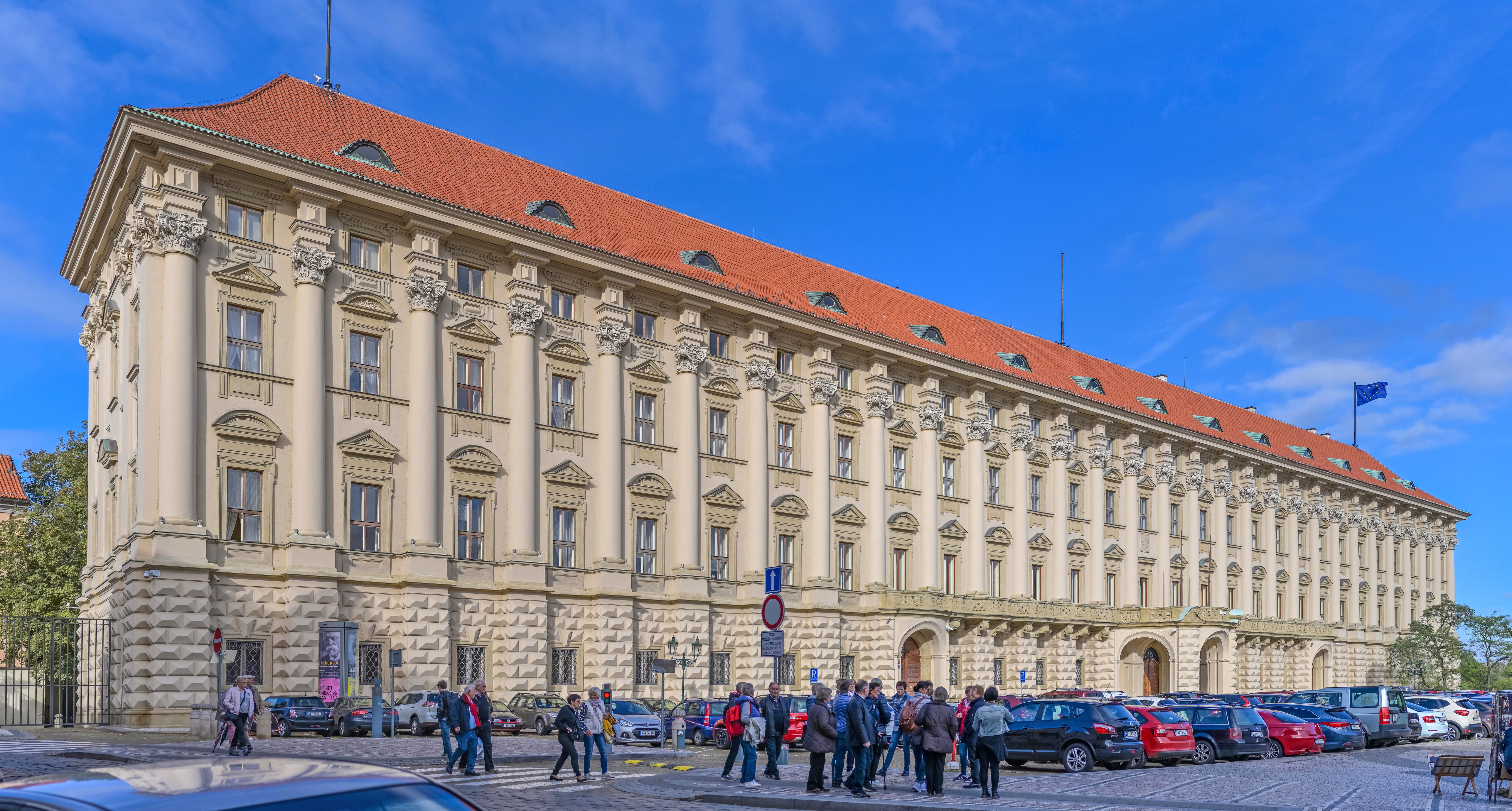
Palacio Černín
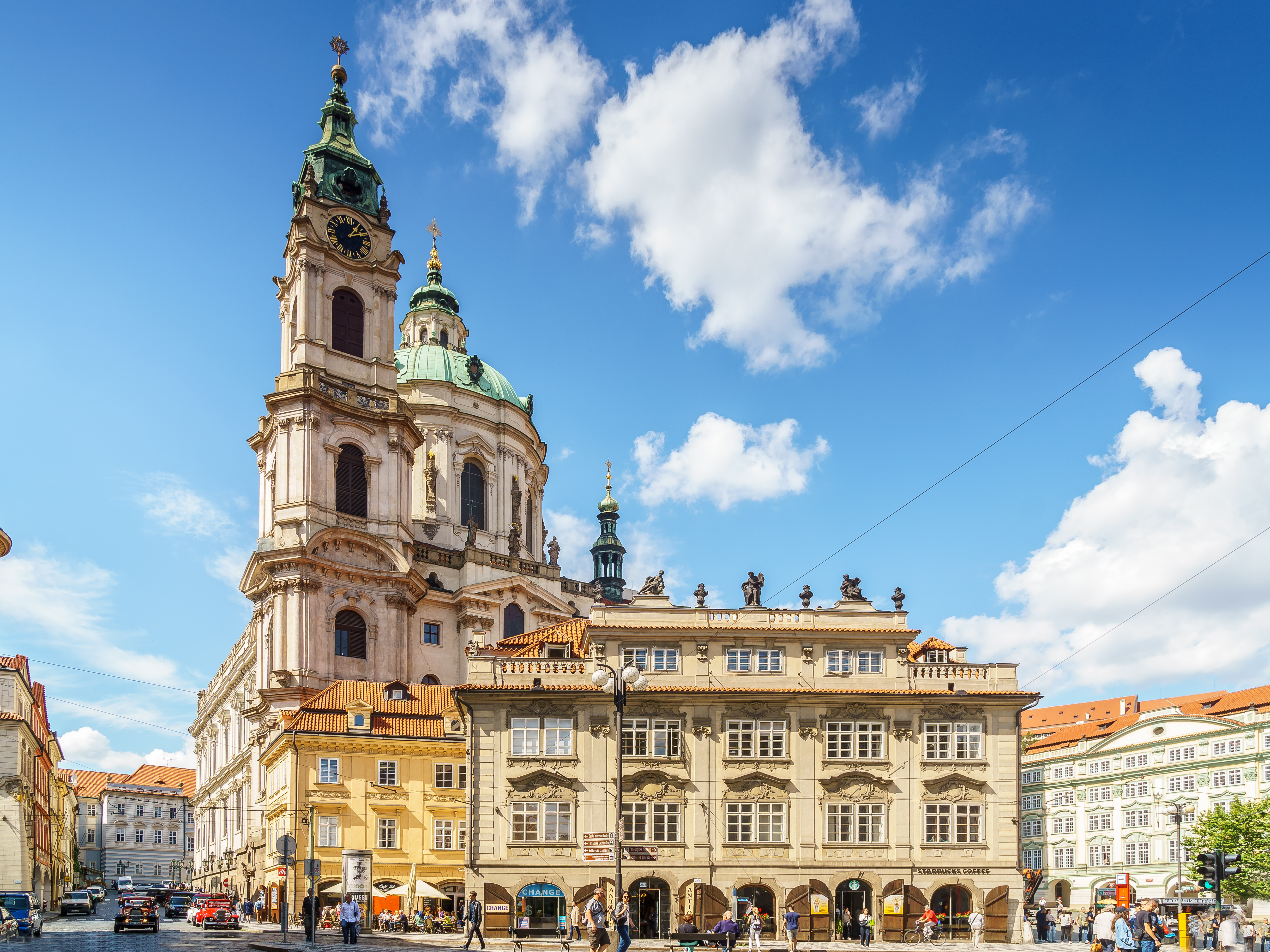
Iglesia de San Nicolás

#### Arquitectura moderna
El siglo XIX estuvo marcado por el Renacimiento nacional checo que fue acompañó la construcción de majestuosos edificios en estilos historicistas. Si los estilos neoclásicos (Teatro Estatal, 1783) o Imperio (Teatro Dům U Hybernů, 1811) dejaron su huella, será sobre todo la arquitectura neorrenacentista la que será aclamada por los partidarios del salto nacional desde 1860. El teatro Nacional (1868-1881), cuya primera piedra se colocó en 1868, se inauguró el 11 de junio de 1881 con la ópera Libuše de Bedřich Smetana; incendiado poco después, fue reconstruido en un tiempo récord y reabierto en 1883; diseñado por Josef Zítek (1832-1909), está decorado por una cohorte de artistas checos, conocida como la «Generación del Teatro Nacional», que incluye a Josef Václav Myslbek, Mikoláš Aleš, Václav Brožík, Vojtěch Hynais o František Ženíšek. Josef Schultz, quien reconstruyó el teatro, es el diseñador del Museo Nacional de Praga (1885-1891), también ricamente decorado con alegorías y símbolos nacionales. Siguieron otras construcciones menos monumentales, como el Museo de Artes Decorativas (1897-1899), también obra de Schultz, la Casa de los Artistas y en el Teatro Nacional. Este estilo propio se desarrolla intensamente con la feria conmemorativa del país en 1891 que da como frutos el Pabellón en hierro fundido que mandó construir el príncipe Hanavsky, el palacio industrial de Holešovice y el mirador de la Colina.
La arquitectura privada no debe quedarse atrás: la sede del banco Živnostenská o la casa Wiehl en la plaza Wenceslao. En cuanto al estilo neogótico, también está en el punto de mira a través de la intermediación del arquitecto Josef Mocker a quien se deben, además de la finalización de la catedral de San Vito, la reconstrucción de la Torre de la Pólvora. La arquitectura neorrománica también está presente, por ejemplo, con la iglesia de los Santos Cirilo y Metodio construida a mediados del siglo XIX.
- Arquitectura del siglo XIX en Praga

Arquitectura del en Praga
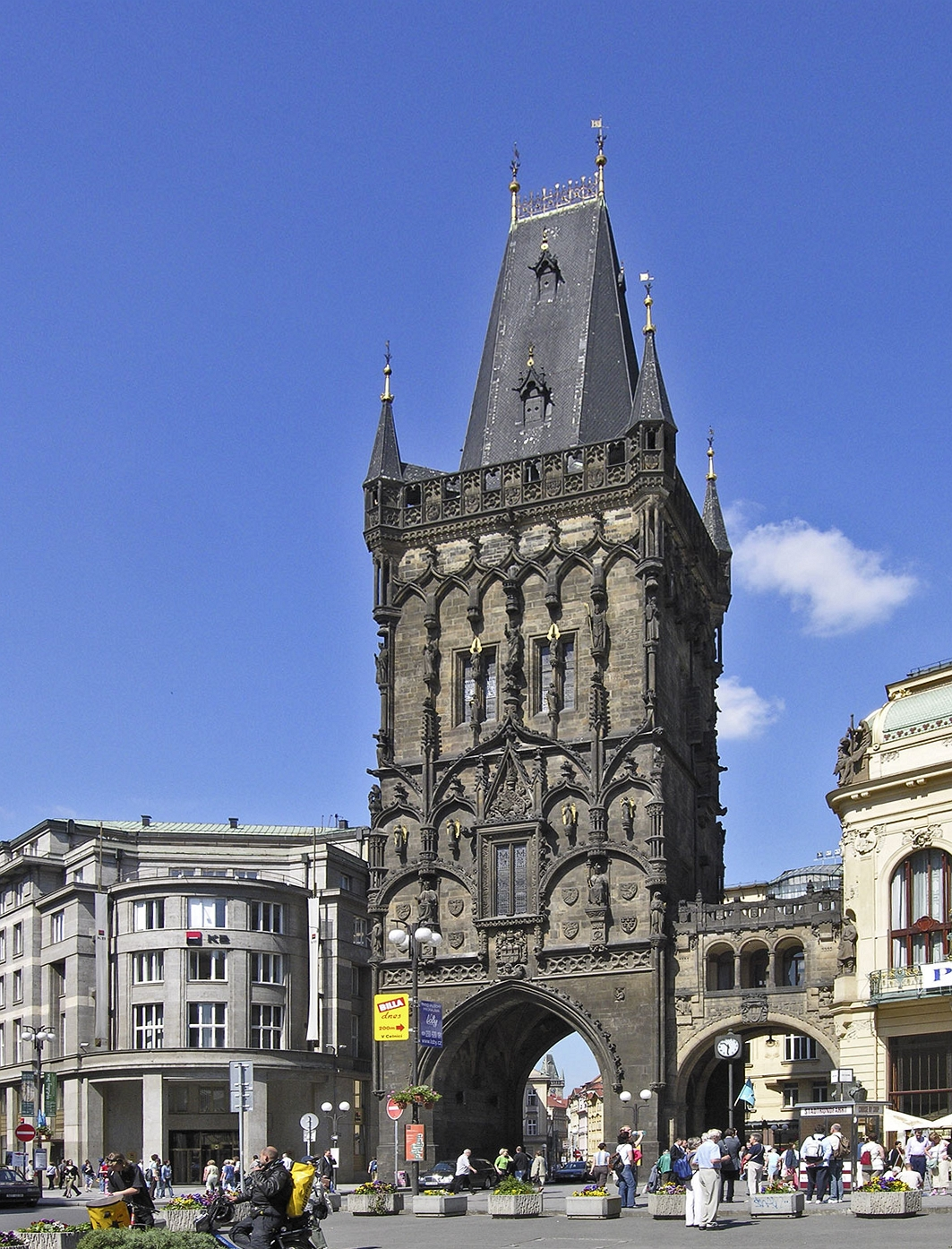
Torre de la Pólvora, casi enteramente reconstruida en 1876 par Josef Mocker
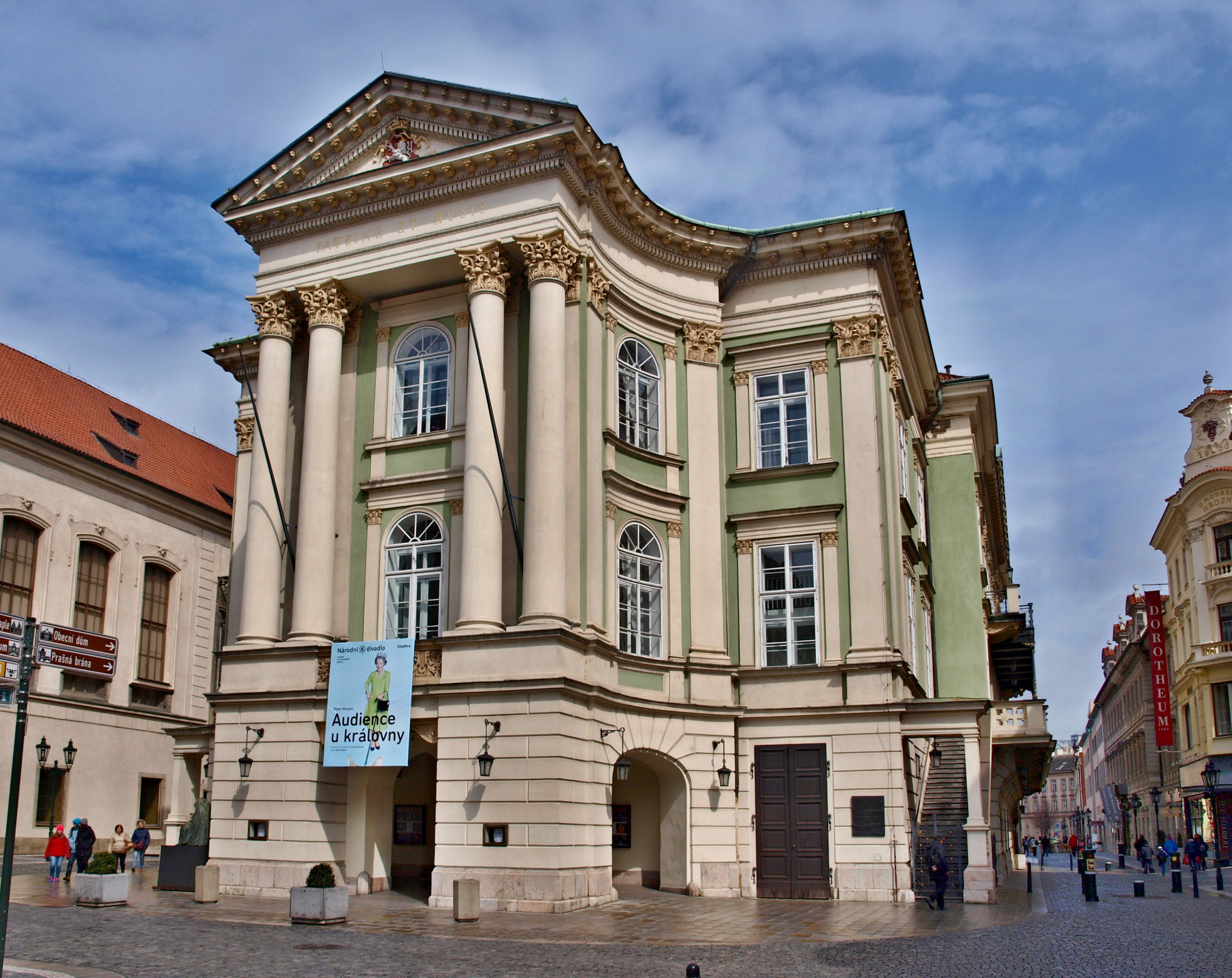
Teatro Estatal de Praga, lugar donde se estrenó la ópera Don Giovanni, compuesta y dirigida por Mozart, en 1787
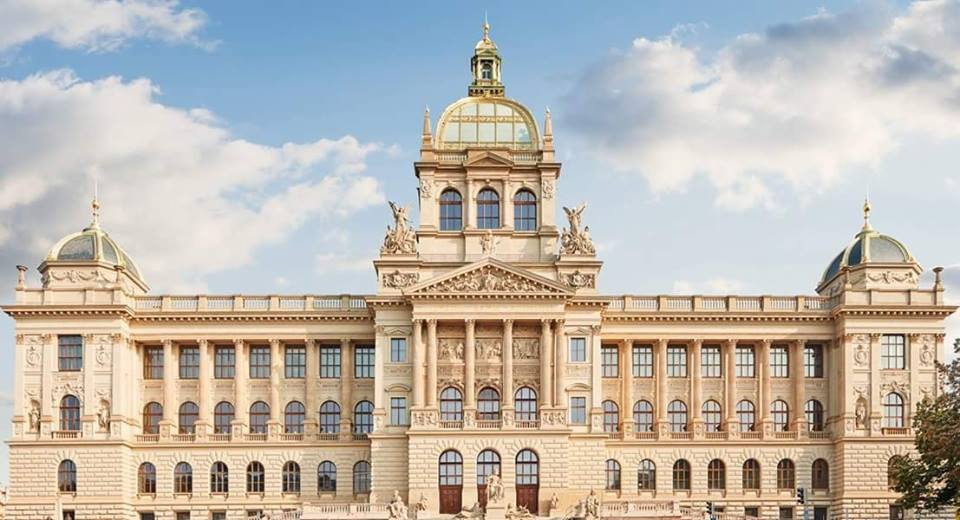
Museo Nacional de Praga (1885-1891), de Josef Schulz
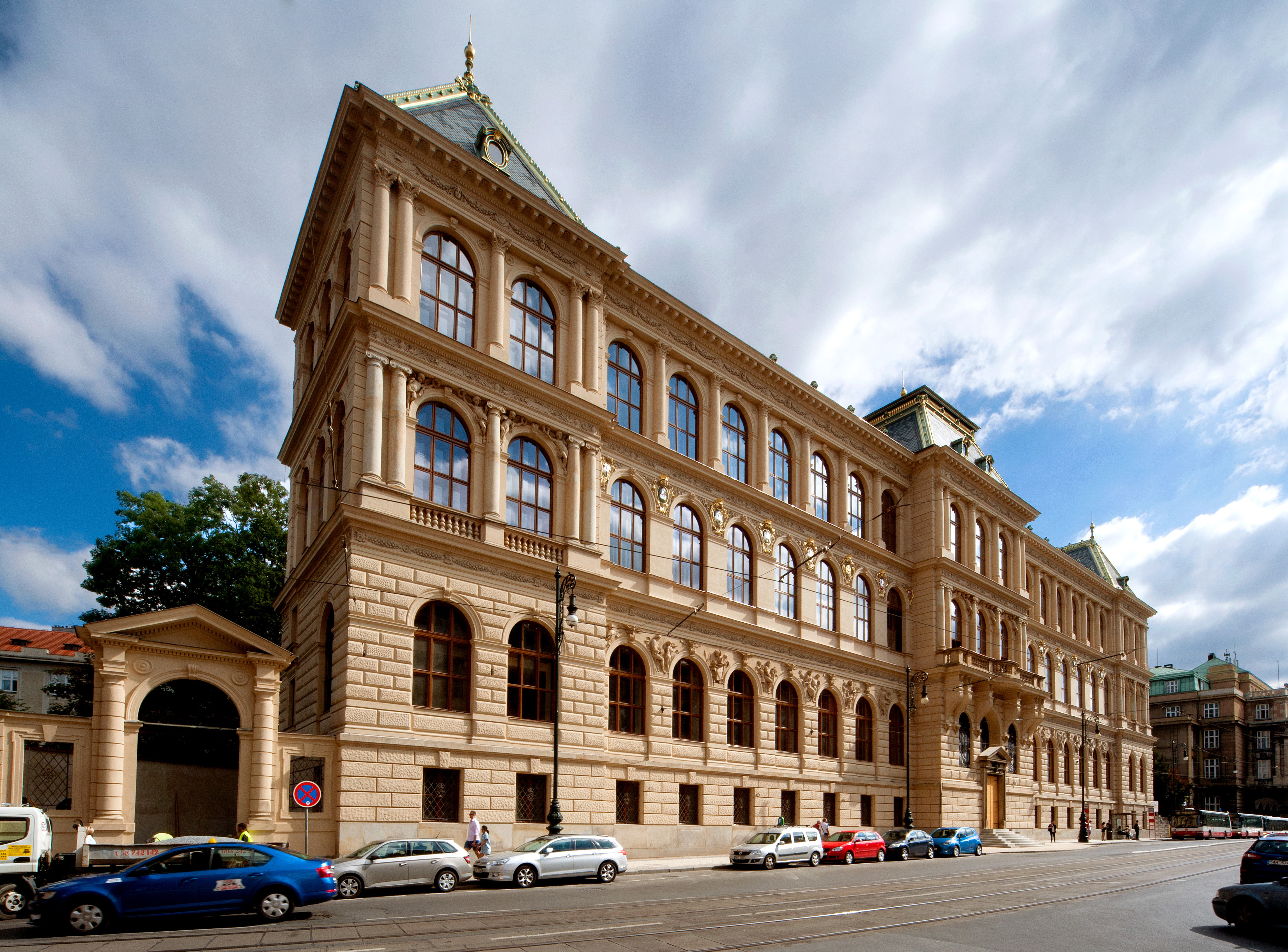
Museo de Artes Decorativas (1897-1899), de Josef Schulz
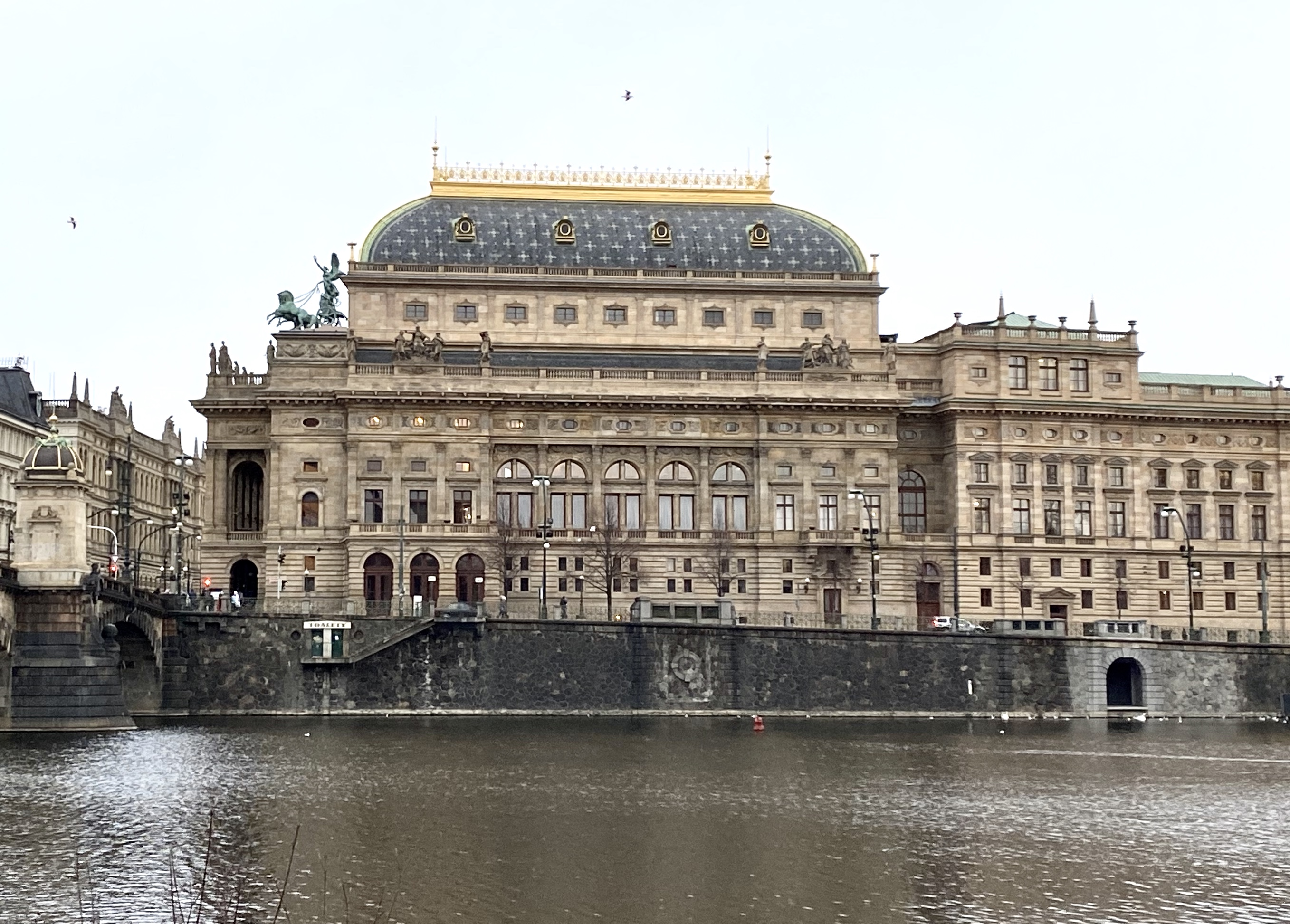
Teatro nacional (1868-1881), de Josef Zítek
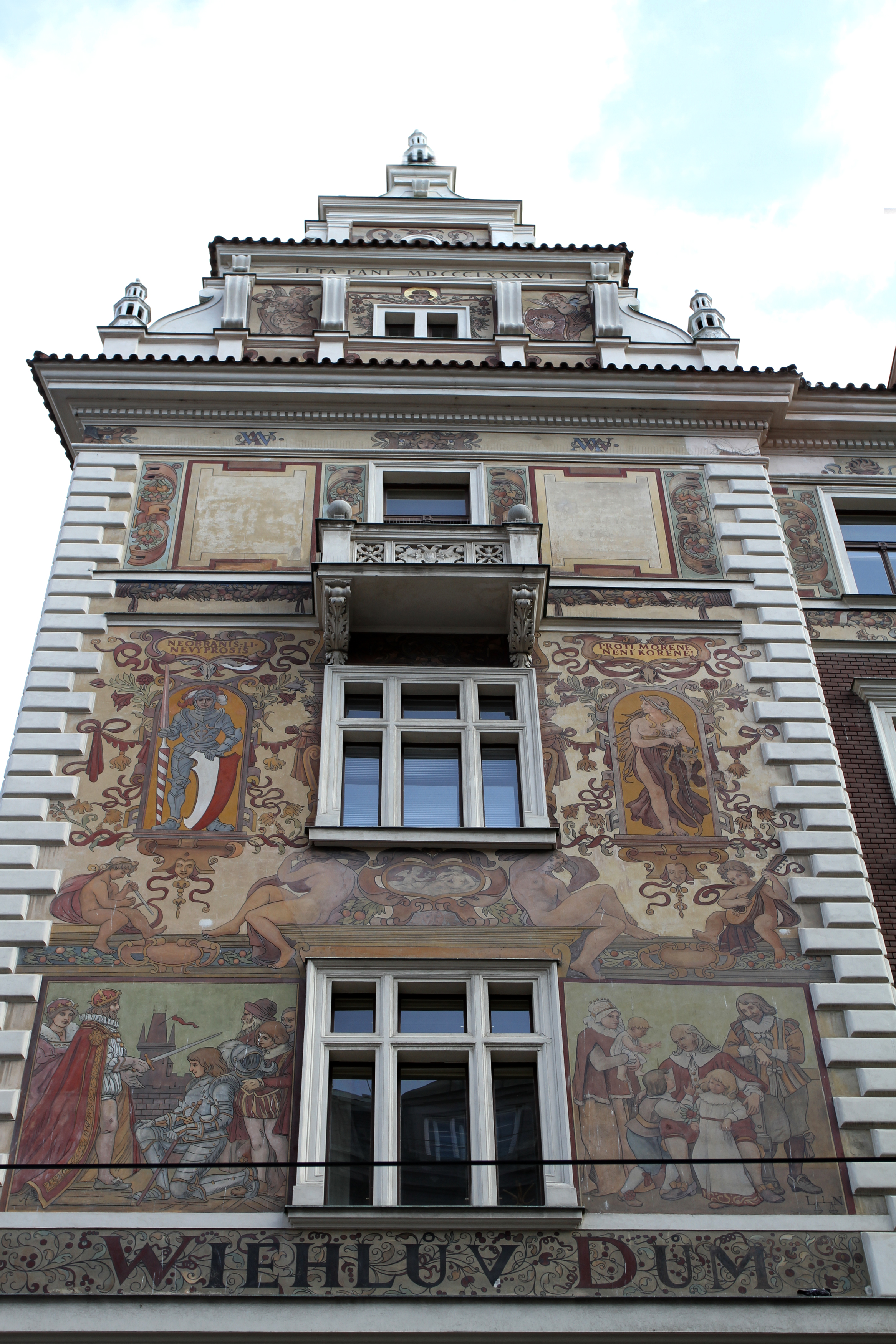
Casa Wiehl.

A partir de la década de la década de 1890, el movimiento Art Nouveau —llamado Secesión en Praga y en el Imperio austro-húngaro en general— se desarrolló en contrapunto a los estilos históricos dominantes en ese momento. Sus líneas fluidas, sus formas ondulantes, sus motivos orgánicos favorecen una rica ornamentación, como muestran muchos edificios y sus mosaicos, estucos, herrajes ... Destacan el gran Gran Hotel Evropa (1903-1905), la estación central, el casino U Nováků, la villa Bílek y especialmente la Casa municipal (1905-1912), en cuya construcción trabajó Mucha (al que también se deben las vidrieras de la catedral). Finalmente, el monumento a Jan Hus en la plaza de la Ciudad Vieja es también un ejemplo del estilo de la Secesión de Praga, realizado por Ladislav Šaloun.

Arquitectura Art Nouveau en Praga
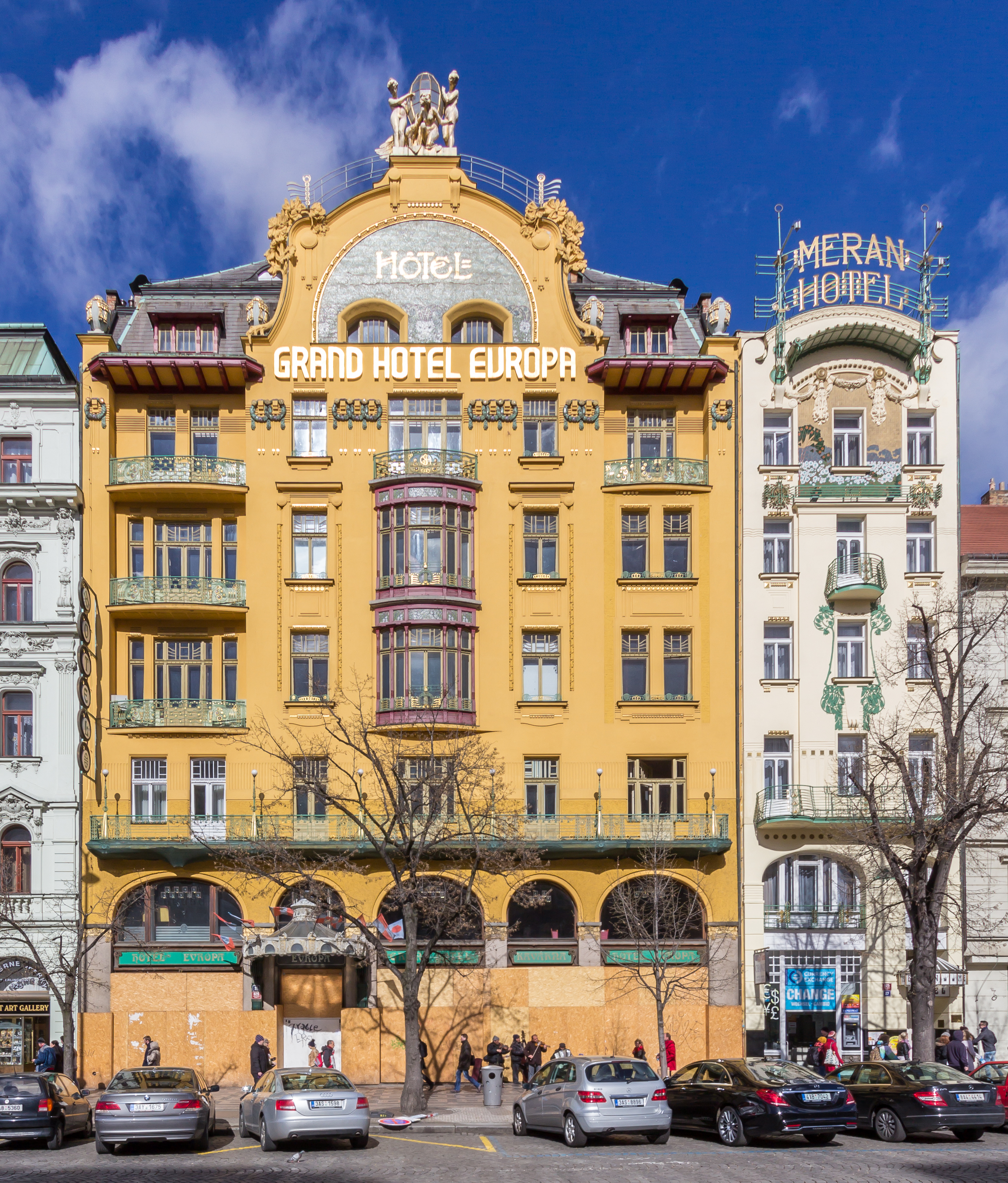
Grand hotel Evropa (1903-1905)
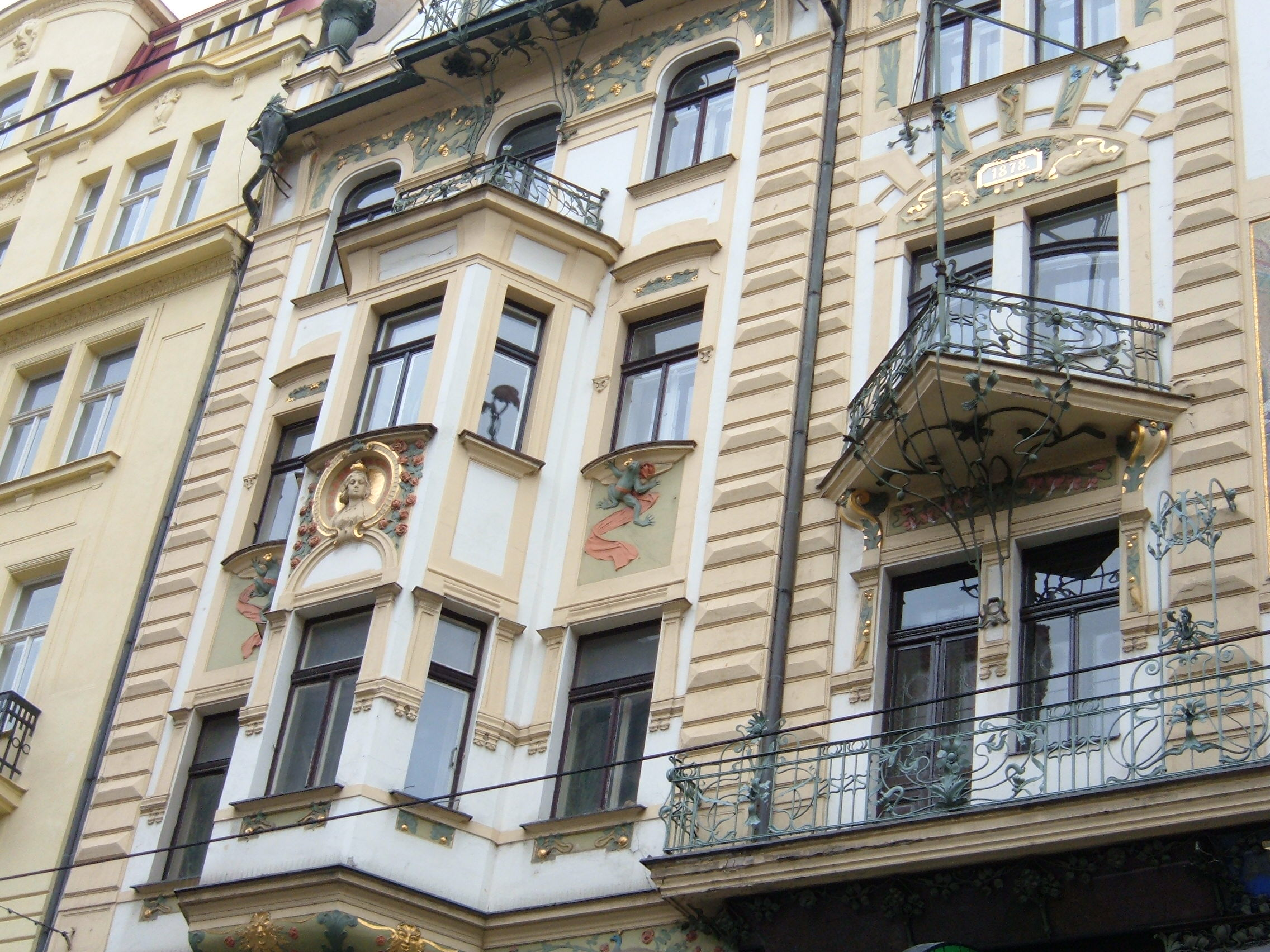
Edificio U Nováků
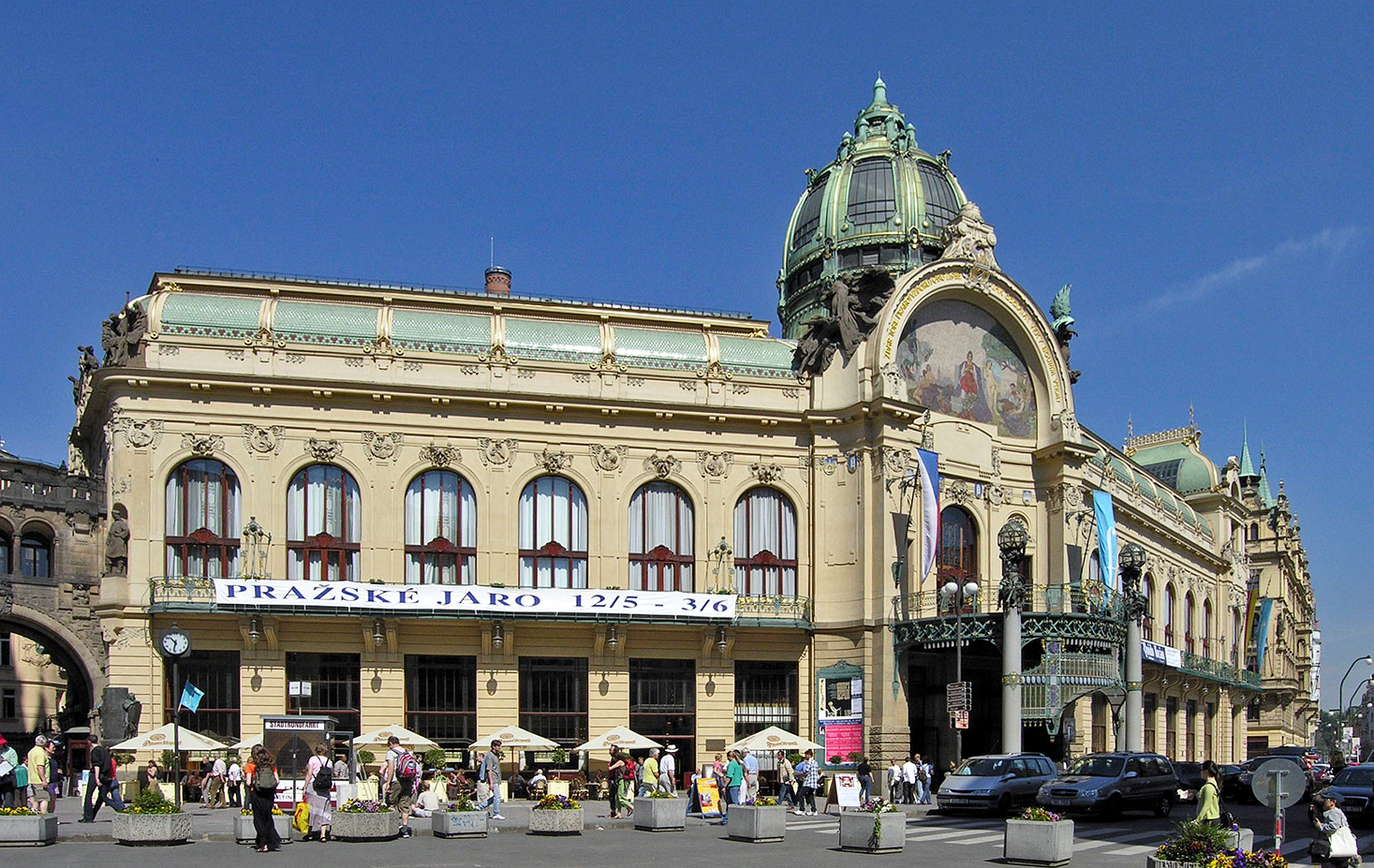
Casa municipal (1905-1912)
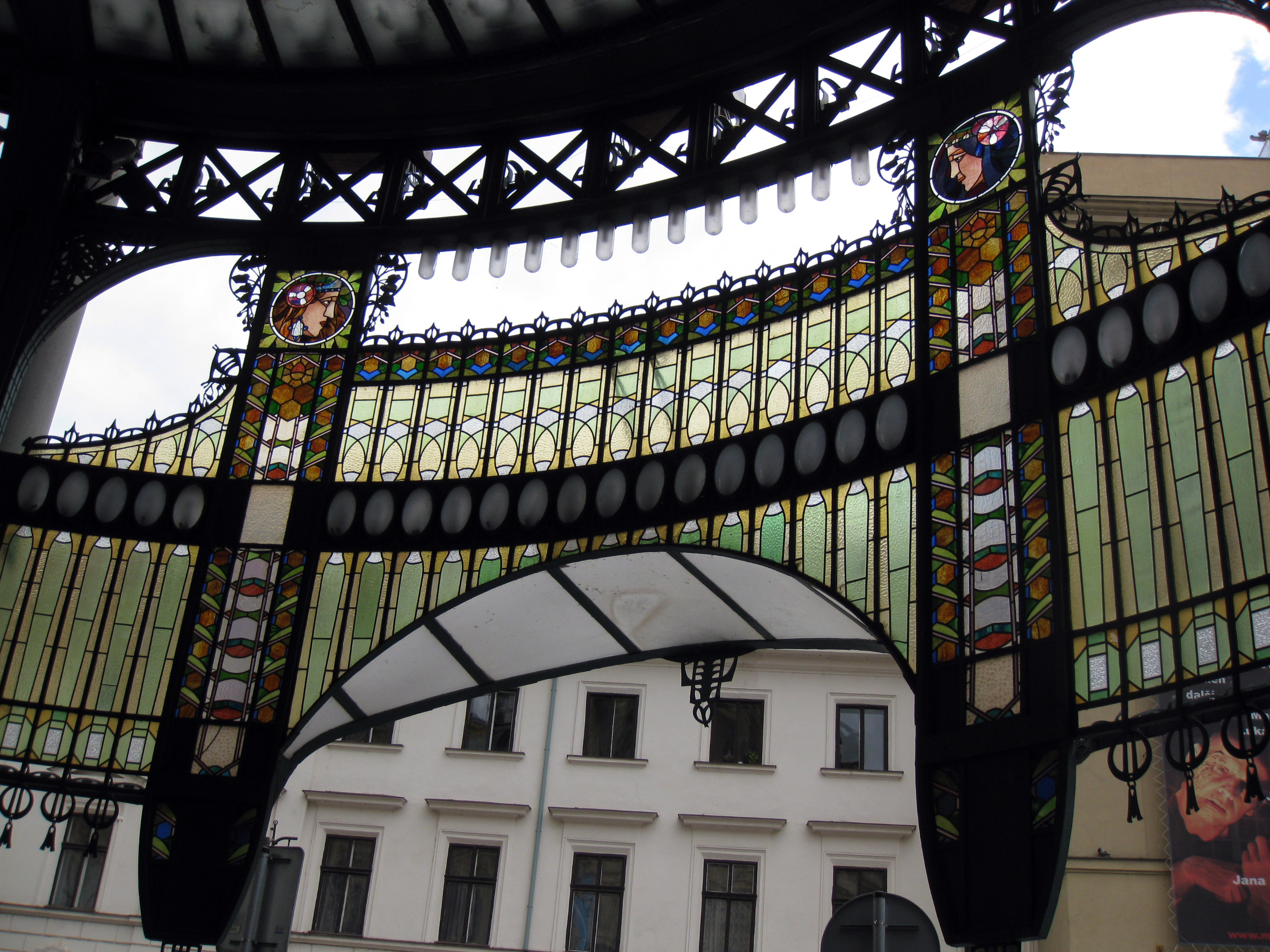
Casa municipal (detalle).

A partir de 1910, el Art Nouveau perdió su exuberancia como muestra en 1913 el Mozarteum de Jan Kotěra. En el mismo período se desarrolló el cubismo, en una versión típicamente checa, cuya primera realización fue la Casa de la Madona Negra (1911-1912), obra de Josef Gočár y que hoy alberga el Museo del Cubismo. Otros ejemplos debidos al arquitecto Josef Chochol se encuentran en Vyšehrad, en el triángulo formado por el muelle Rašín, la calle Libušina y la calle Neklanova, al pie de la colina de Vyšehrad. Aunque difícil, la aplicación a la arquitectura de los preceptos del cubismo se hace, por ejemplo, recurriendo a patrones en forma de diamantes  (Maison Diamant, 1913). Asimismo, la década de 1920 vio el surgimiento de un movimiento arquitectónico típicamente bohemio, el  rondocubismo, cuyos ejemplos más famosos son el palacio Adria (1925) y el Banco de las Legiones checoslovacas (1932). Este movimiento buscaba integrar valores y símbolos típicamente eslavos, comenzando por los colores rojo y blanco y utilizando formas cilíndricas que se supone recuerdan troncos de madera, refiriéndose ellos mismos a la arquitectura eslava en madera.

Arquitectura cubista y rondocubista en Praga
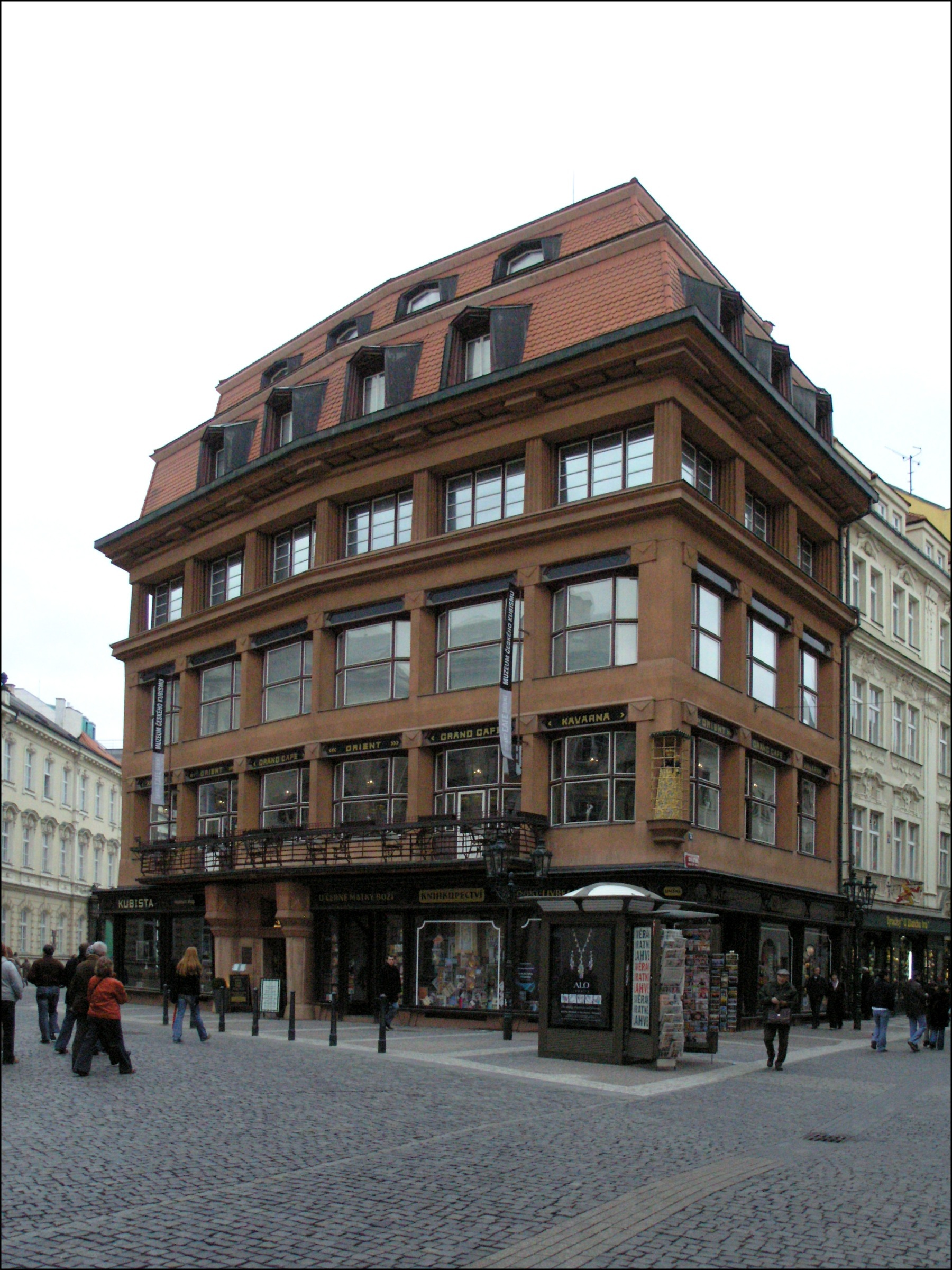
Casa de la Madona Negra (1911-1912)
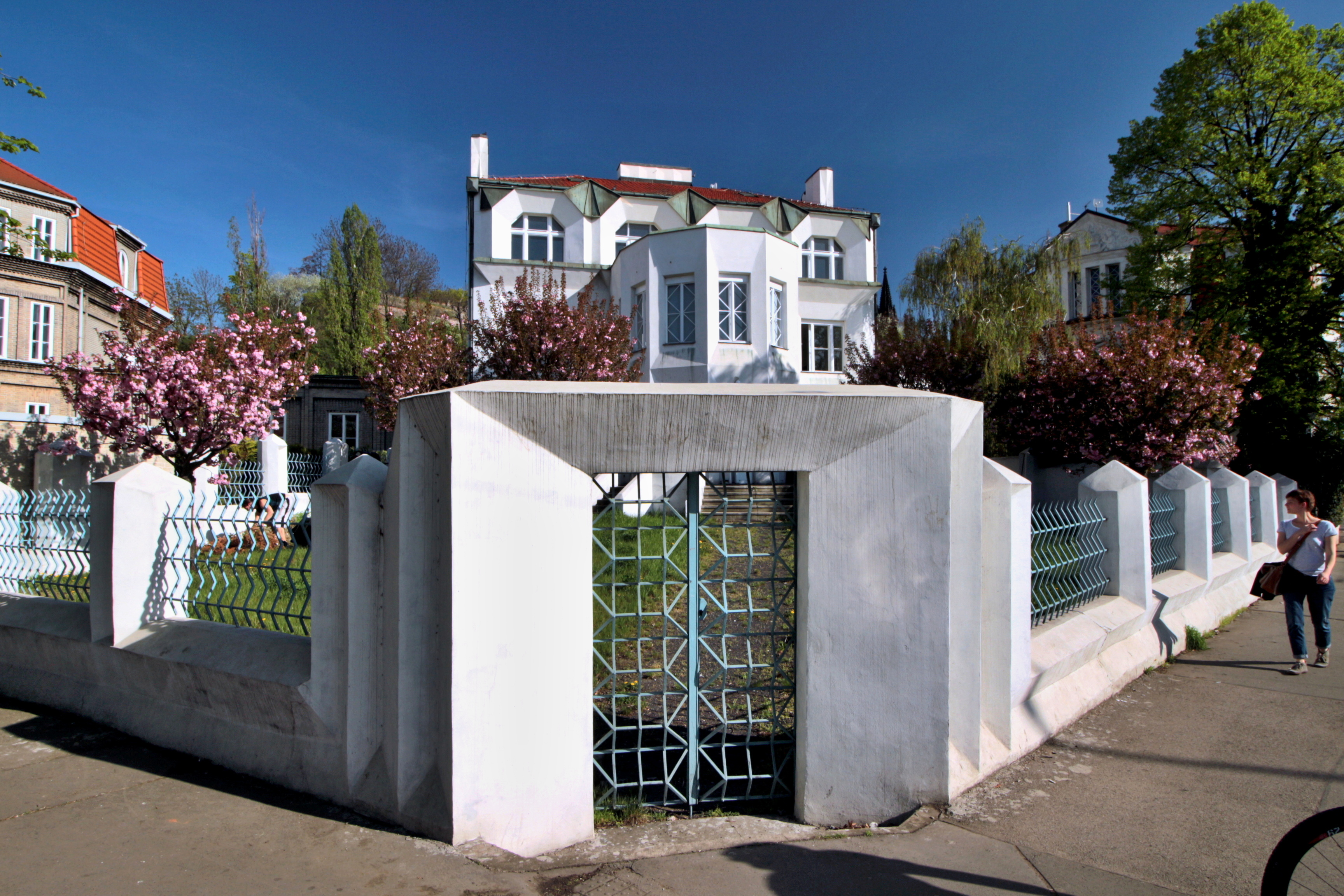
Villa Kovařovicova, calle Libušina
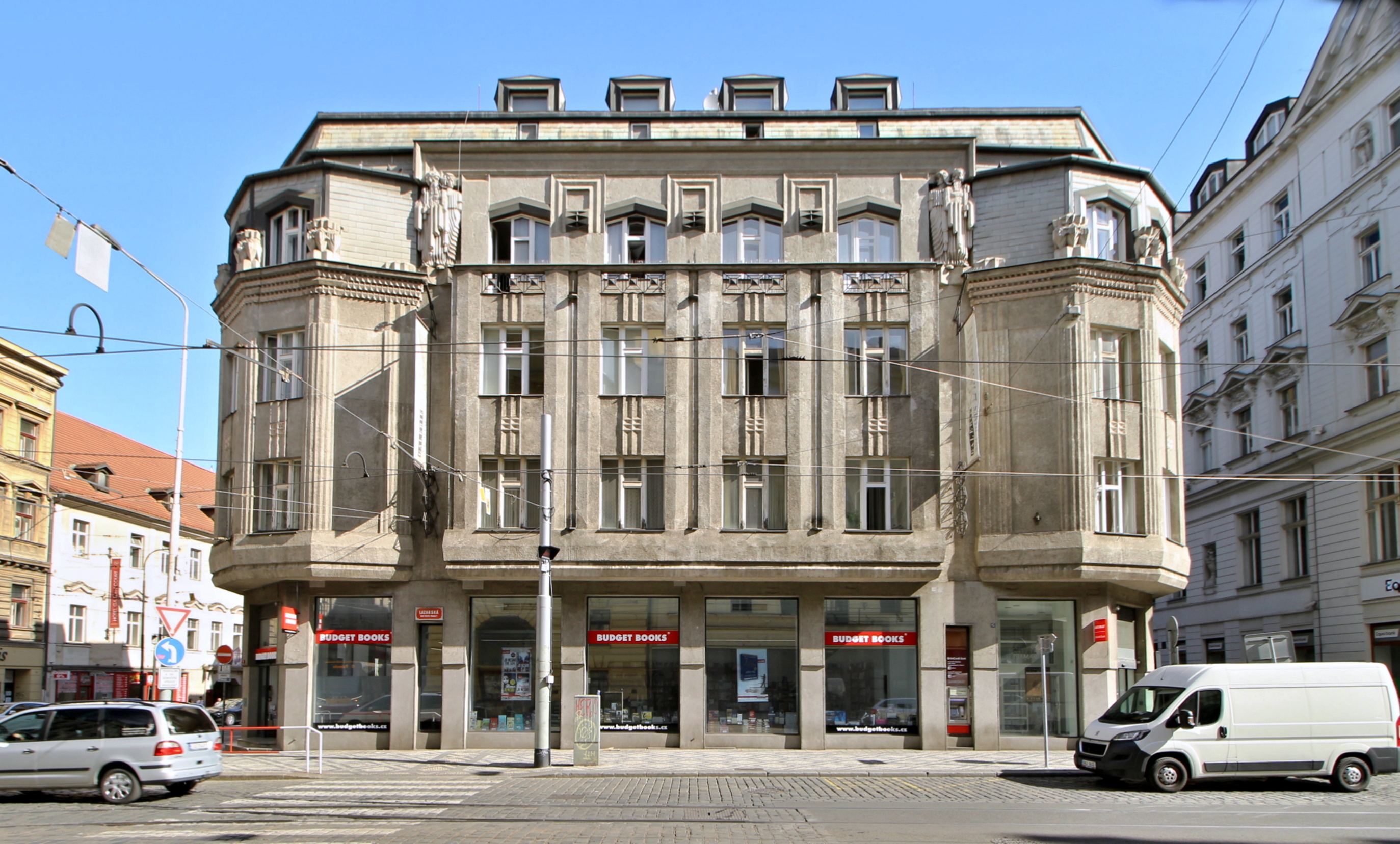
Maison Diamant
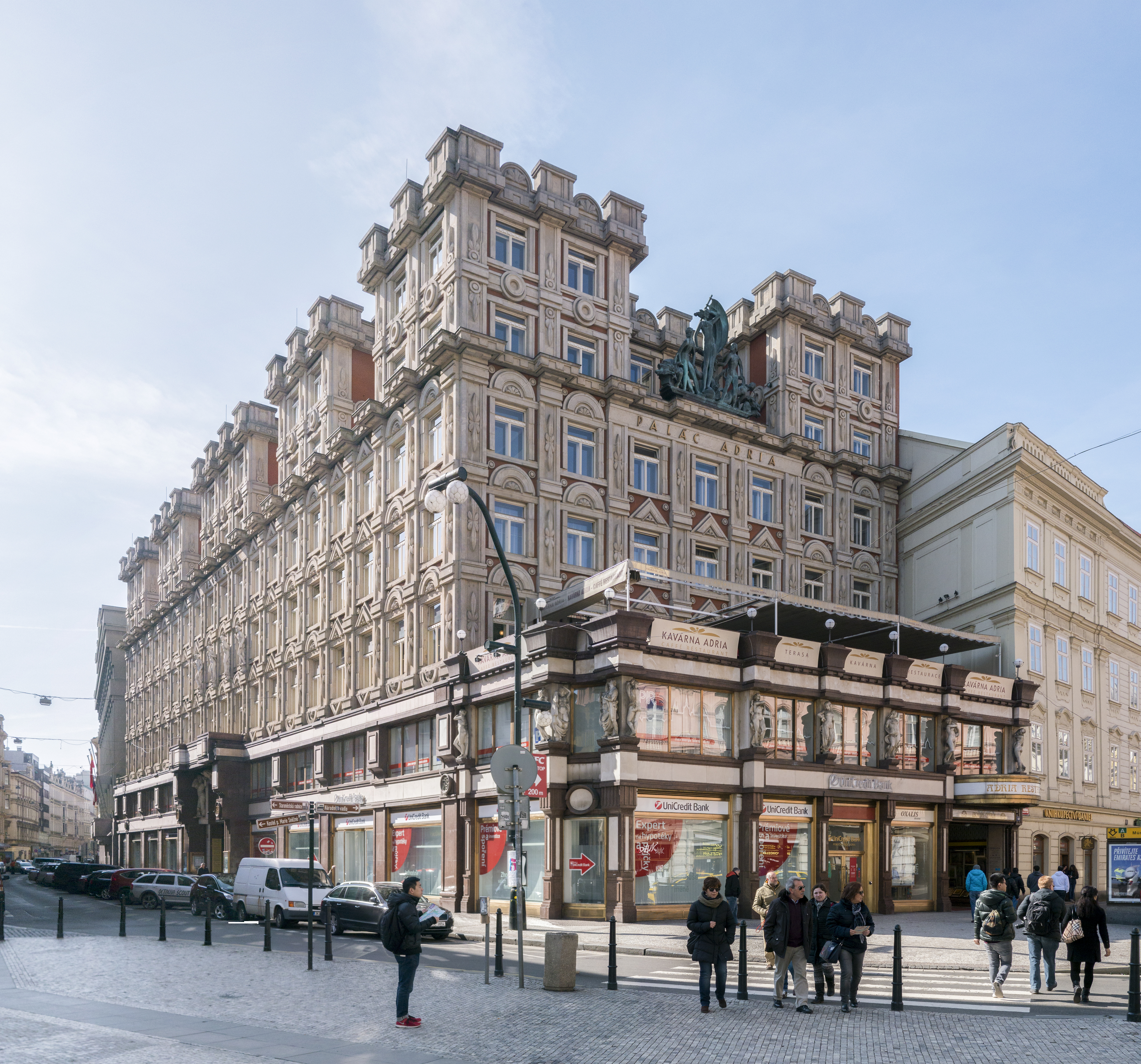
Palacio Adria
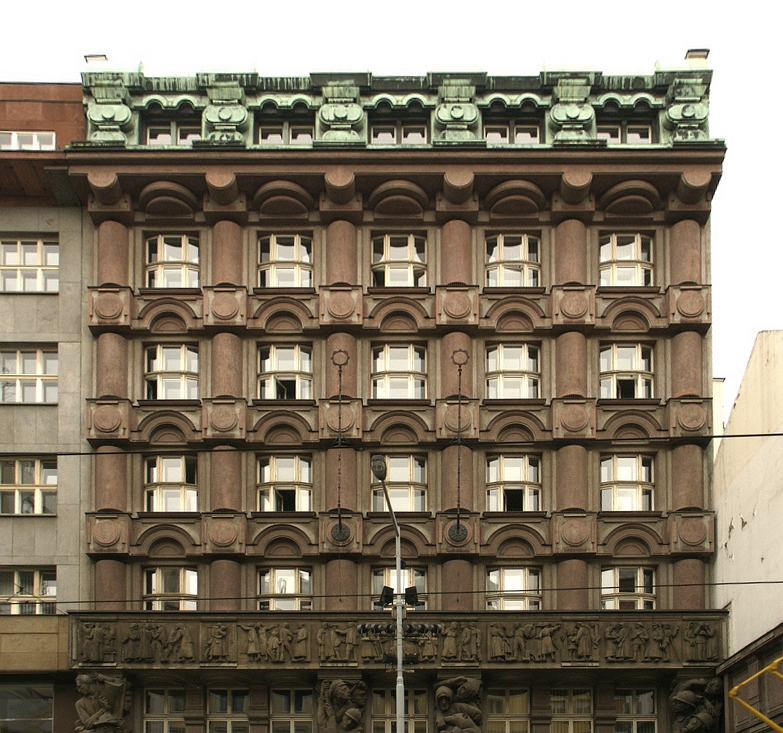
Banco de las Legiones checoslovacas
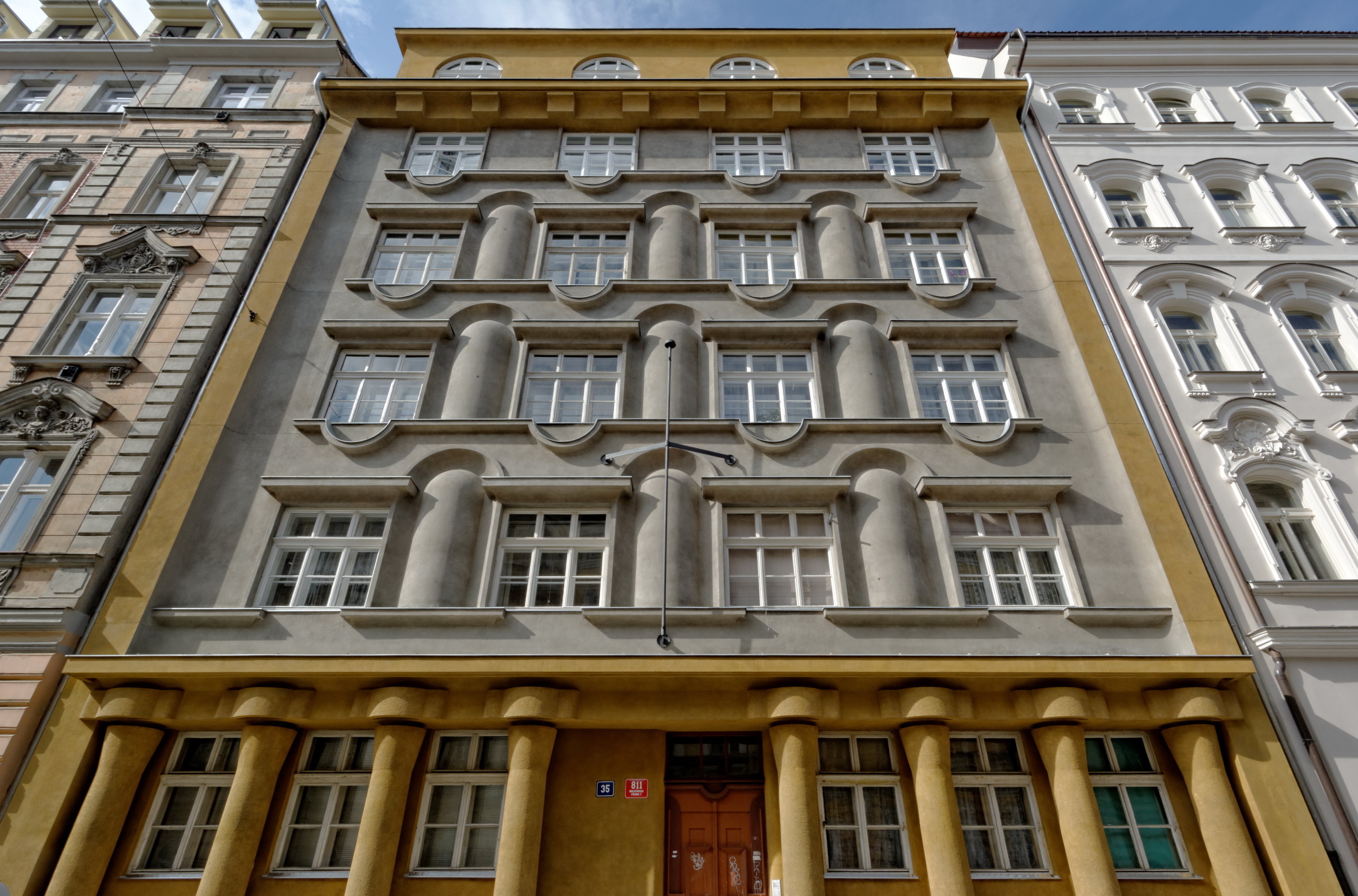
Edificio en la calle Kamenická

Sin embargo, el rondocubismo fue rápidamente abandonado, criticado por su enfoque nacionalista y su apariencia excesivamente decorativa y superficial. Muy rápidamente, los materiales modernos (vidrio, acero, hormigón) fueron aclamados y el funcionalismo ocupó un lugar destacado en la capital. La situación política y económica de Checoslovaquia en ese momento favorecía su desarrollo. Inaugurado en 1928, el palacio de ferias y exposiciones (Veletržní palác) sigue siendo hoy uno de los ejemplos más bellos de este estilo desde los inicios de la arquitectura moderna y que habría impresionado mucho a Le Corbusier por la pureza de sus líneas y de sus volúmenes. Luego siguen la tienda Bat'a en la plaza Wenceslao (1929), el Instituto de Retiros en la plaza Churchill, la parcelación en el distrito de Baba —un conjunto único de una treintena de villas funcionalistas, construidas entre 1928 y 1940—, las terrazas de Barrandov o la Villa Müller. Ésta, construido por el moravo Adolf Loos —célebre teórico, enemigo de toda ornamentación artificial y precursor de la arquitectura moderna— donde puso en práctica el concepto de raumplan donde el espacio no se divide simplemente en piezas en diferentes pisos sino en cubos, dividiéndose cada espacio en varios niveles. Este movimiento funcionalista está estrechamente vinculado con el grupo artístico de vanguardia del Devětsil.
La arquitectura religiosa no se aleja de este movimiento moderno. Por ejemplo, la iglesia del Sagrado Corazón en Vinohrady, construida entre 1928 y 1932 por el esloveno Jože Plečnik. Aunque está inspirada en las plantas de las primeras basílicas cristianas, es un edificio moderno por su apariencia de edificio sala y su estilo interior, así como por su reloj de vidrio de  7,6 m de diámetro. Asimismo, la iglesia de San Wenceslao (1929-1930) en Vršovice es una de los logros funcionalistas más famosos del país. De inspiración constructivista, es obra de Josef Gočár. Inaugurada en 1930, esta iglesia de hormigón armado aprovecha notablemente la pendiente del lugar con su cubierta escalonada; en cuanto a su campanario de 80 m de altura, parece ser el faro de Praga. Nótese que la Iglesia Husita de Vinohrady, junto a la anterior, es también un clásico de la arquitectura funcionalista checoslovaca. Diseñada por Pavel Janák, consta de un salón ceremonial, de un edificio de apartamentos y de un campanile de hormigón. Finalmente, el Claustro de Emaús, monasterio de los Hermanos eslavos, es en menor medida un testimonio del modernismo aplicado a la arquitectura religiosa. Fundado en 1347, el monasterio fue parcialmente destruido por un bombardeo el 14 de febrero de 1945. El techo y los campanarios del edificio fueron reconstruidos en la década de 1960 por el arquitecto František Maria Černý: se decidió no reconstruir sino crear una cubierta nueva asimétrica de hormigón blanco. Ésta tiene flechas de cuatro metros, doradas, que culminan ambas a 52 m.
Después de la Segunda Guerra Mundial y de la toma del poder por los comunistas del país, el realismo socialista en la arquitectura experimentó una corta gloria durante la década de 1950, cuyo único vestigio es el Hotel Internacional, un típico rascacielos estalinista. El toque de gracia para la arquitectura funcionalista sonó con el desarrollo de los grandes complejos periféricos, hechos de paneles prefabricados. Desde la caída del régimen comunista, pocos edificios modernos han mostrado una audacia reseñable. Debe mencionarse el famoso edificio de oficinas llamado la Casa Danzante (1992-1996), una obra deconstructivista de Frank Gehry.

Arquitectura contemporánea en Praga
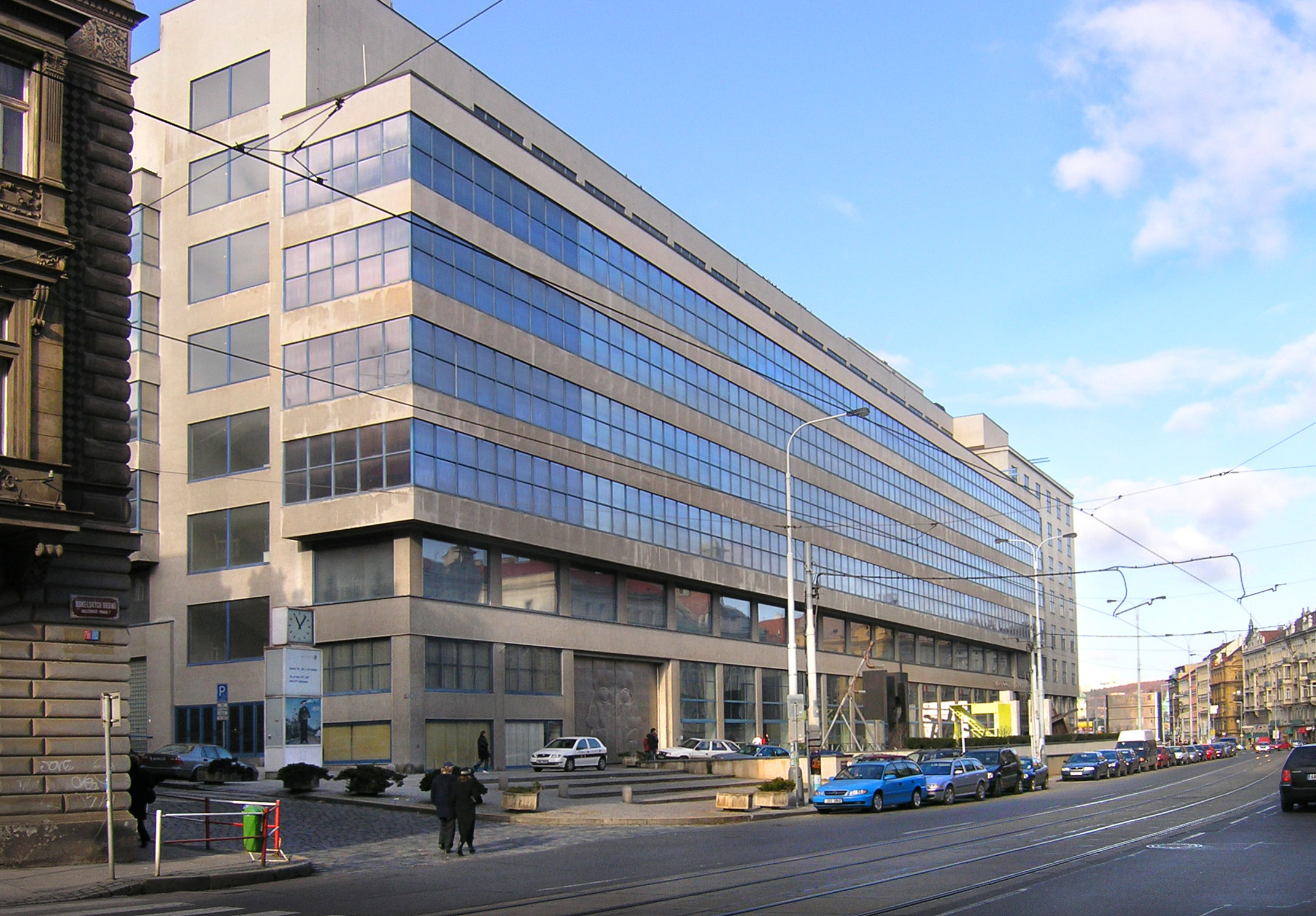
Veletržní palác.
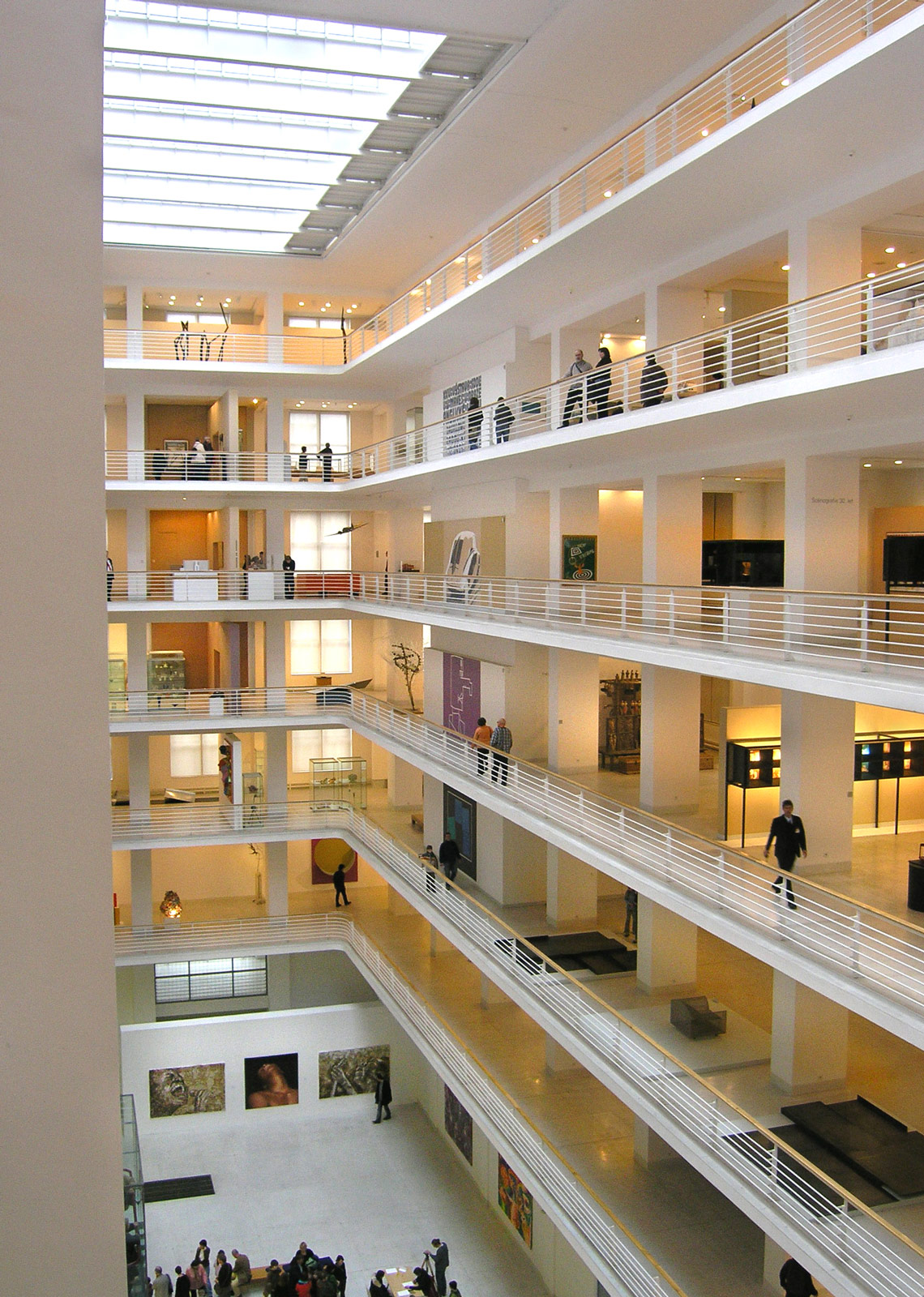
Veletržní palác.
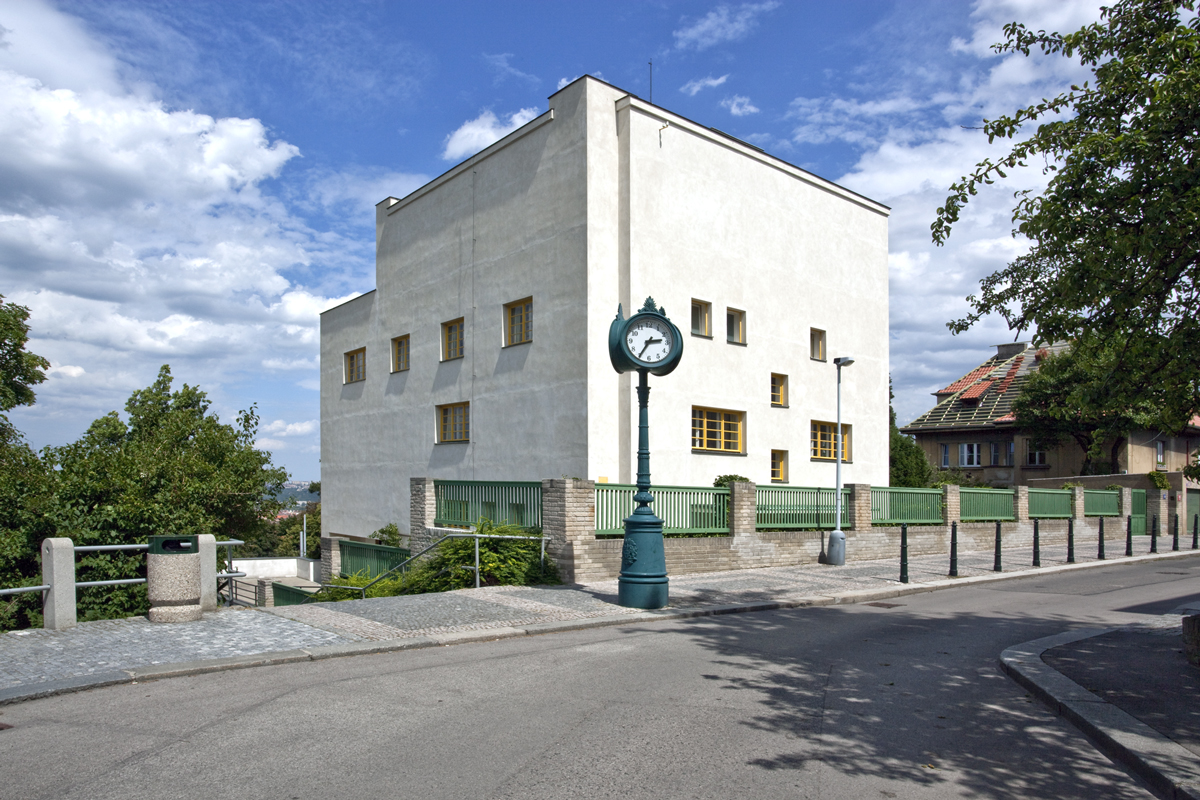
Villa Müller.
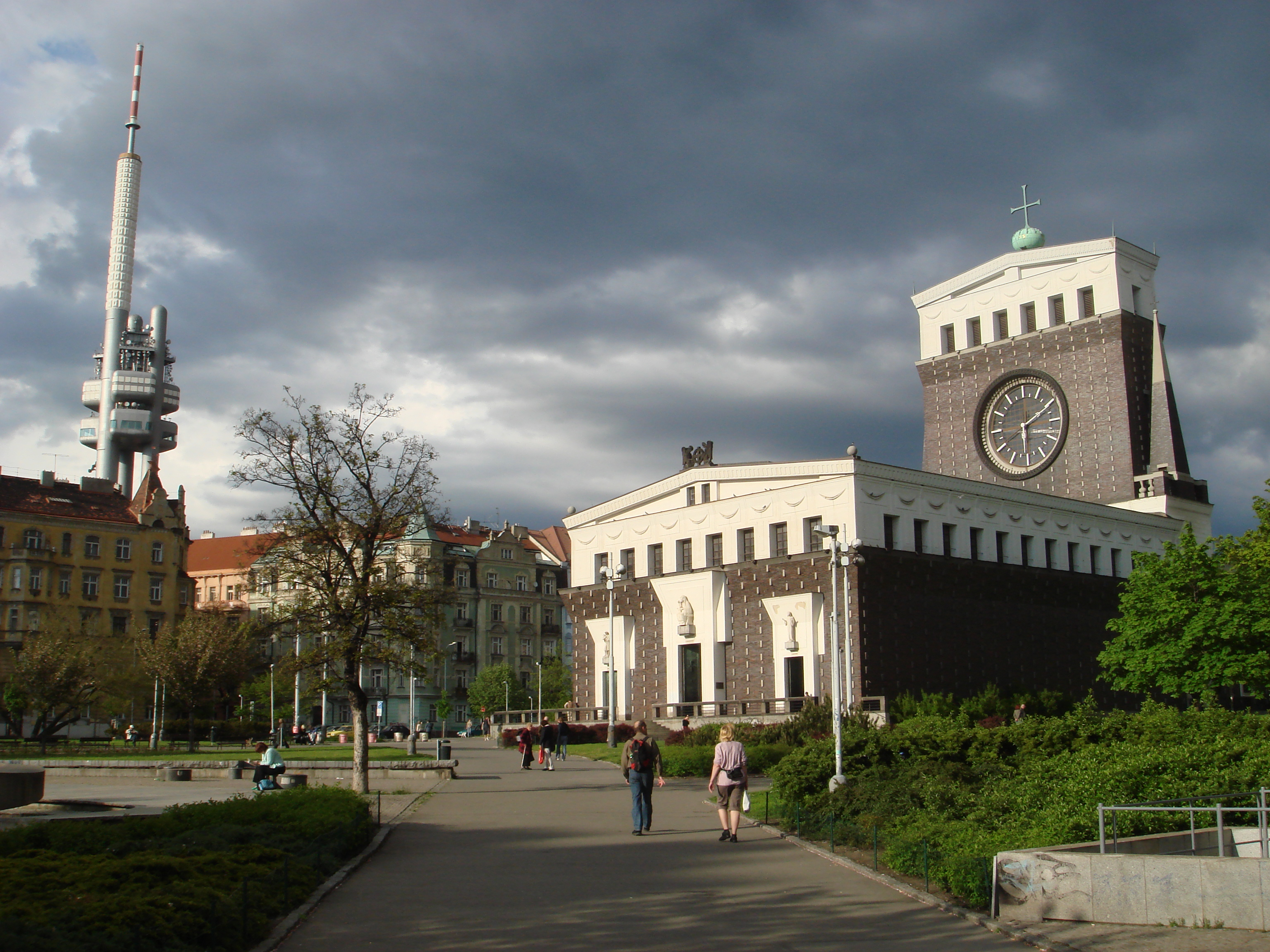
Iglesia del Sagrado Corazón (1922-1932), obra de Jože Plečnik
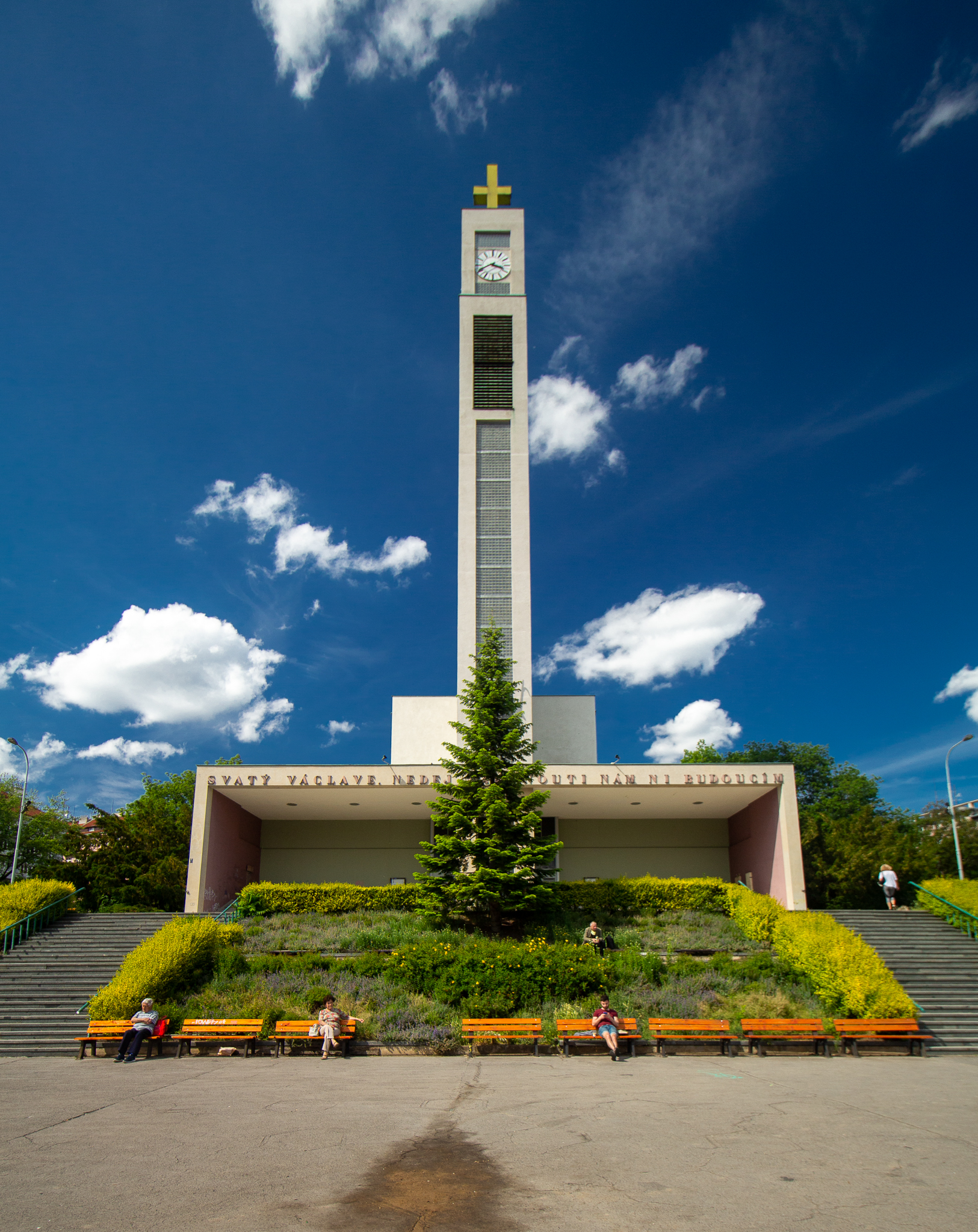
Église Saint-Venceslas.
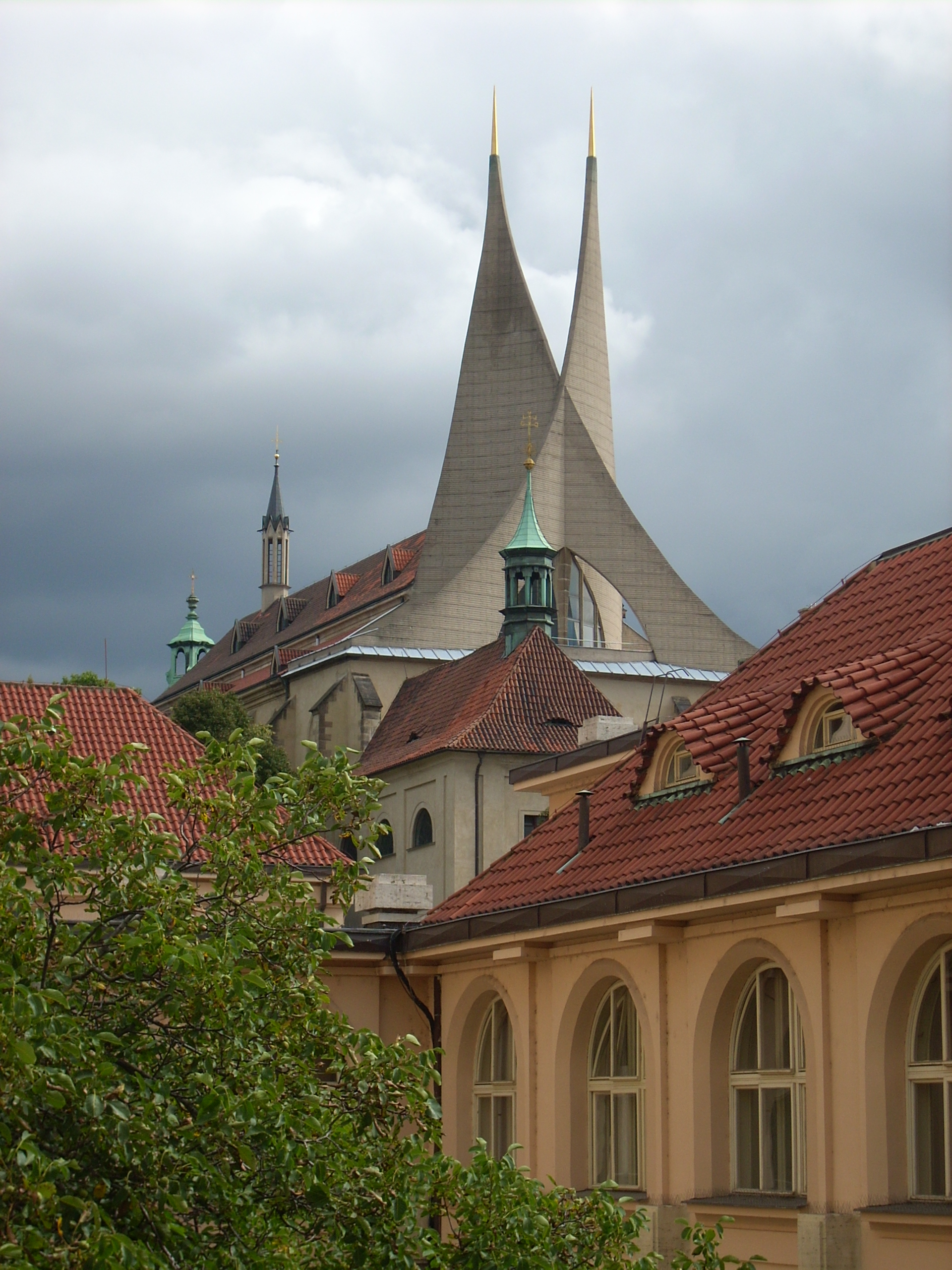
Cloître Emmaüs.
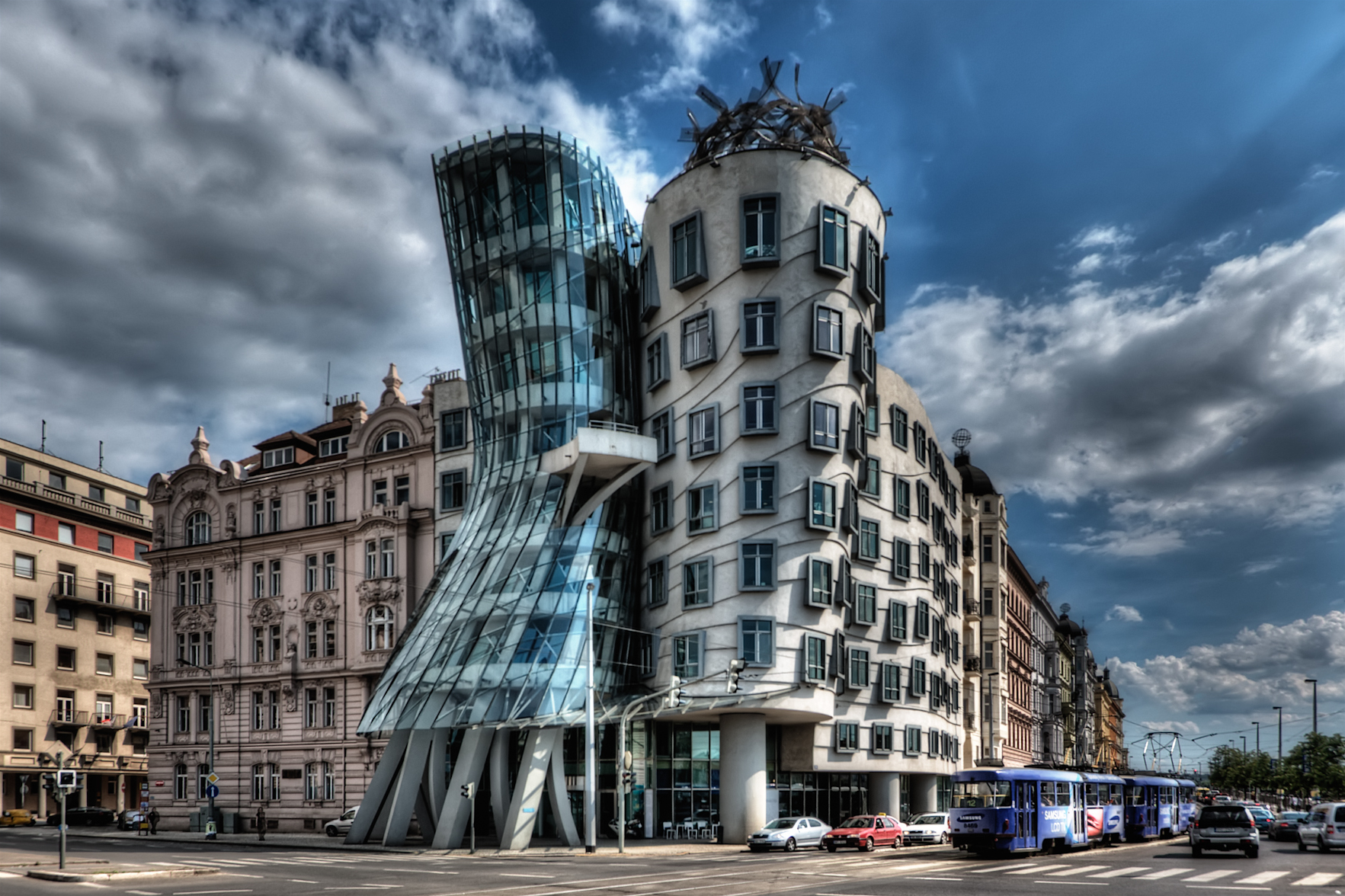
Casa Danzante
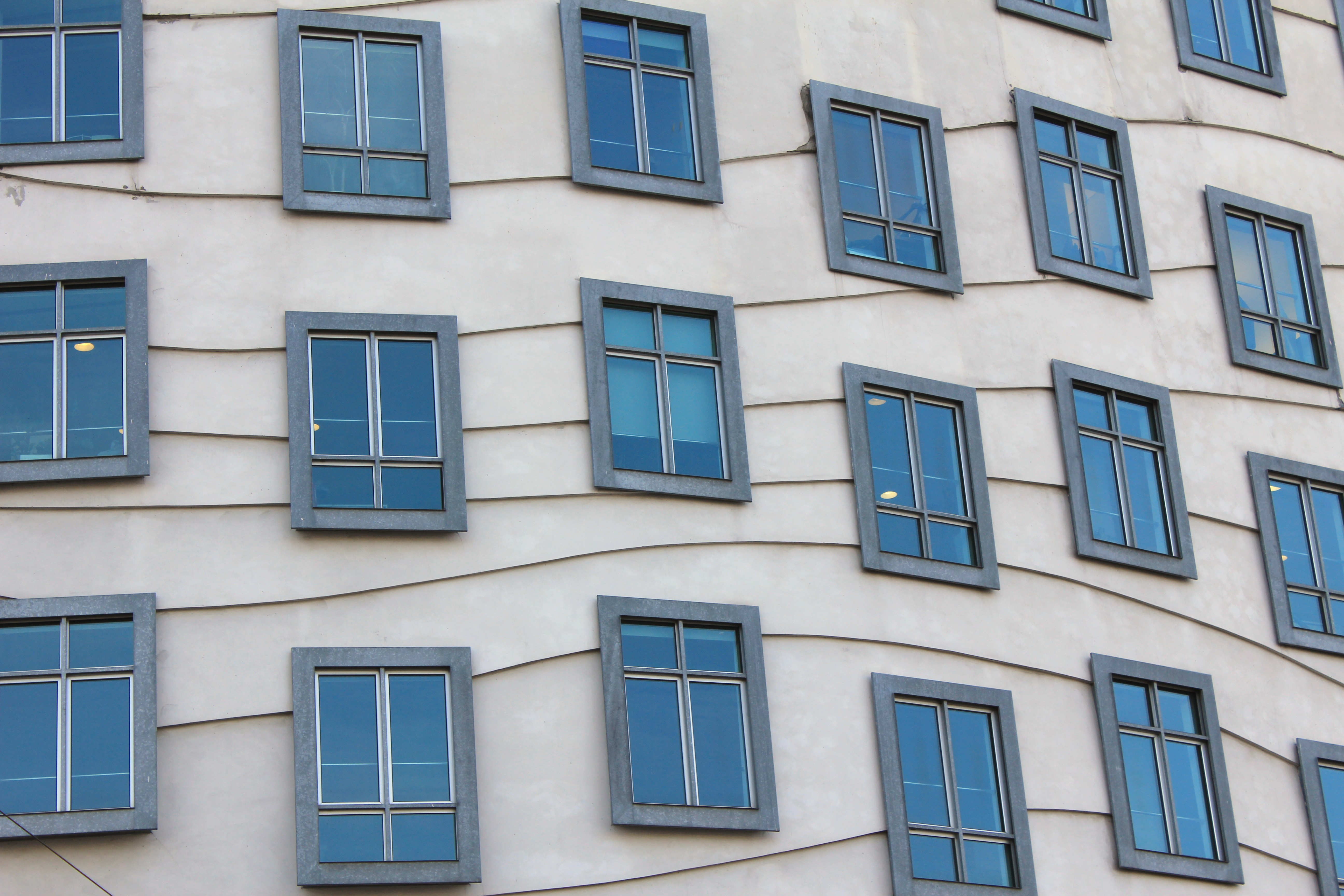
Casa Danzante (detalle)

### Museos

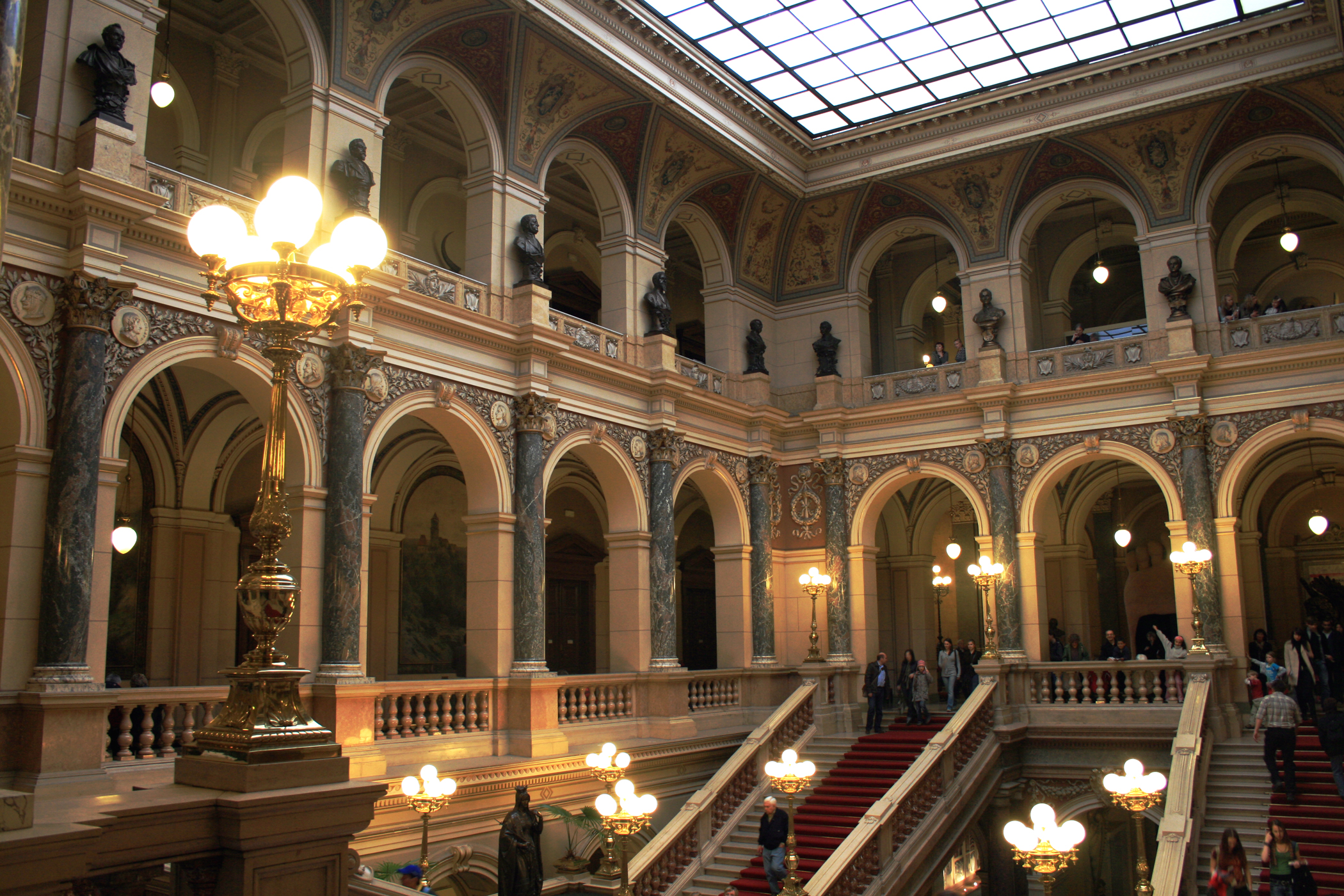
Interior del Museo Nacional

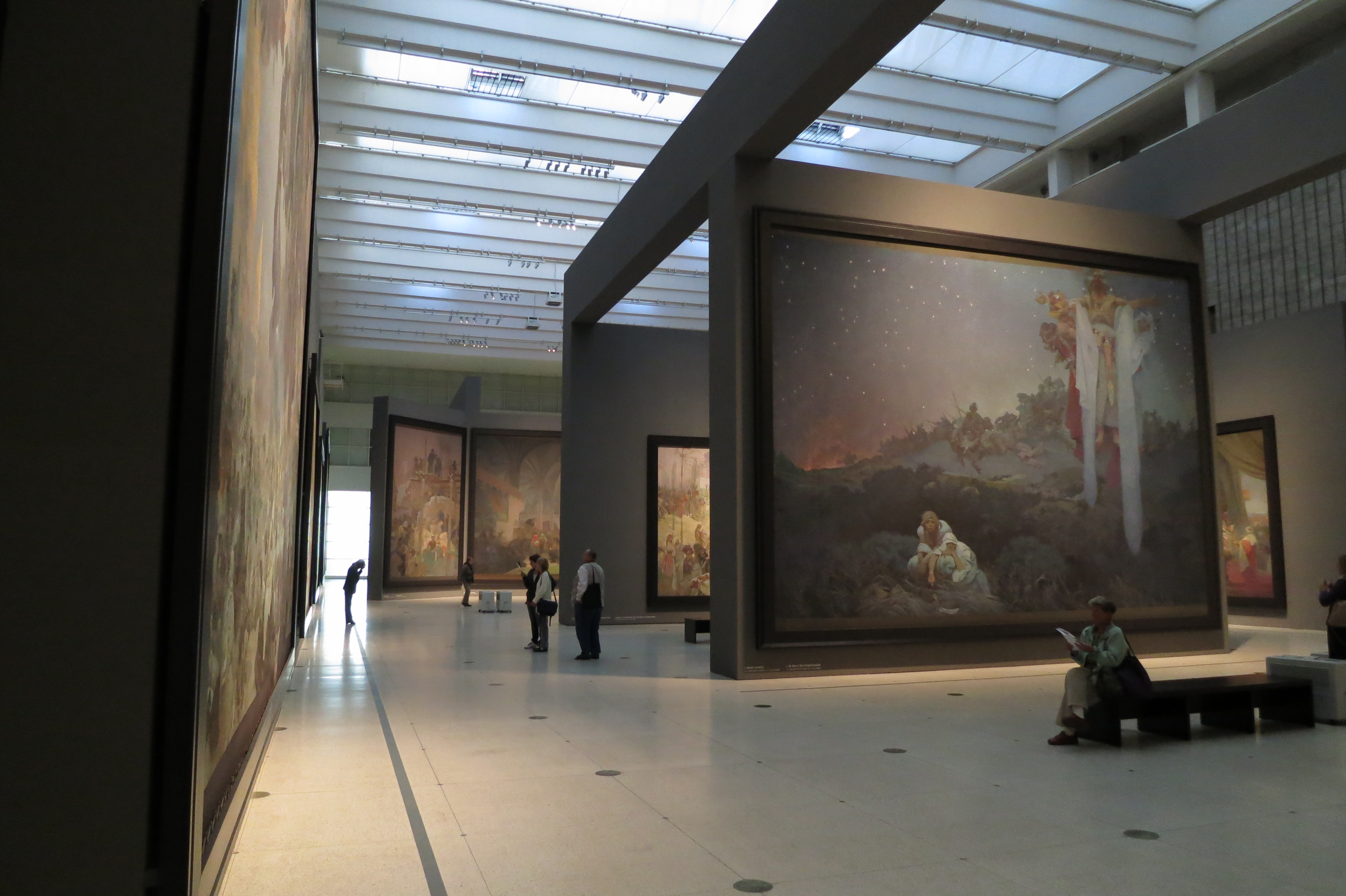
Interior de la Galería Nacional

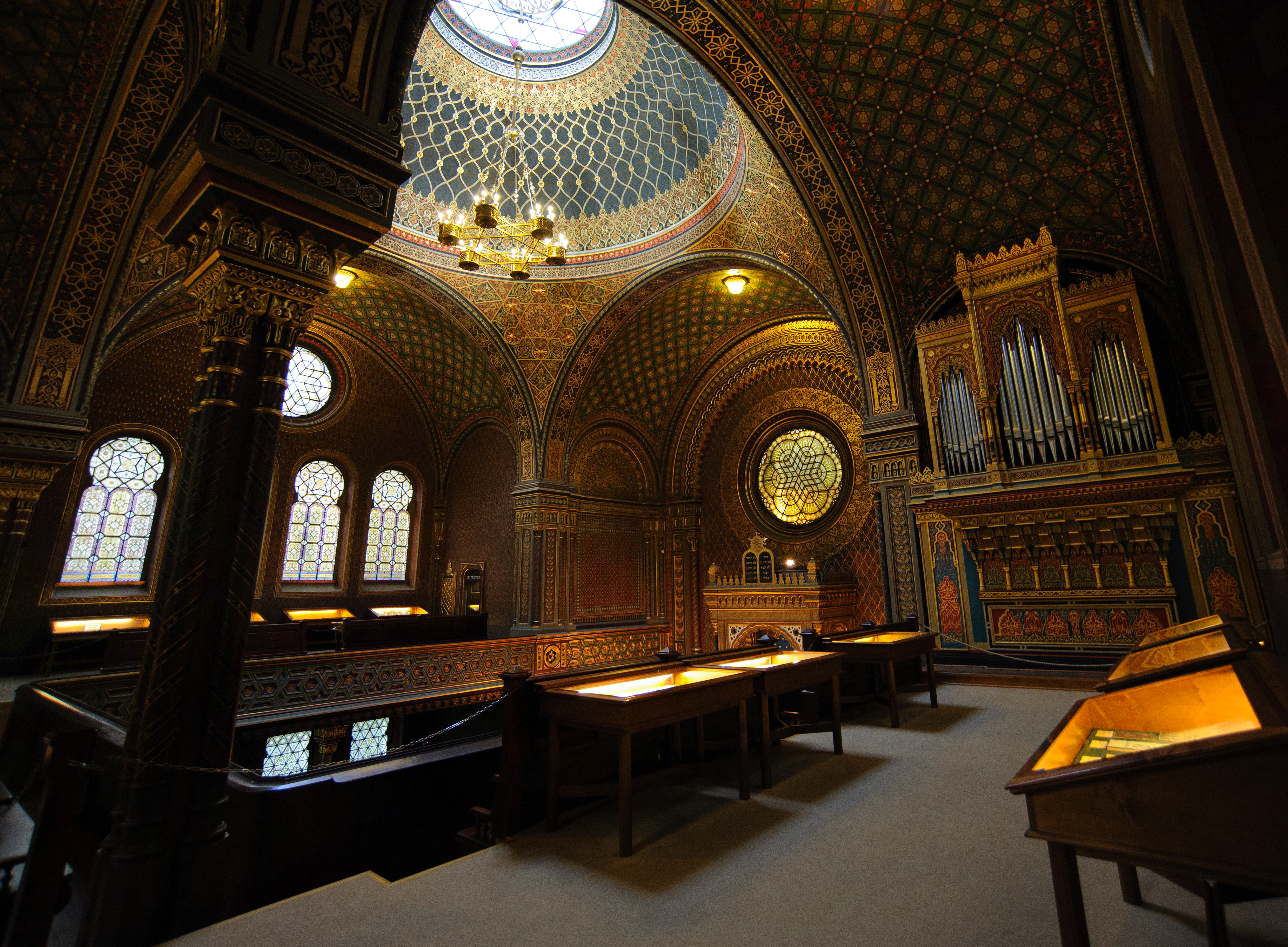
Sinagoga española, parte del Museo judío.

Hay varios cientos de museos en Praga. Entre los más importantes se encuentran:
- Museo Nacional  (Národní Muzeum) es uno de los principales museos de Praga. Ocupa un edificio neorrenacentista situado en lo alto de la plaza de Wenceslao, la principal de la ciudad. Su vestíbulo central sirve también de panteón de los grandes checos. Se fundó en 1818 como Museo Patriótico de Bohemia. En 1848 toma el nombre de Museo Checo, y de 1854 a 1919 el de Museo Real Checo. El edificio ocupado por el museo es obra del Josef Schulz, el arquitecto del Teatro Nacional de Praga, construido en la misma época (1885-1890).[44] Presenta colecciones sobre la prehistoria de Bohemia, de Moravia y de Eslovaquia, además de sobre mineralogía, litología, paleontología, osteología, antropología, zoología, colección de condecoraciones y medallas.[45] Este se distribuye en la ciudad entre el edificio histórico de la plaza Wenceslao y su homólogo en la calle Vinohrady y otros nueve lugares, a saber: el museo Checo de Música, el museo Vojtěch Náprstek de las culturas de Asia, de África y América, el museo Etnográfico, el Memorial de Vítkov, el museo Dvořák, el museo Smetana, el Lapidarium, el Memorial a Palacký y Rieger y finalmente el de Jaroslav Ježek.[46]
- Galería Nacional de Praga, que muestran las artes gráficas. Después del Louvre, es la galería de arte más antigua de Europa, que reúne obras checas e internacionales. Las salas de exposición de la Galería Nacional se encuentran en varios edificios: el convento de Santa Inés de Bohemia, dedicado a las artes medievales de Bohemia y de Europa Central, hasta el siglo XVI; el palacio Kinský; el palacio Salm; el palacio Schwarzenberg; el palacio Sternberg, con arte europeo desde la Antigüedad hasta el Barroco; el palacio Wallenstein; y el Palacio de Ferias y Exposiciones, con arte moderno y contemporáneo.[M 5][47][48]
- Museo Judío, en realidad un conjunto de distintos edificios dentro del antiguo gueto de Josefov. Fue fundado en 1906 por Hugo Lieben y Augustin Stein para la conservación de valiosos objetos de las sinagogas de Praga. Durante la ocupación nazi y el régimen comunista el museo estaba muy limitado en sus funciones (Hitler deseando hacer de Praga el «museo de la raza desaparecido»,[RP 5] acumuló en ese momento colecciones ahora heredadas[49]). Desde 1994 recuperó y amplió su estatus original. Tiene una de las mayores colecciones de arte judío en el mundo, que comprende unas 40 000 piezas de museo y 100 000 libros. El museo incluye visitas a las sinagogas Maisel, Española, Pinkas y Klaus,[50] al antiguo cementerio judío, a la Sala de Ceremonias de la Sociedad Funeraria y al cementerio judío de Žižkov.[51]
- Museo Alfons Mucha,[52] cerca de la Casa Municipal, que recoge más de 100 obras u objetos relacionados con Alfons Mucha, pintor checo, emblemático del Art nouveau.[53]
- Museo Franz Kafka[54] que alberga las primeras ediciones de sus libros, así como correspondencia personal y audiovisuales del escritor.
- Museo de Máquinas Sexuales
- Museo del Juguete, que se encuentra en el Castillo de Praga.
- museo Kampa, procedente de una colección privada y que expone a artistas contemporáneos, permite al visitante descubrir, entre otros, a František Kupka, uno de los creadores de la abstracción a principios del siglo XX o a Otto Gutfreund, autor de la primera escultura cubista.[55]
- Casa de la Madona Negra, perteneciente al Museo de Artes Decorativas, presenta obras y objetos del cubismo checo.[56]
- además, el Museo de la Ciudad de Praga, la casa de Mozart, el Museo Nacional de las técnicas, el Museo del Comunismo o el Museo del Ejército.[47]

Obras visitables en los museos de praga
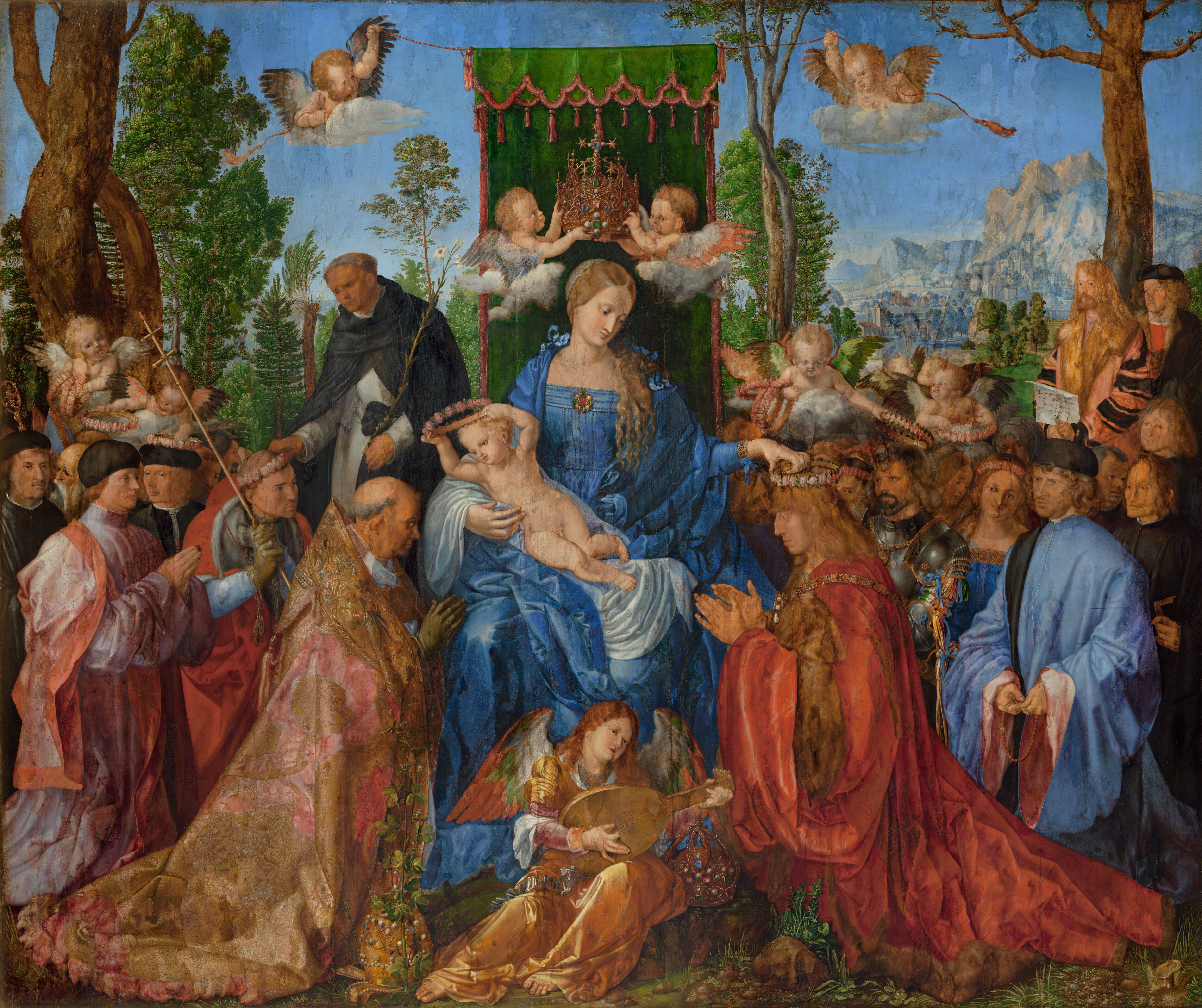
Fiesta del Rosario, de Albrecht Dürer forma parte de las colecciones de la Galería Nacional
La joven, Gustav Klimt (1913) (Galería Nacional)
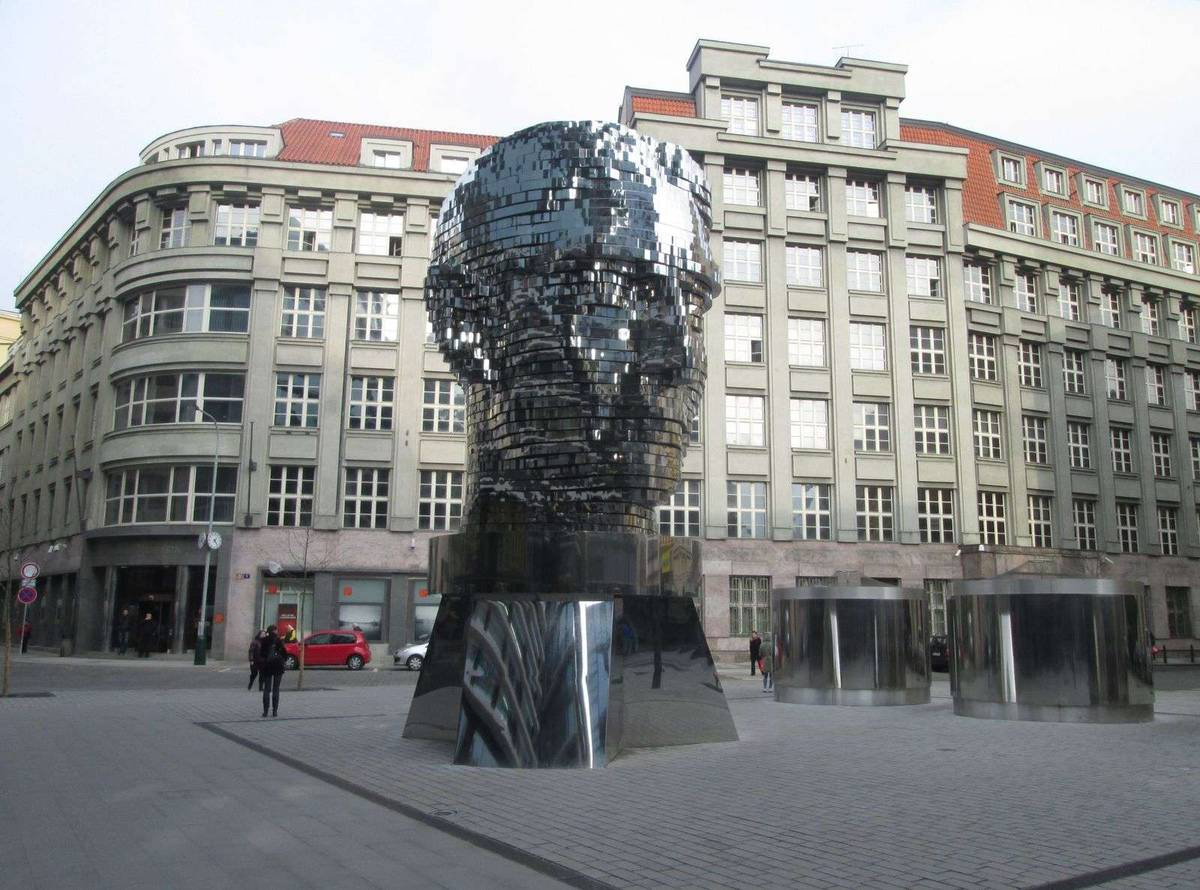
Cabeza cinética de Franz Kafka, obra de David Černý (2014)
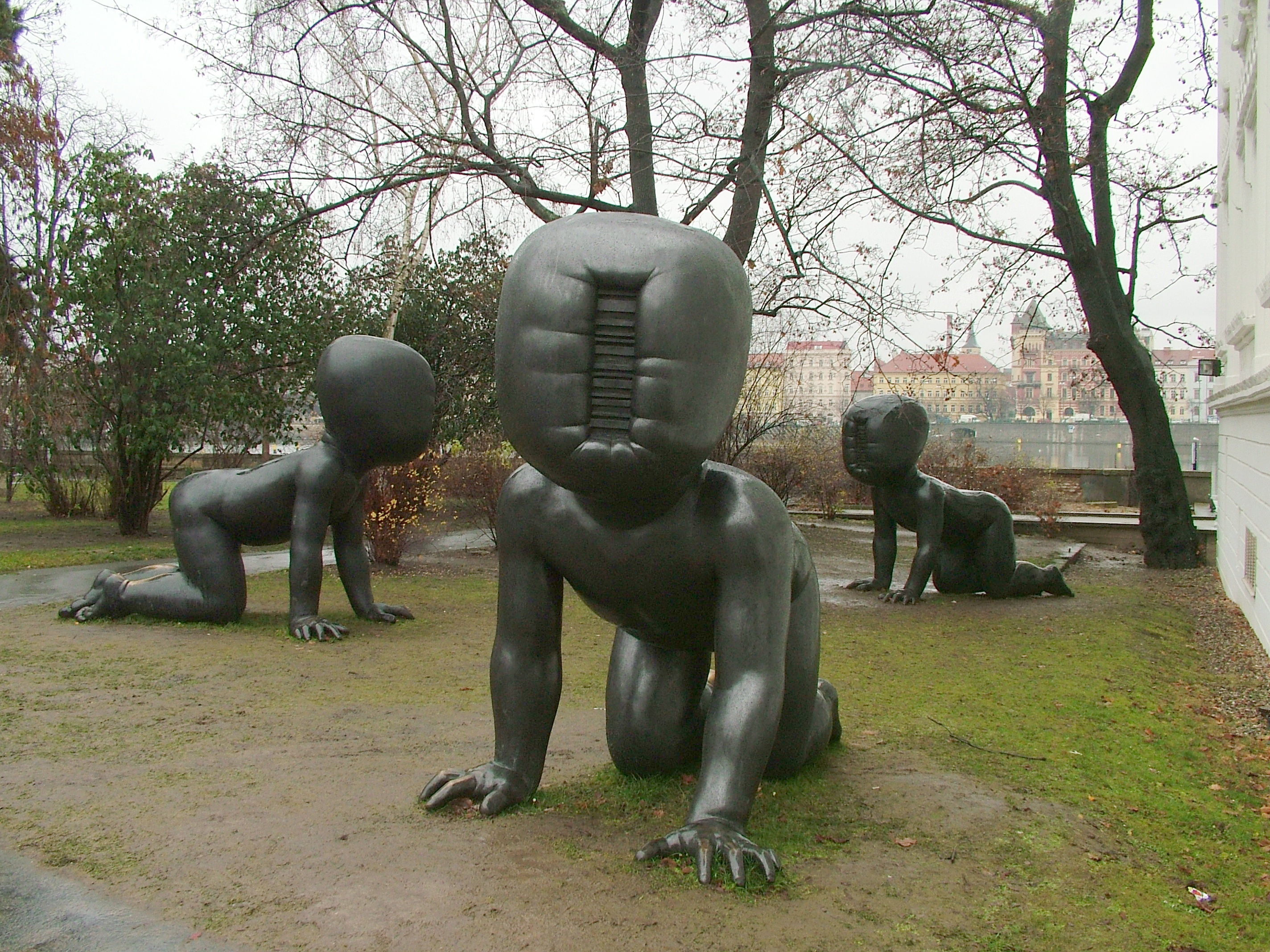
Bebes, en el Museum Kampa

### Música
Praga tiene una larga historia musical. La que fuese una de las capitales culturales de Europa en los siglos XVIII y XIX conserva su tradición musical.
En la ciudad se organizan, durante todo el año, conciertos de música clásica. Los entornos son variados, desde antiguas iglesias a hermosos auditorios como la Sala Smetana, sede de la Orquesta Sinfónica de Praga situado, en un edificio art-nouveau en Republiky 5, el Palacio de la Cultura y la sala Dvorak (en el Rudolfinum, plaza Jan Palach), sede de la Orquesta Filarmónica Checa ubicado en un edificio neoclásico en donde se celebra la inauguración y clausura, sobre todo, del famoso Festival Primavera de Praga entre el 12 de mayo y los primeros días de junio. Los conciertos también se celebran regularmente en la Galería Nacional del Castillo de Praga, en los jardines, al pie del Castillo y en el Museo Nacional, en la plaza de Wenceslao. Los conciertos en la Villa Bertramka en Mozartova 169, Smichov, suelen tener a Mozart y sus contemporáneos como protagonistas.

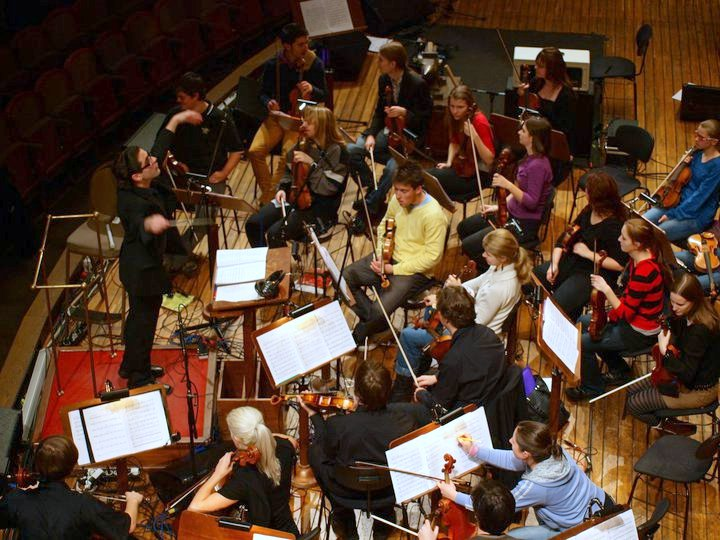
Músicos en el Rudolfinum

Las antiguas iglesias son el entorno en donde se puede disfrutar con el Festival de Música de Órgano que tiene lugar en agosto. Los mejores programas son los que se ofrecen en la Catedral de San Vito, en Hradcany; U Krízovníku, cerca del Puente de Carlos, la iglesia de San Nicolás de la Malá Stupartská en la Ciudad Antigua, donde las notas del órgano fluyen en medio de hermosas estatuas barrocas. La Ópera Nacional tiene como sede el Teatro Nacional de Praga y el pequeño Teatro de los Estados. La antigua Ópera Alemana, actualmente Ópera Estatal de Praga, organiza una temporada independiente de la Ópera Nacional.
Un Festival de Música Judía se celebra en los meses de octubre y noviembre en el barrio judío.
La tradición musical checa se inicia en el siglo IX de nuestra era con canciones de origen religioso. Durante la Edad Media se componen varias canciones que han perdurado en el cancionero checo, pero que es difícil concretar de donde surgieron. En el siglo XV el reformista Jan Hus impulsa de modo notable la canción religiosa en la capilla de Belén de Praga, y según los textos contemporáneos es compositor de varias piezas de la época.
En el siglo XVI se instala el famoso órgano de la Catedral de San Vito. El emperador Fernando I funda en esta época la orquesta de la corte, que sus sucesores ampliarían posteriormente. De esta orquesta, formada por músicos de diversas nacionalidades, surgen varias canciones populares checas.
En el siglo XVII la orquesta de la corte fue llevada a Viena aunque aún actuaban en Praga en ocasiones especiales. La ópera se estrenó en Bohemia en el año 1627 durante la coronación de Fernando II. Durante este siglo se empezaron a representar óperas en el país, pero ninguna compañía se estableció de modo permanente.
Con la coronación en 1723 de Carlos VI se estrena en Praga Constanza e fortezza por Joseph Fux que impresiona al conde Spork que decide que se represente ópera de forma permanente en su teatro, bajo las órdenes de Antonio Denzio. En el siglo XVIII en paralelo se produce un auge de la música popular checa, que llega a influenciar a la música europea. En esta época Mozart vivió durante algún tiempo en Praga y compuso Don Giovanni, La casa que ocupó al sur de Malá Strana, en el barrio Smíchov, hoy es un museo llamado Casa de Mozart. La ópera se estrenó en el Teatro Estatal de Praga.
El siglo XIX, el auge de Praga coincide con la mejor época musical de la ciudad. En esta época viven en Praga los compositores checos más célebres, Antonín Dvořák y Bedřich Smetana, quienes son los autores de las más célebres composiciones musicales checas, como la ópera La novia vendida.
Herederos de Dvořák y Smetana son otros compositores que desarrollaron su carrera ya en el siglo XX como Josef Suk, que llegó a participar en las Olimpiadas de Los Ángeles en 1932 o Leoš Janáček. Tras la Primera Guerra Mundial surgió el movimiento antirromántico, del que cabe destacar al prolífico compositor Bohuslav Martinů, que desarrolló la mayor parte de su carrera fuera del país.

### Literatura

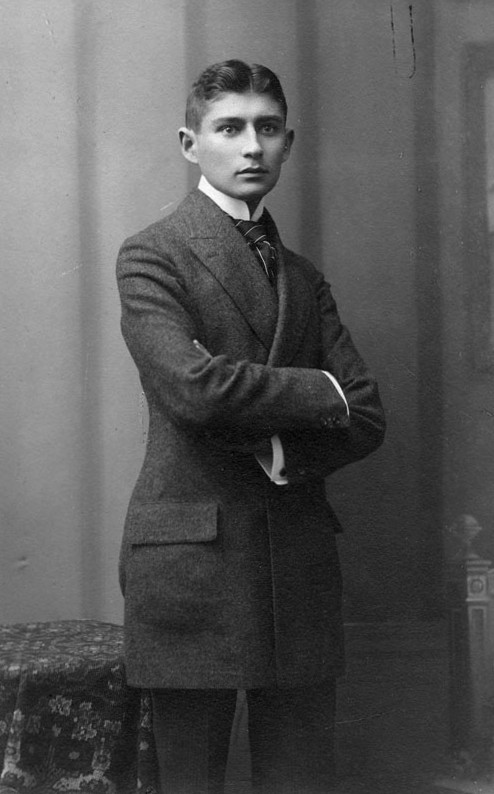
Franz Kafka, famoso escritor praguense, autor, entre otras, de La metamorfosis.

Praga es cuna de varios renombrados escritores. Entre otros destacan Jan Neruda, Rainer Maria Rilke, Franz Kafka, Vladimír Holan, Bohumil Hrabal y Milan Kundera.
Neruda fue un poeta, cuentista, dramaturgo y novelista checo, uno de los principales representantes del realismo checo y miembro de la llamada Escuela de mayo. Su obra más reconocida es Cuentos de Malá Strana (1877), un libro de relatos sobre la pequeña burguesía praguense de aquel, por entonces, tranquilo barrio. Su apellido inspiró el seudónimo de Pablo Neruda a Ricardo Neftalí Reyes Basoalto, quien se tomó la libertad de cambiar su acentuación a grave. La calle donde nació lleva hoy día su nombre.
Rainer Maria Rilke es considerado uno de los poetas más importantes en lengua alemana y de la literatura universal. Sus obras fundamentales son las Elegías de Duino y los Sonetos a Orfeo. En prosa destacan las Cartas a un joven poeta y Los cuadernos de Malte Laurids Brigge. Es autor también de varias obras en francés.
Kafka es uno de los escritores más importantes del siglo XX en lengua alemana. Su obra es una de las más influyentes de la literatura universal en el último siglo, a pesar de no ser muy extensa: fue autor de tres novelas (El proceso, El castillo y América), una novela corta, La metamorfosis, y un cierto número de parábolas y relatos breves. Además, dejó una abundante correspondencia y escritos autobiográficos, la mayor parte publicados de forma póstuma. Gran parte de su obra fue publicada tras su muerte por su amigo y confidente, Max Brod. Su obra es expresiva, como ninguna otra, de las ansiedades y la alienación del hombre del siglo XX. El museo que lleva su nombre contiene las primeras ediciones de sus libros, así como correspondencia personal y audiovisual del escritor.
Vladimír Holan fue un poeta checo, nacido en Praga en 1905. Viajó y residió en varias ciudades europeas, publicando obras tanto en verso como en prosa, además de traducciones. En 1948 se trasladó a vivir al barrio praguense de Kampa, donde se encerró para el resto de su vida; quizá motivado en parte por el hecho de que en esta época su poesía fue acusada de formalismo decadente por las autoridades comunistas, por no responder al arte oficial que preconizaba el partido dirigente. Enclaustrado en su casita de Kampa, y ya convertido en un mito, comenzó a escribir sus obras más importantes (entre las que destacan Una noche con Hamlet, Dolor, En el último trance o Noche con Ofelia). El universo poético de Holan está cuajado de simbolismos, y su espacio habitual es el de la noche, en cuyo ámbito la realidad es misteriosa y fantasmal. Sus obsesiones y constantes preguntas arrojadas al mundo suponen una perenne interrogación por el secreto de la existencia, donde las fronteras entre lo posible y lo imposible, el sueño y la vigilia, la razón y la imaginación, no existen.
Hrabal, residente pero no natural de Praga, fue un destacado novelista checo, entre cuyas obras destacan Trenes rigurosamente vigilados (1964), Yo, que he servido al rey de Inglaterra (1971) y Una soledad demasiado ruidosa (Příliš hlučná samota, 1977). Trenes rigurosamente vigilados fue llevada al cine en 1966 y obtuvo el Óscar a la mejor película de habla no inglesa. Estudió Derecho en la Universidad Carolina de Praga. Su obra combina una sensible observación de los asombros de la vida cotidiana con una narración precisa en la que el humor nos lleva de puntillas sobre la tragedia.
Kundera es un novelista que tampoco nació en Praga pero estudió en la Universidad Carolina de Praga y dio clases de historia del cine en la Academia de Música y Arte Dramático desde 1959 a 1969, y posteriormente en el Instituto de Estudios Cinematográficos de Praga. Es un novelista cuya obra más conocida es La insoportable levedad del ser, por la que ha sido galardonado en diversas ocasiones.

### Cine
Praga es un lugar excelente para disfrutar con el cine de animación. Son especialmente hermosos los espectáculos poéticos y cómicos de Karel Zeman que consiguió animar personajes de cristal y grabados en madera y las obras de Jirí Trnka, el maestro del género, que creó las cine-óperas y los cine-ballets.
Aparte de este especial cine de animación en Praga existen numerosas salas en donde se pueden ver películas, sobre todo, americanas y europeas en su propio idioma y subtituladas en checo. Las listas de películas se encuentran en los periódicos Prognosis y The Prague Post donde además figuran las direcciones de los cines.

## Deporte

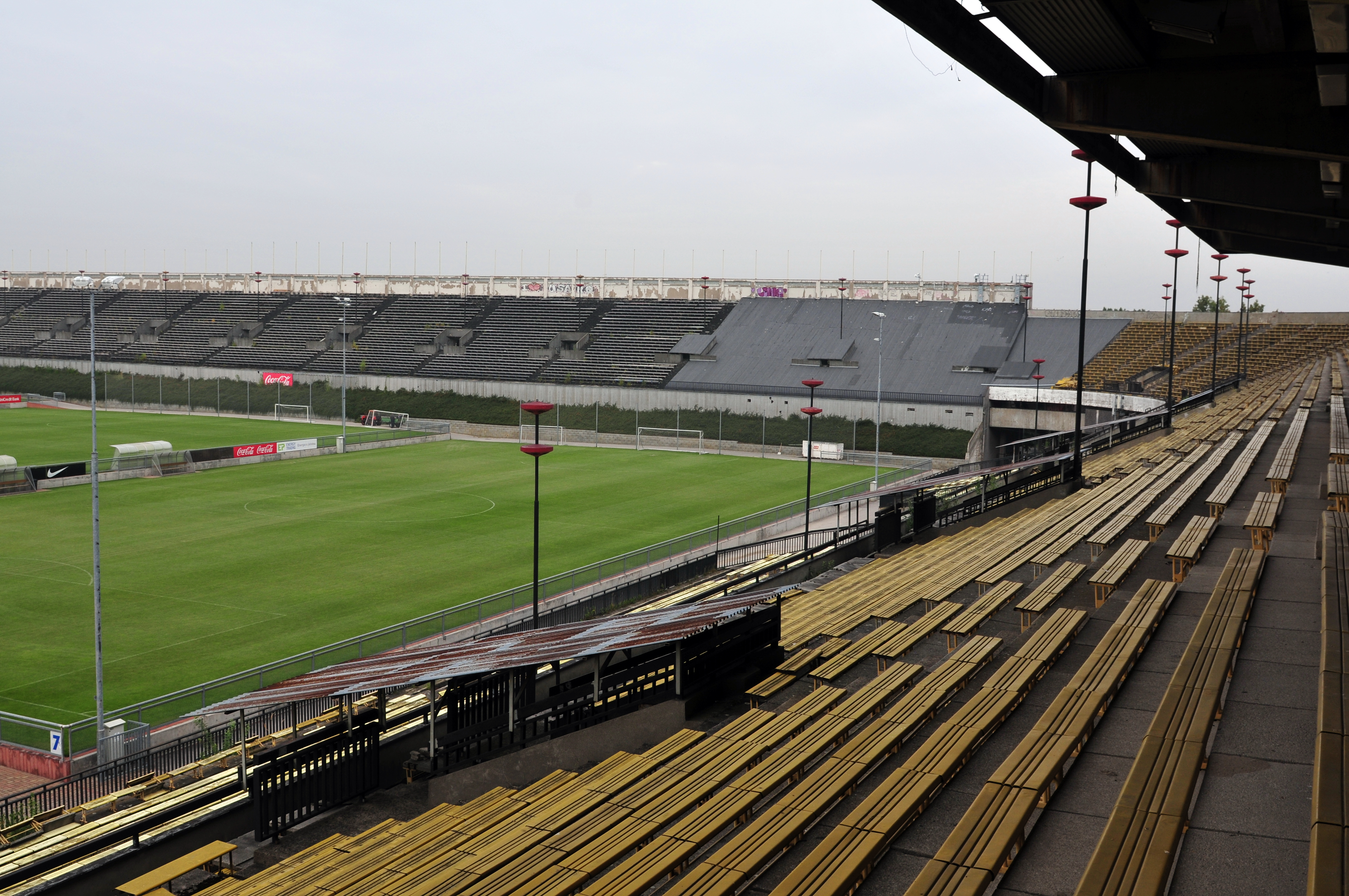
Estadio Strahov, segundo estadio más grande del mundo, tiene un aforo de 220 000 espectadores.

Praga cuenta con unas buenas instalaciones deportivas y ha sido candidata a albergar los Juegos Olímpicos de 1924 y de 2016; para estos últimos quedó descartada en la preselección que realizó el COI el 4 de junio de 2008. En abril de 2008 ha manifestado su intención de retrasar su candidatura.
Entre sus instalaciones deportivas se encuentra el segundo estadio más grande del mundo, el Estadio Strahov, que puede albergar a 220 000 espectadores. También destaca el Sazka Arena, construido en 2004 para el Campeonato del Mundo Masculino de Hockey sobre Hielo de 2004. Praga también es el escenario de la Maratón Internacional de Praga, creada en 1995 y que se ha convertido en una de las más prestigiosas maratones del mundo, y que se celebra en mayo, con representantes de más de 50 naciones. También ha acogido la Copa Mundial de Skateboarding y diversas competiciones internacionales de Floorball, deporte en el que la República Checa es una potencia, como el Campeonato del Mundo de Floorball en 1998 y 2008 y el Campeonato de Europa de Floorball en 2003.
Los principales equipos de fútbol de la capital checa son el Sparta de Praga y el Slavia de Praga, que suelen dominar la liga nacional. El Sparta de Praga ha ganado 10 de las 15 ligas disputadas desde la fundación de la República Checa.
- Bohemians 1905
- Fotbalový Klub Dukla Praga
- Sportovní Klub Slavia Praga
- Athletic Club Sparta Praga
- Fotbalový Klub Viktoria Žižkov
- FK Bohemians Praga
- Loko Vltavín
- AC Sparta Praga II

El estadio de Slavia es el Eden Arena.

## Turismo
Praga es considerada como una de las ciudades más bellas del mundo. En el año 2004 fue la sexta capital europea más visitada por los turistas, solo por detrás de Londres, París, Roma, Madrid y Berlín. De acuerdo con un estudio más reciente, fue la vigésima ciudad mundial en recibir turistas en el año 2006. La mayor parte de los atractivos turísticos de la ciudad se concentran en los barrios que componen el casco histórico, es decir: Hradčany, Malá Strana, Staré Město y Nové Město. En 2015 los establecimientos hoteleros añaden una tasa de estancia de 0,60 € por día y persona a los turistas.
- enero: Conmemoración de la muerte de Jan Palach;
- febrero: Carnaval; inicio de la feria de San Mateo;
- marzo: Febiofest;
- abril: Noche de Walpurgis;
- mayo: Primavera de Praga; Fringe Festival; Festival Khamoro; Festival de la cerveza;
- junio: United Islands Festival; Tanec Praha;
- verano: Festival de la ópera italiana;
- septiembre: Otoño de Praga;
- octubre: Festival internacional de jazz; Designblok.

### Hradčany

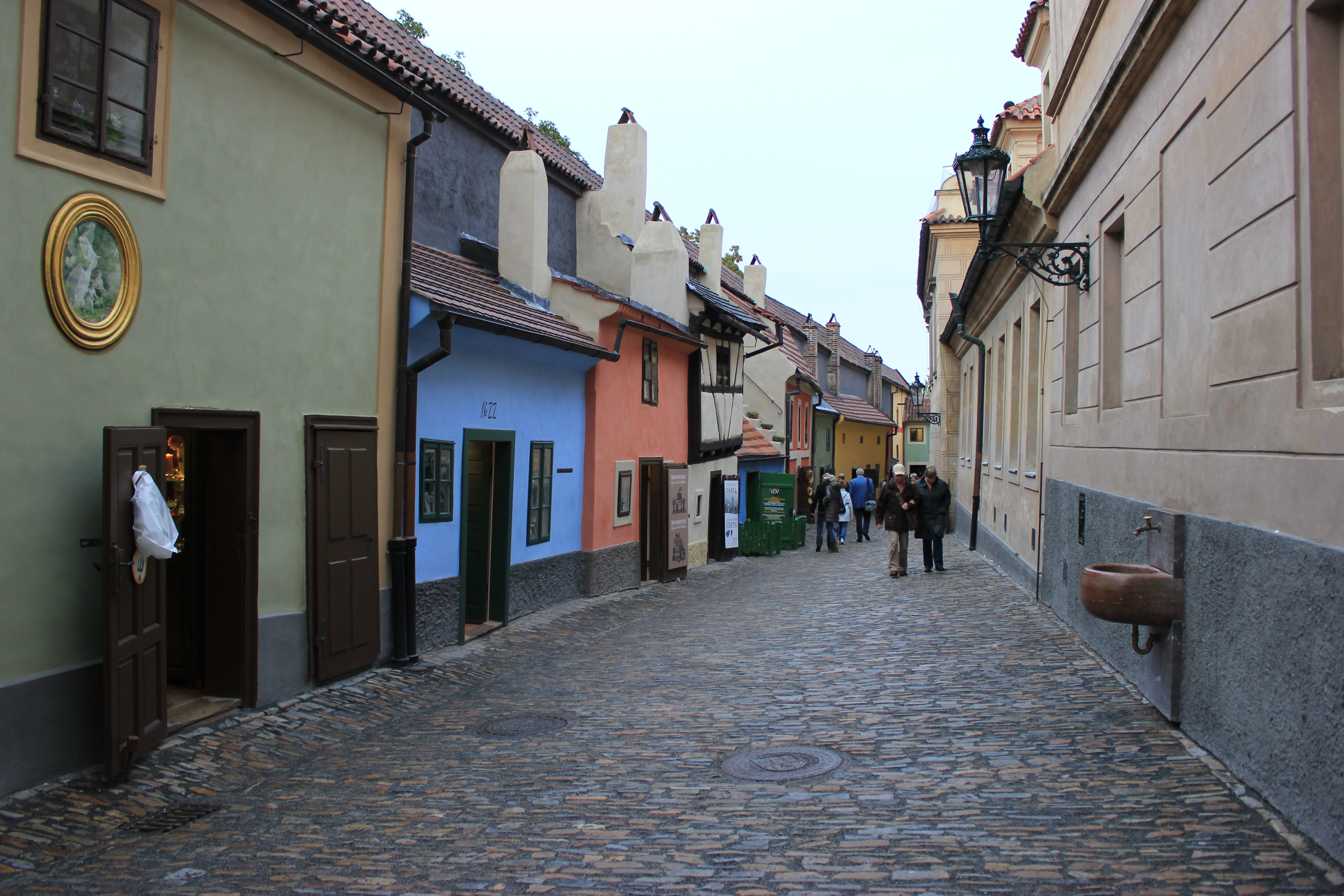
Callejón del Oro, Palacio de Praga

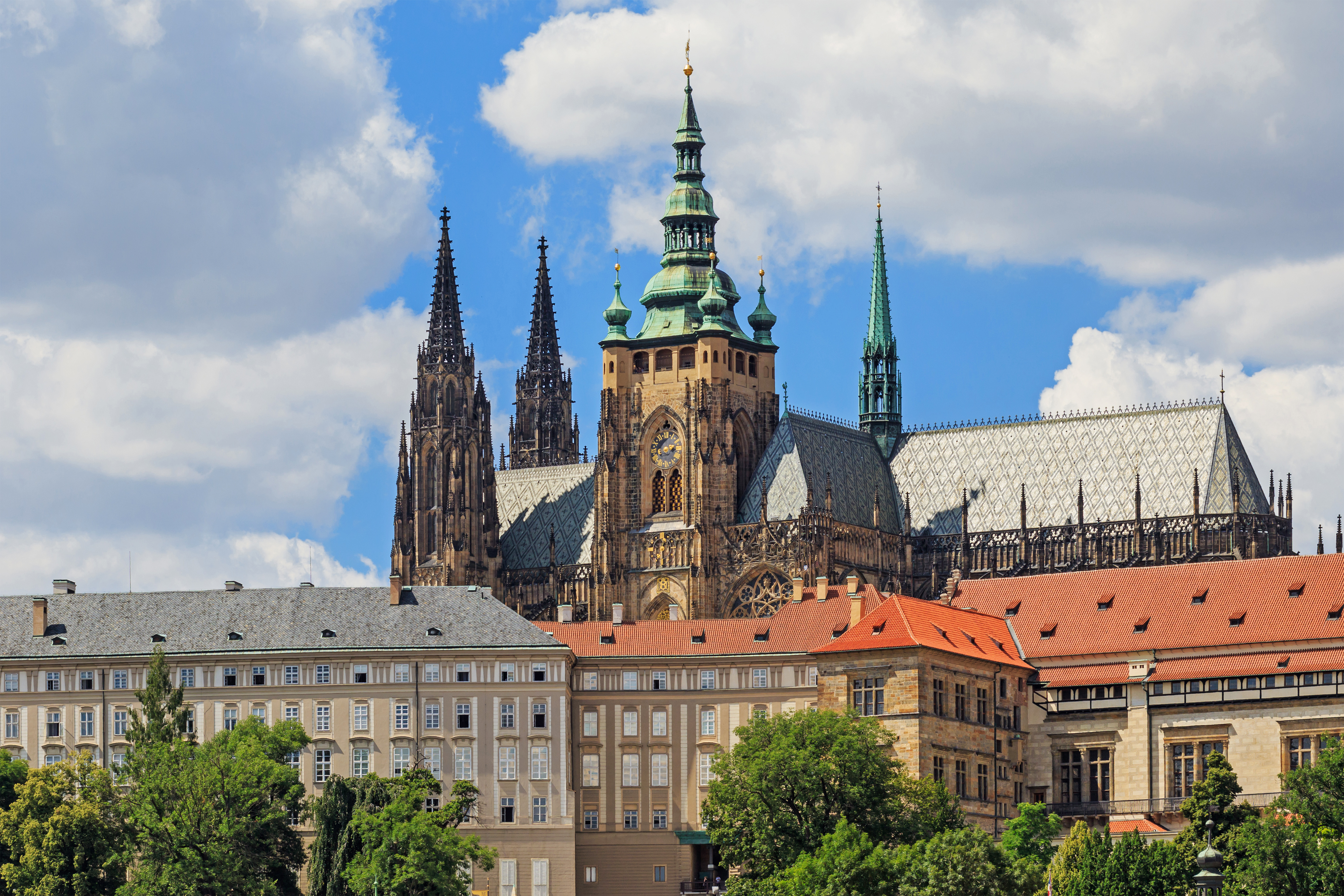
Catedral de San Vito en el Castillo de Praga.

El distrito del castillo es el más antiguo de Praga. Sus principales atractivos turísticos son:
- El Castillo de Praga: Construido en el siglo IX. Con 570 metros de largo y 130 de anchura media, es considerado la mayor fortaleza medieval del mundo.[69] Contiene la Catedral de San Vito (ver a continuación), el Callejón del Oro y la Alquimia, donde se reunieron varios alquimistas en busca de la fórmula para crear oro, y cuyos experimentos se han recogido en la Torre de la Pólvora (Mihulka), de 1494. En dicho callejón vivió durante varios años Franz Kafka. También se encuentra la capilla de la Santa Cruz, del siglo XVIII, que aloja varios frescos y sirve como agencia de cambio, la Casa del Preboste, del siglo XVII, el antiguo Palacio Real, del siglo XII, donde se produjeron las famosas defenestraciones de Praga, la basílica de San Jorge, erigida sobre una antigua iglesia del año 920, la basílica de San Jorge, del siglo XVIII, la Galería del Castillo, instalada en los antiguos establos, aloja una pinacoteca, la Torre Dalibor, donde fue encarcelado un violinista que dio origen a una ópera, el Palacio Lobkowicz, del siglo XVII, que hoy alberga un museo histórico, la casa Burgrave, que aloja un museo del juguete, y la torre Negra, puerta oriental del Castillo. Ha sido en diversas ocasiones de la historia sede de distintos gobiernos y es la residencia oficial desde 1918 del presidente de la República. Fue remodelado por el arquitecto Jože Plečnik entre 1920-1934 a petición del presidente checo Masaryk.
- Catedral de San Vito: Es un templo dedicado al culto católico situado en la ciudad. Forma parte del conjunto artístico monumental del Castillo de Praga y es la mayor muestra de arte gótico de la ciudad. Desde 1989 está dedicada a San Vito, San Venceslao y San Adalberto. Ha sido el escenario de la coronación de todos los reyes de Bohemia y en ella se encuentran también enterrados todos los santos obispos y arzobispos y un buen número de reyes. La catedral, aunque católica, es de propiedad estatal desde el inicio de su construcción en el siglo XIV. Es la catedral gótica más antigua de la Europa Central. En ella están enterrados diversos monarcas checos.

Otras atracciones turísticas son los Jardines del Castillo, el Palacio Salm, el Palacio Schwarzenberg, el Palacio del Arzobispo, el Palacio Sternberg, el Palacio Toscano, el Palacio Černín el Santuario del Loreto y la iglesia de San Juan Nepomuceno.

### Malá Strana
El barrio de Malá Strana, que se puede traducir por lado pequeño o barrio pequeño, está situado junto al barrio del Castillo y está lleno de esplendorosos palacios, iglesias y plazas, que florecieron al abrigo de la nobleza del imperio. Los principales monumentos son:

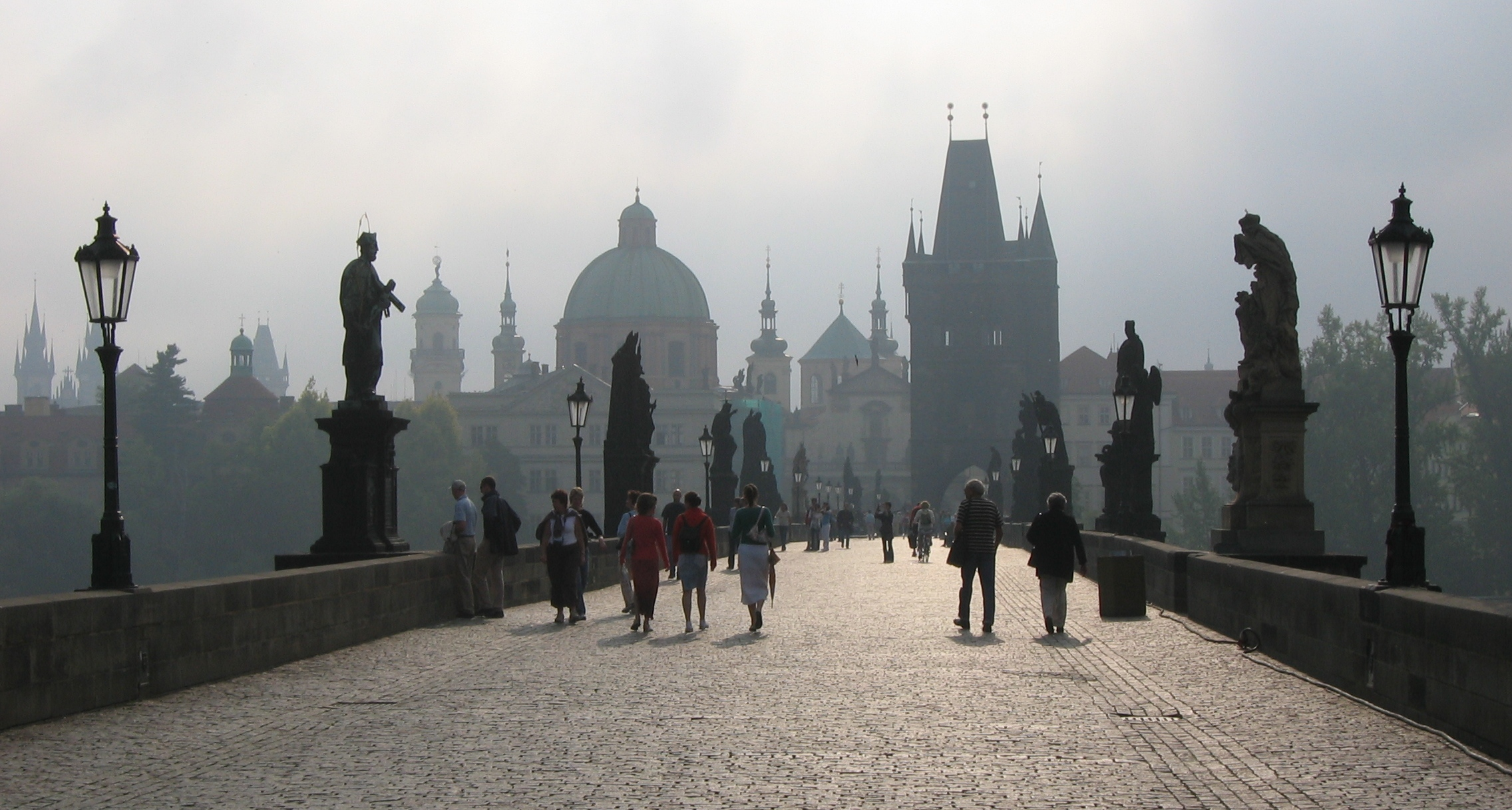
Puente Carlos, debe su nombre al monarca que lo mandó construir, el rey Carlos IV, en 1357, con treinta estatuas y dieciséis arcos. Es uno de los principales atractivos turísticos de la capital checa.

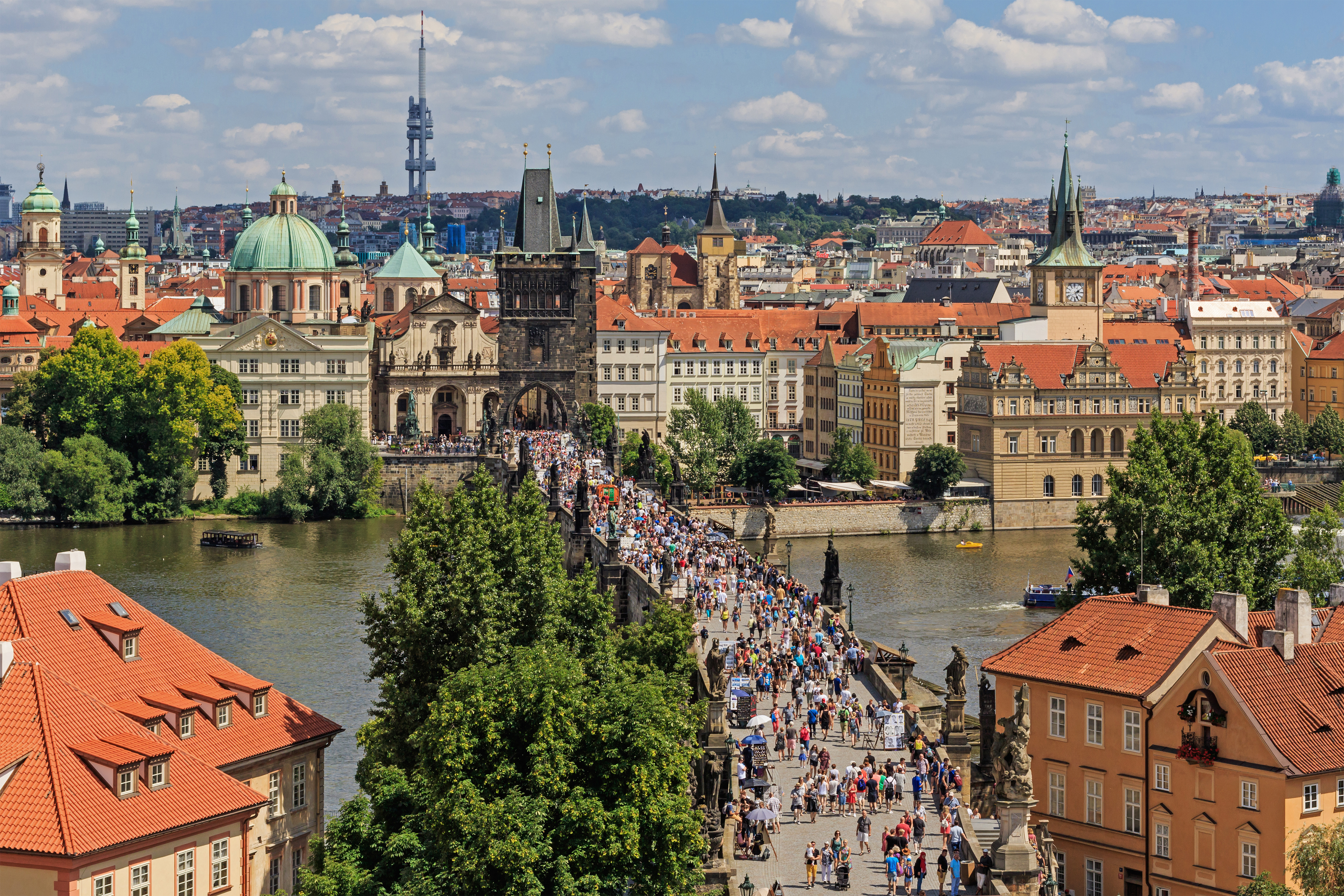
Vista del Puente Carlos

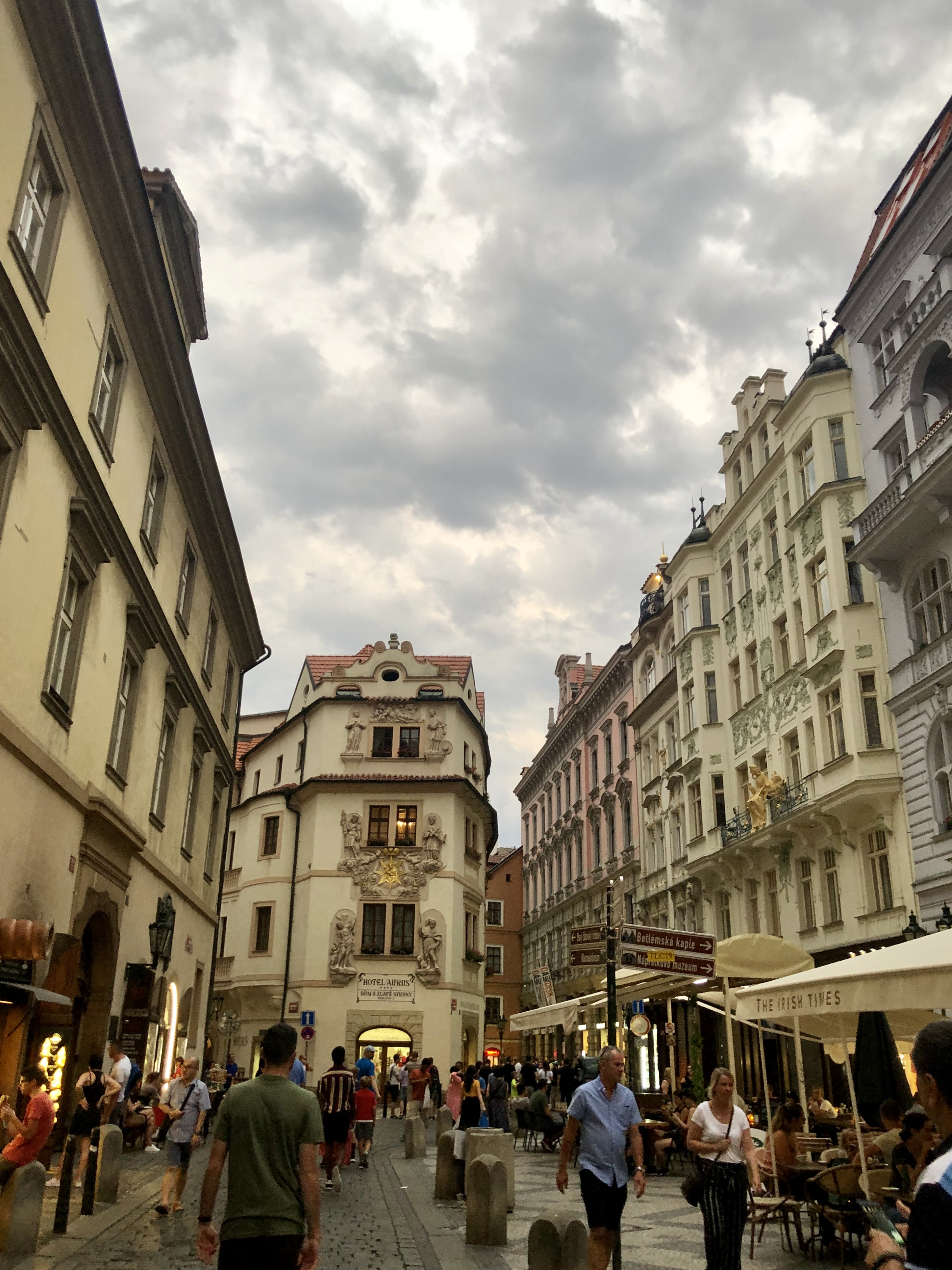
Malá Strana. una de las calles principales que cuenta con una gran variedad de restaurantes

- El puente Carlos: Es el puente más viejo de Praga y atraviesa el río Moldava de la Ciudad Vieja a la Ciudad Pequeña. Su construcción comenzó en 1357 con el visto bueno del rey Carlos IV y fue finalizado a principios del siglo XV. Tiene una longitud de 516 metros y su ancho es de casi 10 metros, al tiempo que se encuentra apoyado en 16 arcos. Está protegido por tres torres distribuidas entre sus dos cabeceras, dos de ellas en Malá Strana y la restante en el extremo ubicado en la Ciudad Vieja. La torre localizada en la cabecera de la Ciudad Vieja es considerada por muchos como una de las construcciones más impresionantes de la arquitectura gótica en el mundo. El puente está decorado por 30 estatuas situadas a ambos lados del mismo, la mayor parte de las cuales son de estilo barroco y fueron hechas alrededor del 1700. Artistas y comerciantes tratan de hacer dinero a expensas del importante flujo de turistas que todos los días visitan el lugar.
- El Monasterio de Strahov: Monasterio fundado en el siglo XII. El monasterio se incendió y posteriormente se reconstruyó en estilo barroco. Se encuentra en la colina al oeste del Castillo. Incluye las iglesias de la Asunción de la Virgen y de San Roque y las Bibliotecas Filosófica y Teológica, que albergan libros de incalculable valor histórico.
- La iglesia de San Nicolás: iglesia finalizada en 1710, de estructura curvilínea e interior ricamente decorado. Está situada en la plaza de Malá Strana. Mozart tocó el órgano en su estancia en Praga.

También tiene mucho interés turístico la calle Nerudova -en la que se encuentran el Palacio Bretfeld, el Palacio Thun-Hohenstein y el Palacio Moržin-, el Palacio de Lichtenstein, el Ayuntamiento del Distrito, el Palacio Smirickych, el Palacio Schönborn, el Palacio Lobkowicz, el Palacio Vrtba, la iglesia de Nuestra Señora de la Victoria (Niño Jesús de Praga), la iglesia de Nuestra Señora de la Cadena, la iglesia de San José, el Palacio Wallenstein o la torre Petřín.

### Staré Město
Eje histórico de origen medieval, reúne algunos de los edificios más antiguos de la ciudad, que se erigen en torno a la plaza del Ayuntamiento.

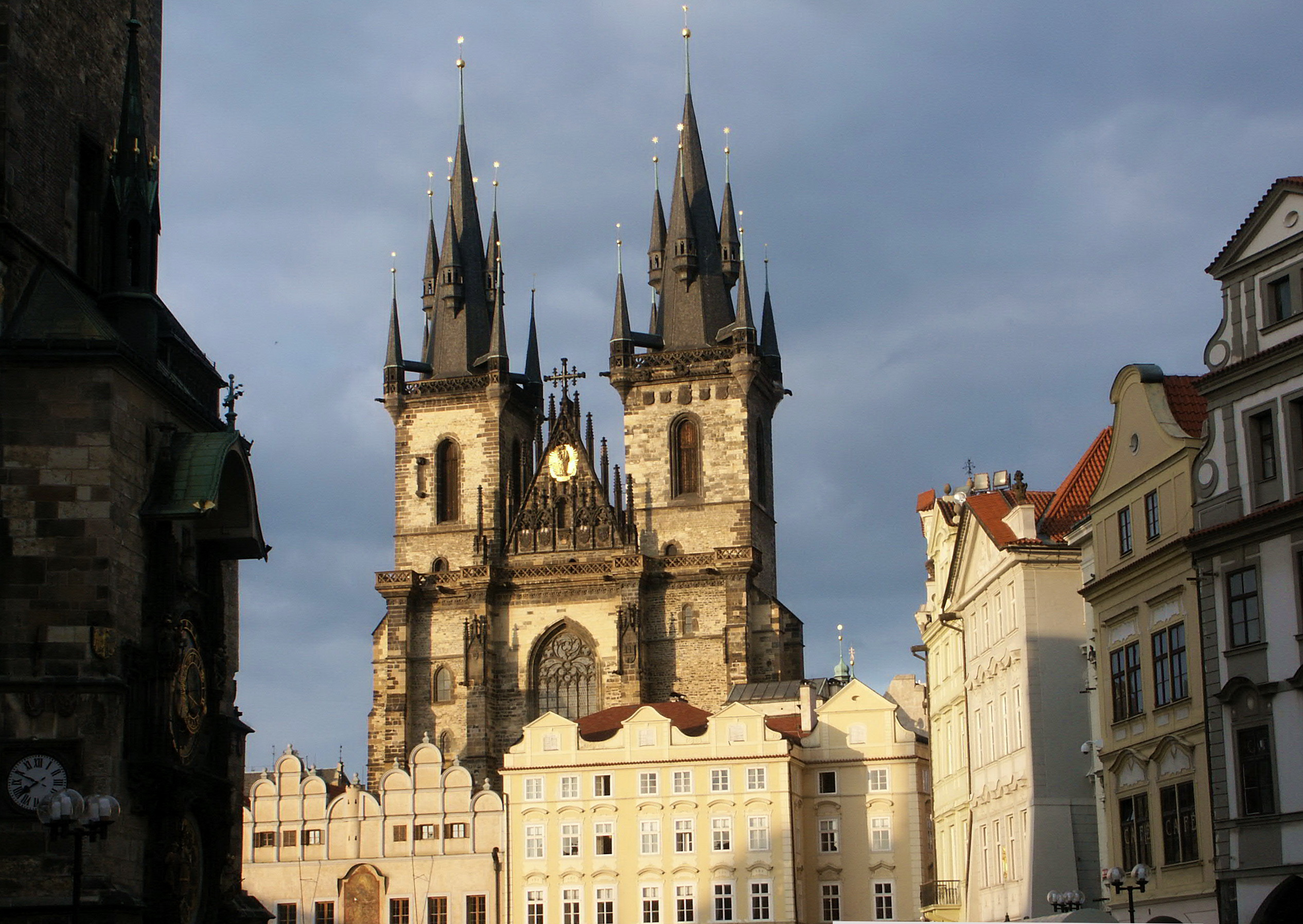
Iglesia de Nuestra Señora del Týn.

- La iglesia de Týn: situada cerca de la plaza de la Ciudad Vieja, empezó a construirse en el siglo XIV pero no fue finalizada hasta el siglo XVI. A pesar de las muchas reformas que ha sufrido, su estilo principal es el gótico. Su elemento más característico son la pareja de torres gemelas que se alzan por encima de los tejados de la plaza de la Ciudad Vieja. En su interior se guarda una pila bautismal de peltre de 1414, la más antigua de la ciudad, una Crucifixión de principios del siglo XV, el altar mayor barroco de 1649 y la tumba del astrónomo Tycho Brahe, que formuló una teoría intermedia entre los sistemas copernicano y ptolemaico para apaciguar a la iglesia y avanzar al mismo tiempo en la astronomía. Este edificio fue durante cierto tiempo el centro religioso y símbolo visible del movimiento husita, volviendo luego a ser una simple iglesia de culto católico, como lo es hasta el día de hoy.

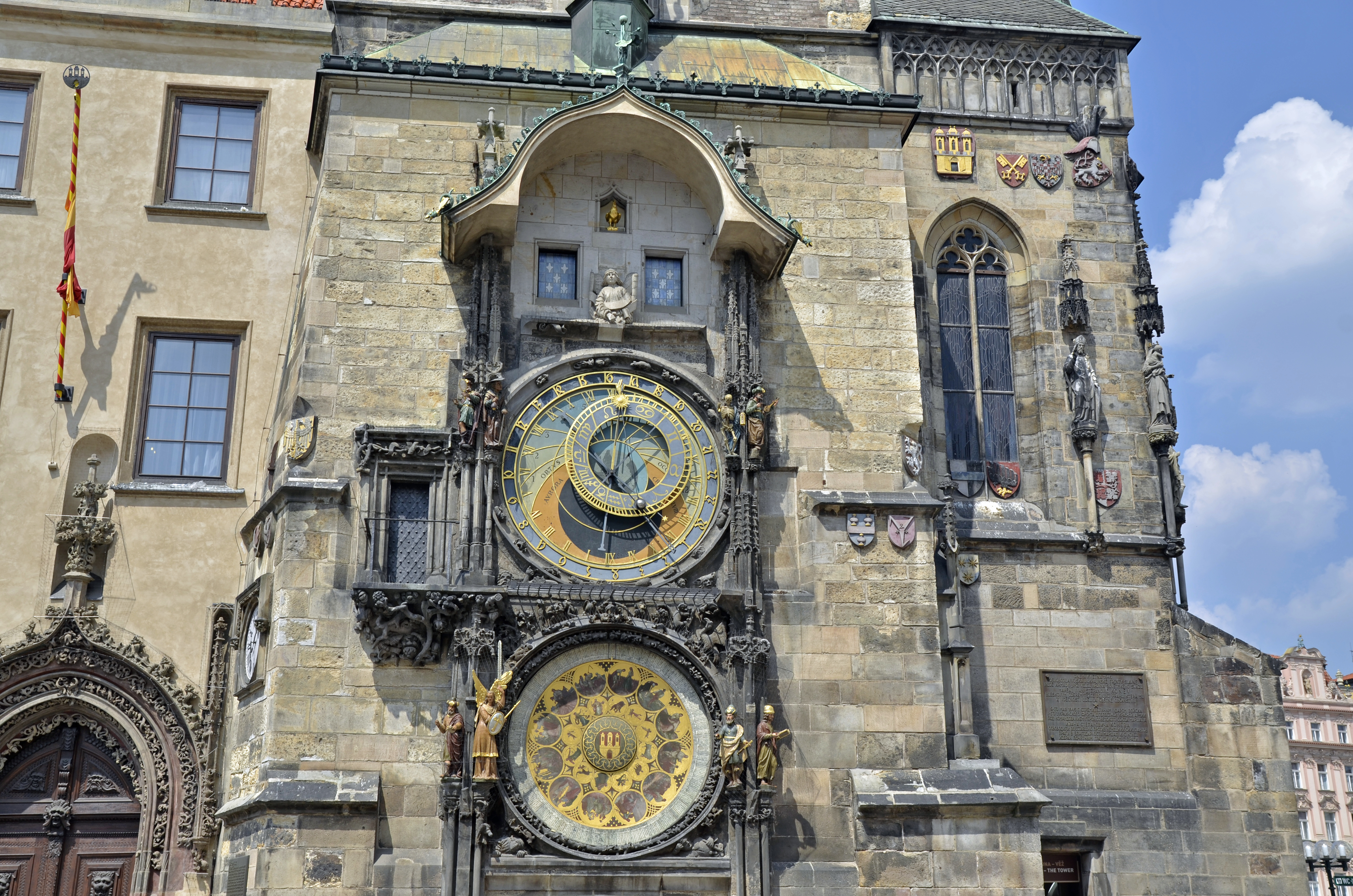
Reloj astronómico (Orloj) del, el más antiguo de Europa.

- El Ayuntamiento Viejo: Desordenado complejo de edificios. Su elemento más famoso es el reloj astronómico (Orloj), de 1410, el más antiguo de su tipo en Europa. Cada vez que da la hora salen unas figuras que representan a los doce apóstoles y otros personajes, el más famoso de los cuales es un esqueleto, que con movimientos afirmativos de la cabeza recuerda la inminencia y universalidad de la muerte. Uno de los edificios renacentistas posee una ventana dorada con el antiguo escudo de la ciudad. Ya no tiene funciones administrativas y puede visitarse su interior.
- La Sinagoga Vieja-Nueva: Es una de las más viejas sinagogas de Europa. Fue fundada cerca de 1270 y es uno de los primeros edificios de estilo gótico de la ciudad. Ha sobrevivido a los incendios, a la demolición del gueto en el siglo XIX y a muchos pogromos. Está situada en Josefov, el barrio judío de Praga. Hay solamente una sinagoga del mismo tipo, la Sinagoga Vieja de Cracovia en Polonia.

Otros atractivos turísticos son los restos del Karolinum, el Klementinum, el Rudolfinum, la iglesia de San Nicolás, el cementerio judío y el convento de Santa Inés.

### Nové Město
La ciudad nueva es una ampliación de la ciudad vieja que data del siglo XIV. Sus principales atractivos son:

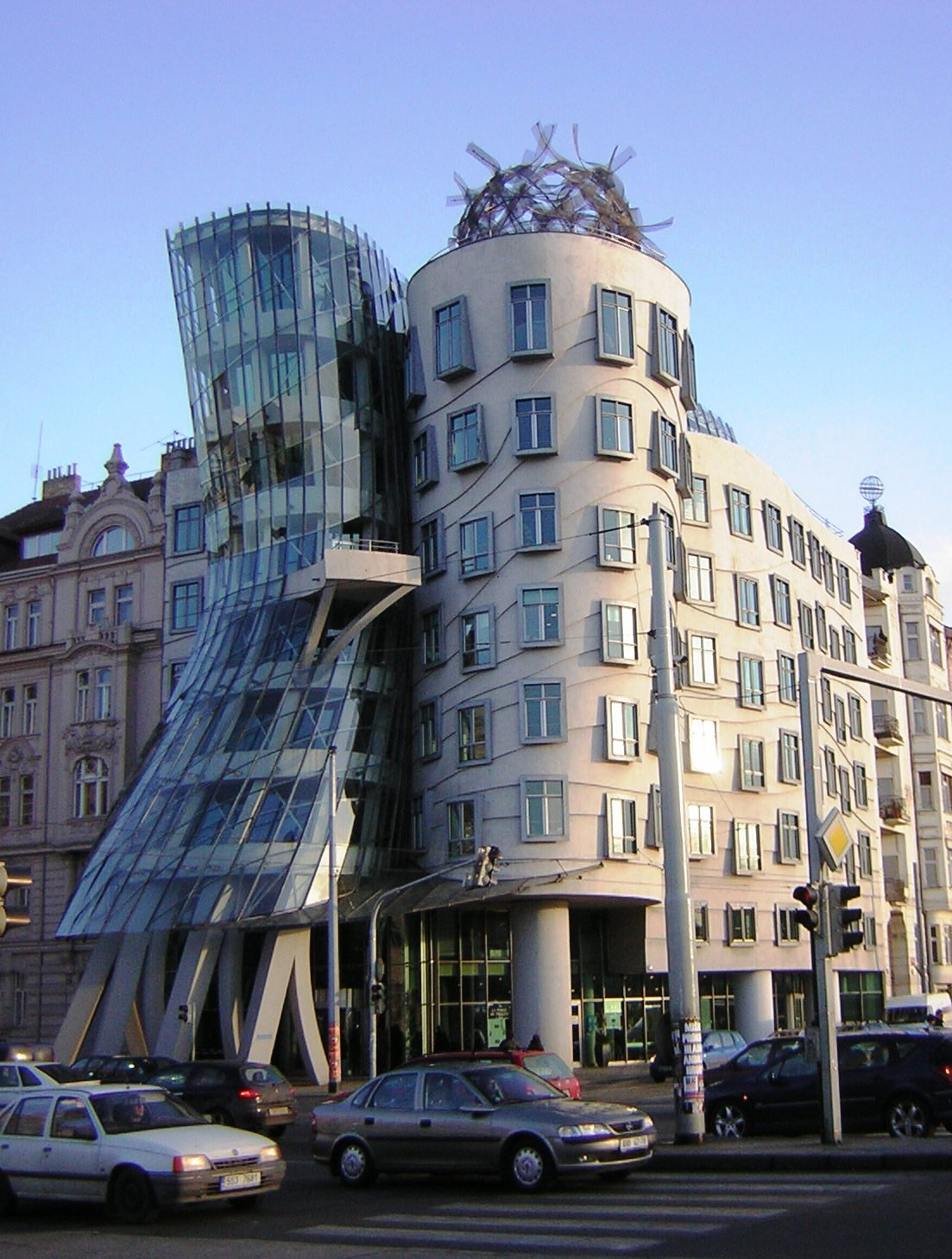
Casa danzante o de Ginger y Fred, es el principal edificio contemporáneo desde un punto de vista arquitectónico.

- La Casa Danzante es un famoso edificio deconstructivista situado en Praga. Fue diseñado por el gabinete de arquitectos de Frank Gehry y Vlado Milunic en 1997. Por su semejanza con una pareja de bailarines, es también conocida como Ginger and Fred. A pesar de su estilismo deconstructivista, se integra perfectamente con el resto de las edificaciones antiguas de la zona.

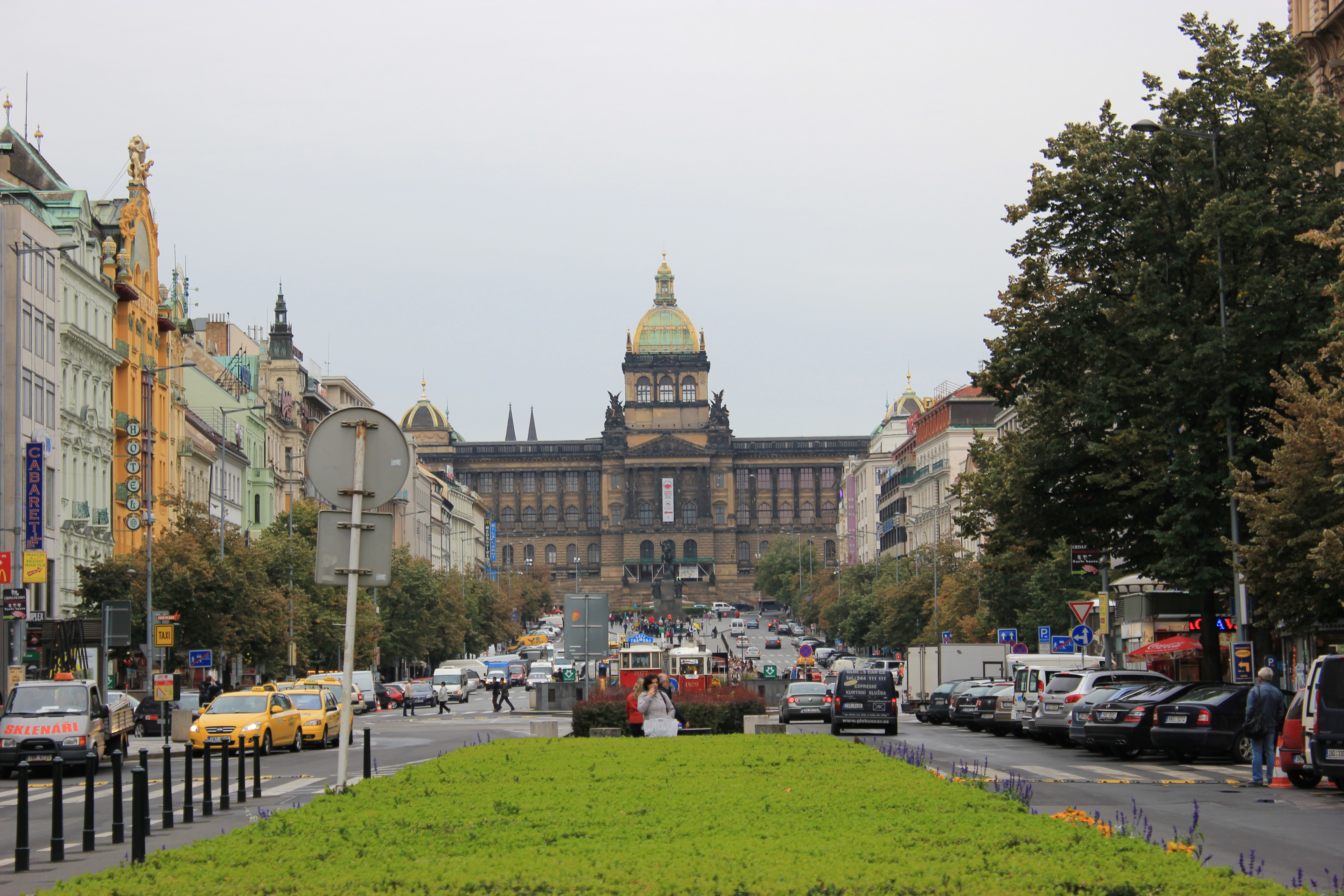
Plaza de Wenceslao.

- La plaza de Wenceslao: centro comercial de la ciudad, coronado por la estatua de San Venceslao, patrón de Bohemia. En un extremo se sitúa el Museo Nacional. Aparte de estar rodeado de varios edificios representativos, es escenario de las principales manifestaciones políticas de la ciudad. Ha sido escenario de la Primavera de Praga y del inicio de la Revolución de Terciopelo.

Otros atractivos del distrito son la Torre de la Pólvora, la calle Na Prikope, la Casa municipal, el Teatro Nacional o la plaza Carlos.

## Transportes
El transporte público de Praga incluye el Metro de Praga, tranvías, autobuses, el funicular Petřín que asciende al monte Petřín, un telesilla en el Zoo y tres transbordadores. El sistema está integrado como ‘’Transporte urbano integrado de Praga’’ y está administrado por Dopravní podnik hl. m. Prahy, a.s. y otras empresas.
El tráfico en Praga no es muy seguro. La República Checa figura en el sexto lugar de Europa por la peligrosidad de sus carreteras. A finales de los 90 el número de vehículos para uso privado creció de modo exponencial, llegando al 85% de incremento a lo largo de la década. Desde entonces los problemas asociados al tráfico son comunes en Praga, pese a que el 57% de la población utiliza el transporte público para desplazarse.

### Conexiones
Transporte aéreo

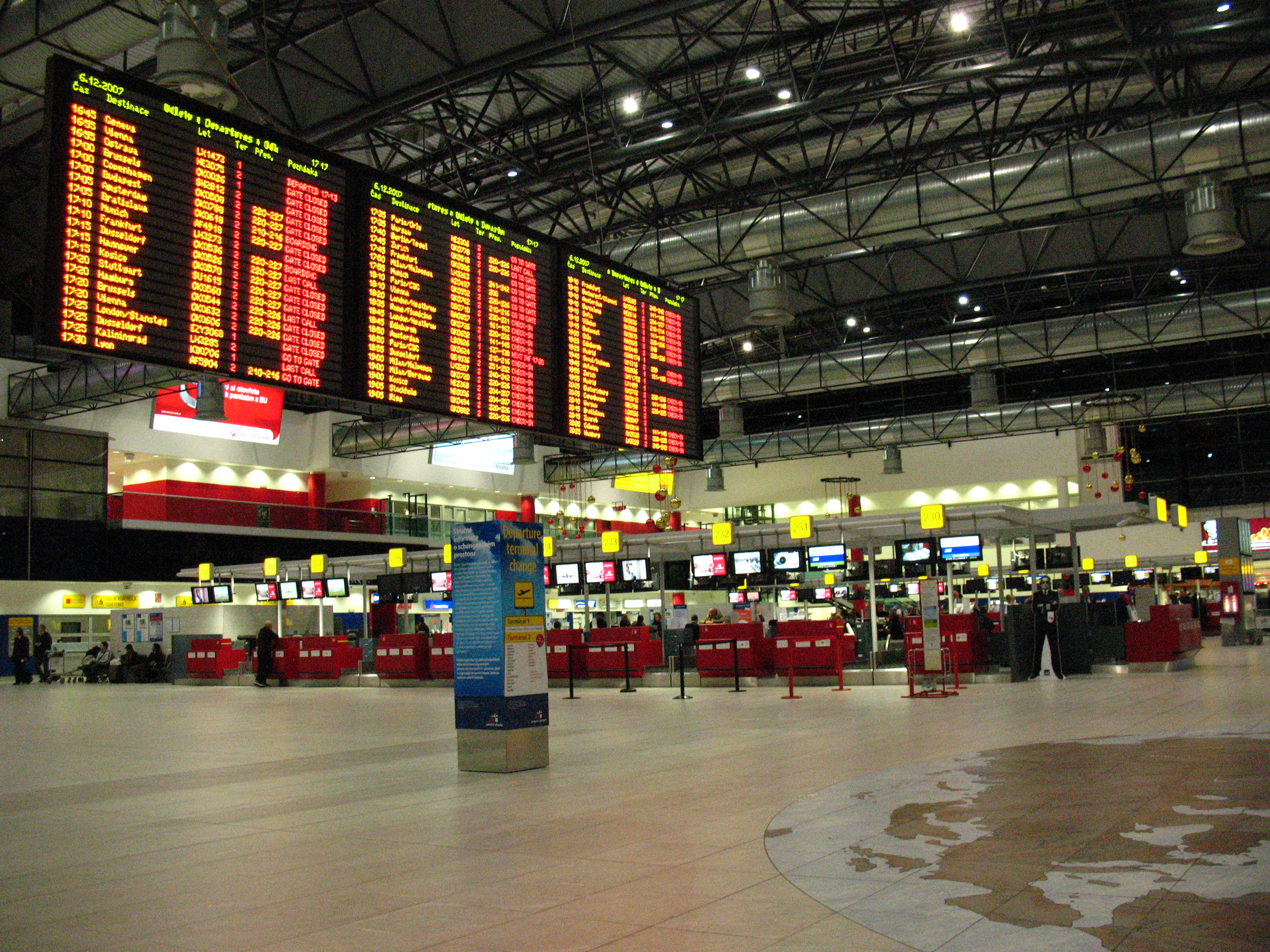
Terminal 2 del Aeropuerto de Praga.

Cerca de Praga se encuentra el aeropuerto de Praga-Václav Havel. Fue inaugurado en 1937 y está ubicado a 10 kilómetros de la capital. Es el aeropuerto más grande de la República Checa, contando con cuatro terminales —Norte 1, Norte 2, Sur 1 y Sur 2—, aunque habitualmente solo se utilizan los dos primeros. Es uno de los más frecuentados de Europa Central y Oriental, con 10,7 millones de pasajeros en 2021. Es el centro de comunicaciones de la aerolínea Czech Airlines.
El transporte público desde y hacia el centro de Praga consiste en tomar el autobús número 119 hasta la estación del subterráneo Dejvická y realizando un transbordo a la Línea Verde (Línea A) del subterráneo, o el expreso número 100 hasta la estación del subterráneo Zličín de la Línea Amarilla (Línea B), aunque lejos del centro. Un viaje típico implica unos 40 minutos.
Otros servicios de autobús son:
- Expreso Aeropuerto: conecta el aeropuerto con la estación central de trenes de Praga y la línea C del metro. El trayecto dura 35 minutos. El billete cuesta 100 CZK (4,55 €) y es válido por una hora a partir del momento de la compra.
- Autobús 119: Comunica el aeropuerto con la estación Dejvická de la línea A del metro. El trayecto dura 25 minutos. El billete cuesta 26 CZK (1 €) y es válido durante 75 minutos a partir del momento de la compra.
- Autobús 100: Comunica el aeropuerto con la estación Zličín de la línea B del metro. El trayecto dura 25 minutos. El billete cuesta 26 CZK (1 €) y es válido por 75 minutos a partir del momento de la compra.
- Autobús 179: Comunica el aeropuerto con la estación Nové Butovice de la línea B del metro. El trayecto dura 45 minutos. El billete cuesta 26 CZK (1 €) y es válido por 75 minutos a partir del momento de la compra.

También hay otros servicios de autobús que operan después de la medianoche, cuando las líneas de subterráneo dejan de operar.
Desde el 11 de diciembre de 2005 la línea AE (Airport Express o Expreso Aeropuerto) realiza el trayecto Estación de Praga-Holešovice - Terminal Norte 1 - Terminal Norte 2 - AP Ruzyně; presta servicio todos los días, desde las 5.00 a las 22.00 horas, con un intervalo de 30 minutos; la tarifa especial es de 45 CZK.
Uno de los premios más importantes que recibió el Aeropuerto Internacional de Ruzyně incluye el Diploma y Medalla de Oro recibidos en 1937 en ocasión de la Exposición Internacional de Artes y Técnicas realizada en París en el año 1937 por la concepción técnica del aeropuerto central, especialmente la arquitectura de su edificio para el check-in (actual Terminal Sur 1) diseñado por el arquitecto Ingeniero A. Beneš.
El antiguo aeropuerto de Praga está situado en el suburbio de Kbely. Tras la Segunda Guerra Mundial se dedica exclusivamente a vuelos militares. Existen otros dos pequeños aeropuertos en Praga, dedicados a vuelos nacionales o como aero clubs; son los de Letňany y Točná.
Ferrocarril
Praga es el centro del sistema ferroviario de la República Checa, ofreciendo transporte a cualquier parte del país.
También tiene dos estaciones internacionales, Hlavní nádraží (también conocida por Wilsonovo nádraží) y Praha-Holešovice. Hay otras dos importantes estaciones en la ciudad, donde también paran muchos de los trenes con destinos nacionales, Praha-Smíchov y Masarykovo nádraží. Por último hay varias estaciones más de menor categoría.

### Transporte urbano
Metro

Plano del metro de Praga.

El metro de Praga está compuesto por tres líneas: línea A o verde, línea B o amarilla y línea C o roja, y 55 estaciones. Su longitud es de 54 kilómetros. Existen intersecciones entre las tres líneas en las estaciones de Můstek —líneas A y B—, Florenc —líneas C y B— y Muzeum —líneas A y C—. El metro empezó a funcionar el 9 de mayo de 1974 y actualmente transporta aproximadamente a 500 millones de pasajeros anuales.
Tranvía

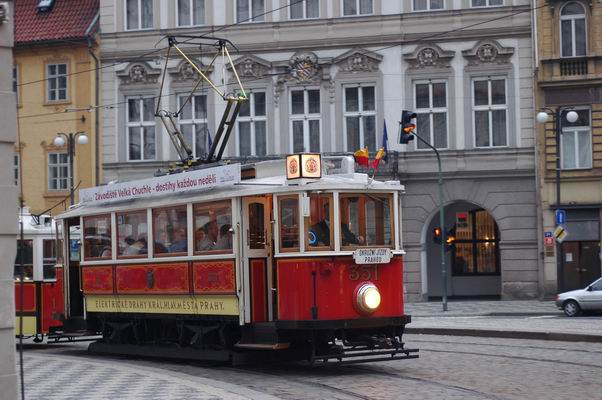
Uno de los tranvías de Praga.

El tranvía de Praga cuenta con 26 líneas diurnas y 9 nocturnas, 628 paradas y 553 kilómetros de vías. El tranvía empezó a funcionar en Praga en 1875, por entonces tirado por caballos. En 1901 se inauguró el primer tranvía eléctrico, que finalmente desplazó al de tracción animal en 1905. A día de hoy lo utilizan más de 300 millones de pasajeros anualmente.
Autobús
Praga tiene 180 líneas de autobuses diurnos y 16 nocturnos, con 2510 paradas en total. El primer autobús urbano empezó a circular en 1908, pero por diversos problemas técnicos su uso fue suspendido hasta 1925 cuando volvió a funcionar. A día de hoy lo utilizan más de 300 millones de pasajeros anualmente.
Taxi
Praga está dividida en tres sectores donde operan varias empresas de servicios de taxi, algunas de ellas ofrecen servicio telefónico de reserva. También existen taxistas clandestinos, que son famosos por aprovecharse de los turistas cobrando un sobreprecio. Este hecho es mencionado en la guía Lonely Planet y fue causa de un reportaje de la CNN.

## Salud

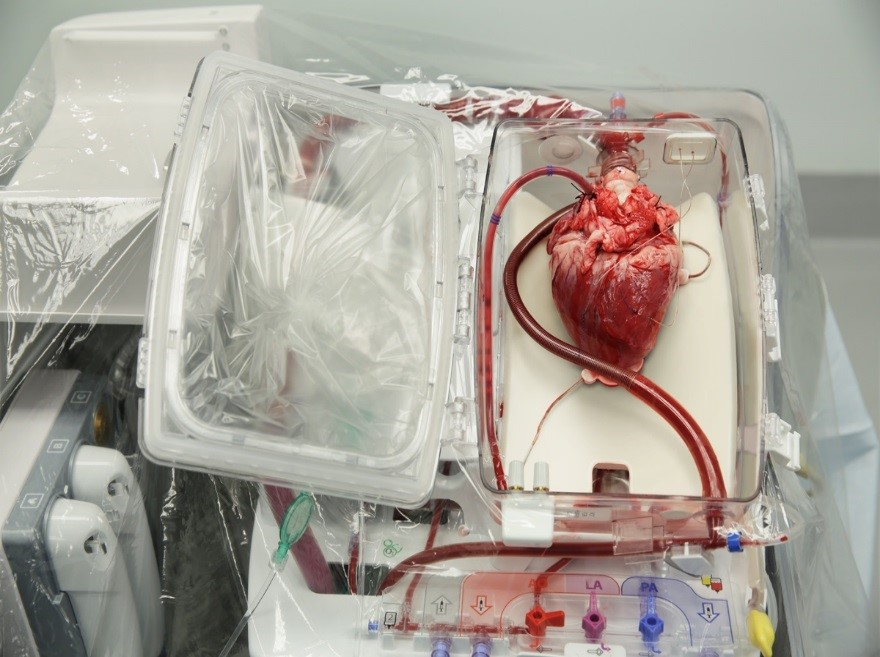
Un corazón en el Instituto de Medicina Clínica y Experimental

La esperanza de vida de las mujeres en Praga fue de 80.36 años y el de los hombres 75.21 años en 2006, lo que supone un aumento que se ha mantenido en las últimas décadas. El índice de mortalidad infantil también es muy bajo, con 2.6 fallecimientos por cada 1000 niños. Estos valores son mejores que los del resto del país debido a los mejores servicios médicos y patrones de conducta saludables.
Los principales centros de salud de la República Checa están concentrados en Praga. Muchos de ellos están especializados en un área sanitaria específica y atienden tanto a pacientes de la capital como del resto del país. Al contrario de lo que sucede en el resto del país, la mayoría de los centros sanitarios son públicos. Sin embargo en 2008 el gobierno de la República Checa aprobó una ley por la cual hay que pagar una modesta cantidad de dinero para poder ser atendido por un médico público. Con esta medida se pretende ahorrar dinero de las arcas públicas y reducir el número de consultas, ya que la República Checa tenía el mayor índice de consultas de Europa.
Según el Instituto de Información Sanitaria y Estadísticas de la República Checa, Praga cuenta con 8896 médicos y 64 174 camas de hospital, lo que representa una tasa de 8.65 médicos y 62.38 camas por cada 10 000 habitantes.

## Medio ambiente

### Áreas verdes

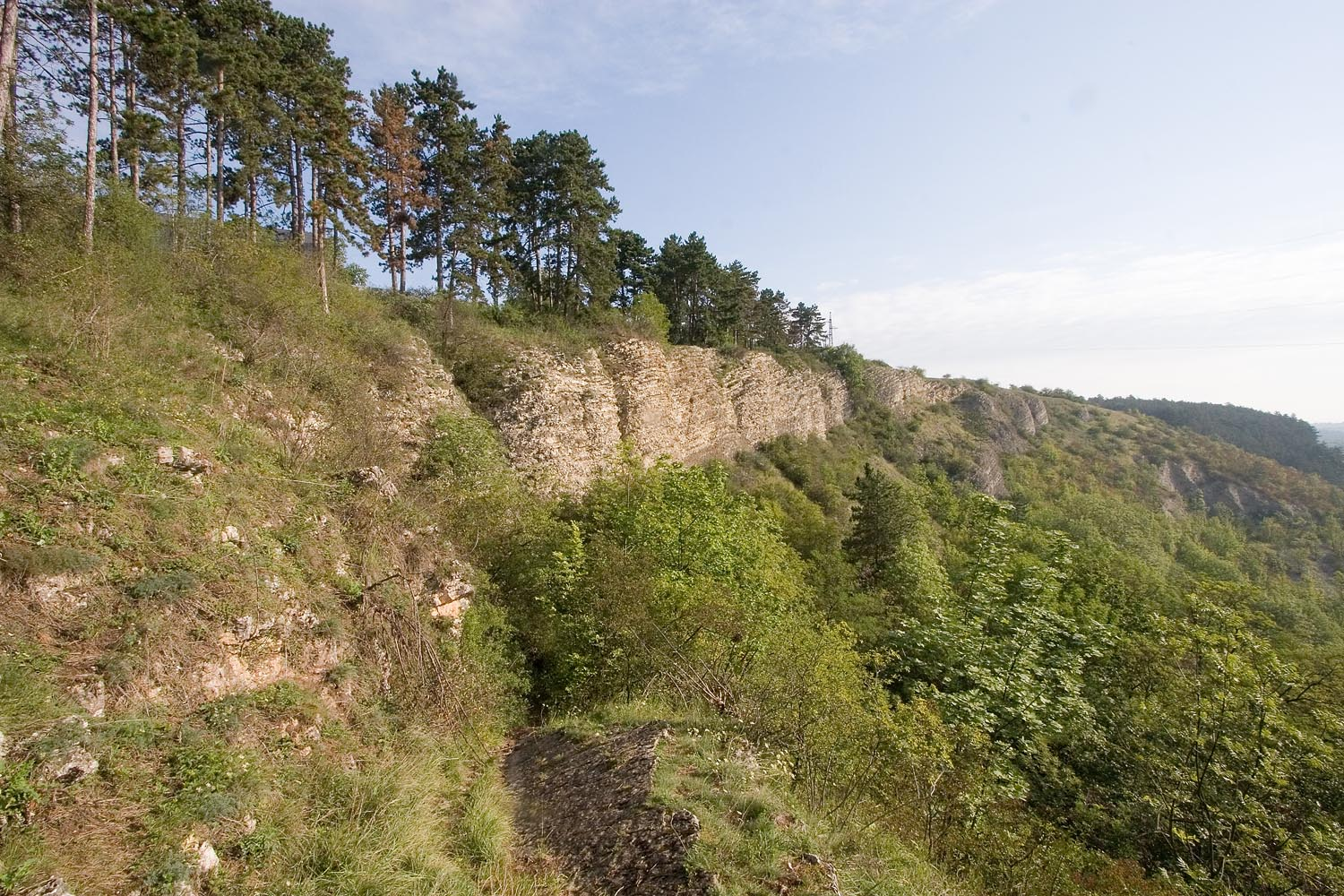
Praga está rodeada de abundantes zonas verdes. Uno de los Monumentos Naturales Nacionales que pertenecen a Praga es Černá rokle.

La ciudad de Praga tiene 2100 hectáreas de áreas protegidas, divididas en 89 áreas, de las que varias son Monumentos Naturales Nacionales –Barrandovské skály, Cikánka I., Dalejský profil, Lochkovský profil, Požáry, U Nového mlýna y Černá rokle-.
No obstante, la cantidad de vegetación y parques dentro del casco urbano de la ciudad es bastante pobre. El Ayuntamiento de Praga está tratando de aumentar las zonas verdes de la ciudad.

### Contaminación
La calidad del aire en el centro de la ciudad es baja, así como en sus proximidades. El principal problema de la ciudad es la emisión de partículas sólidas en suspensión, provocada por los vehículos de motor. Algunos indicadores medioambientales han mejorado en la década de 1990 y 2000, como es el caso de las emisiones de gases de las industrias, y en especial las del dióxido de azufre, pero otros como la contaminación generada por los vehículos, ha aumentado.
El incremento de tráfico rodado también ha disparado la contaminación acústica.

## En las artes y la cultura popular
Praga está presente en numerosas obras artísticas de autores de todo el mundo. La canción Cristales de Bohemia, de Joaquín Sabina, está dedicada a Praga. El álbum en el que se encuentra esta canción, Vinagre y rosas, fue producido en las ciudades de Praga, Madrid y Rota.
Praga también es la ambientación de la primera parte del videojuego Vampire: The Masquerade – Bloodlines.

## Ciudades hermanadas
- Bratislava (Eslovaquia)
- Bamberg (Alemania)
- Berlín (Alemania)
- Bilbao (España)
- Neukölln (Alemania)
- Bruselas (Bélgica)
- Buenos Aires (Argentina)
- Olavarría (Argentina)
- Cali (Colombia)
- Chicago (Estados Unidos)
- Drancy (Francia)
- Fráncfort del Meno (Alemania)
- Hamburgo (Alemania)
- Jasło (Polonia)
- Jerusalén (Israel)[78]
- Kioto (Japón)
- Limassol (Chipre)
- Madrid (España)[79]
- Moscú (Rusia)
- Núremberg (Alemania)
- París (Francia)
- Phoenix (Estados Unidos)
- Rosh HaAyin (Israel)
- San Petersburgo (Rusia)
- Taipéi (Taiwán)
- Teramo (Italia)